# Barroco de Vilna

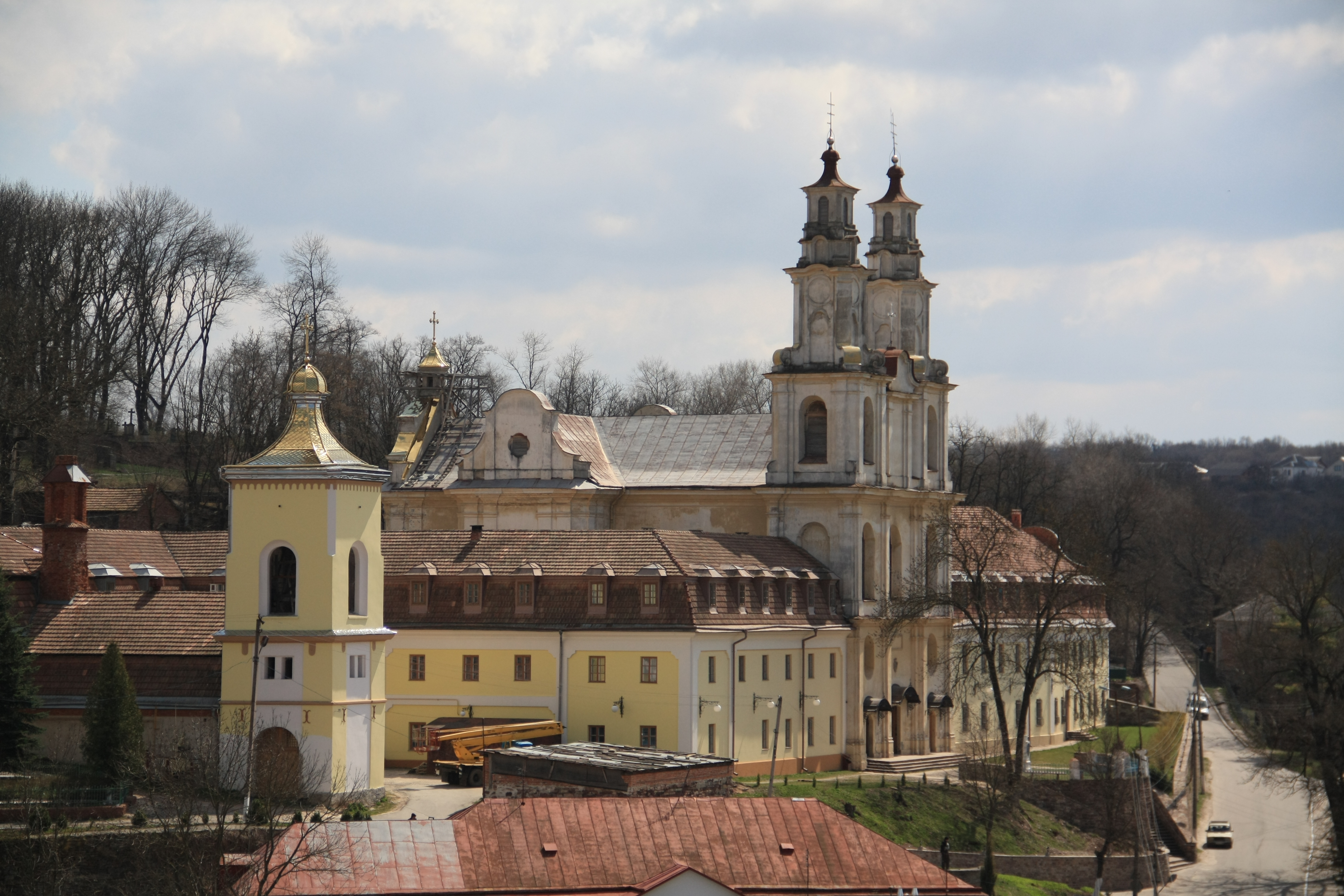
Iglesia del monasterio basiliano en Búchach (Ucrania).

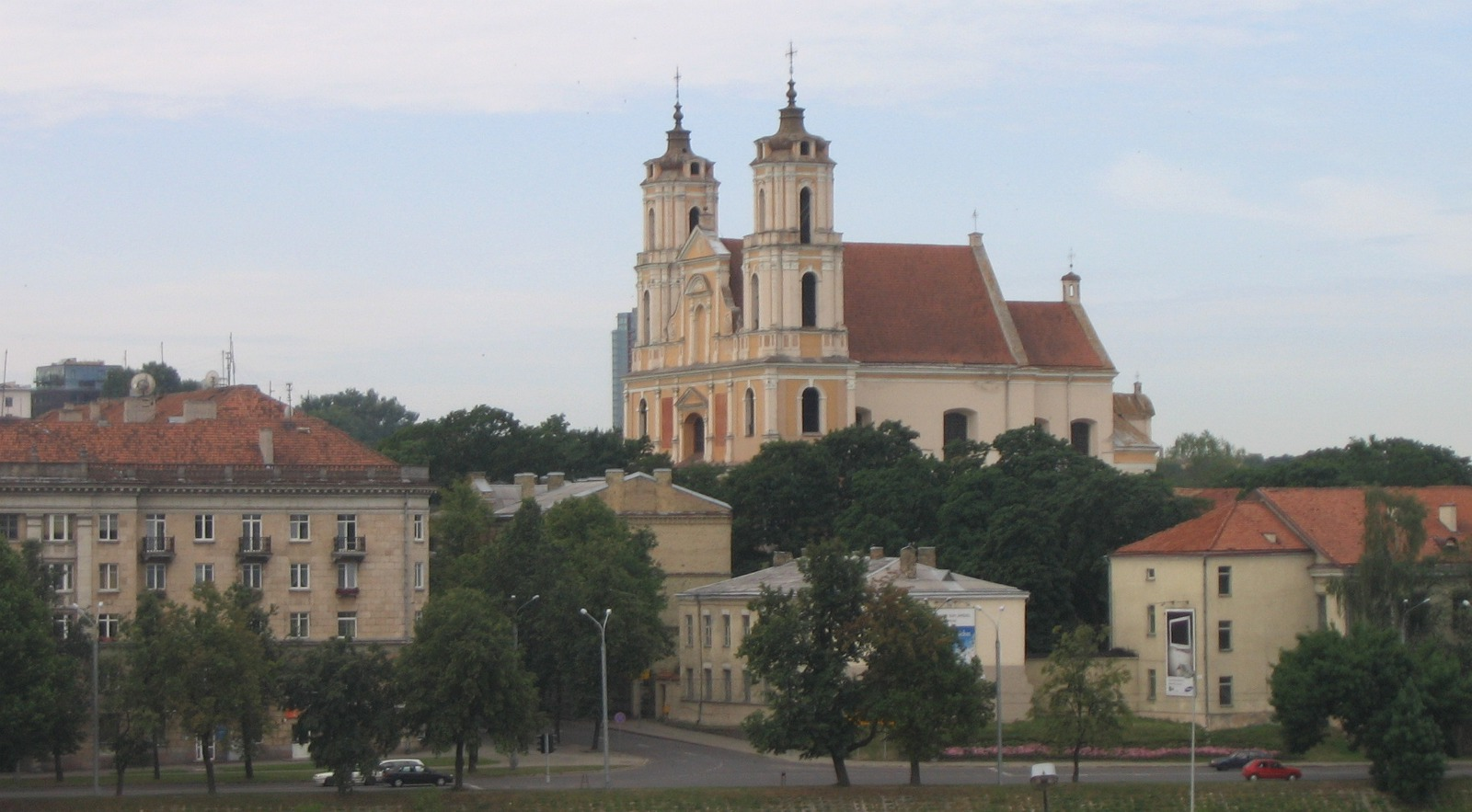
Iglesia de Santiago y San Felipe en Vilna (Lituania).

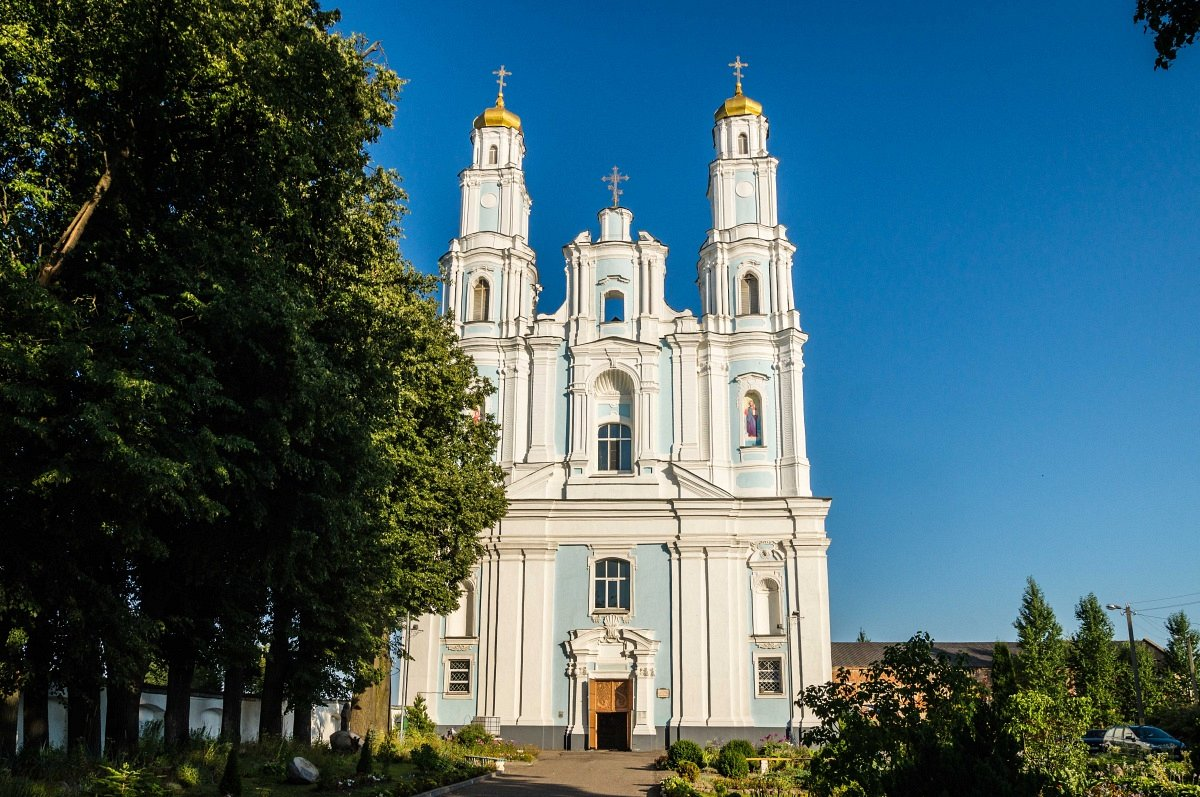
Iglesia católica de las Carmelitas en Glubókaye (Bielorrusia).

El barroco de Vilna (o Escuela de Vilna) es un estilo barroco tardío que se desarrolló a partir de la Universidad de Vilna en la arquitectura de las iglesias del Gran Ducado de Lituania y en los territorios regidos por la antigua Unión de Brest.
El estilo se extendió sobre todo por la localidad y región de Vilna, los territorios de la comunidad polaco-lituana como Bielorrusia (iglesia y monasterio en Berezwecz, edificios religiosos en Minsk, Vítebsk, Iwaniec o Baruny), la Livonia polaca y Ucrania occidental), además de la zona sureste de la Corona del Reino de Polonia. 

## Historia
El barroco de Vilna fue formándose por alumnos de la Universidad de Vilna. El arquitecto más famoso de la escuela fue Johann Christoph Glaubitz (c. 1715-1767), considerado uno de los fundadores. Glaubitz trabajaba en la restauración de iglesias en Vilna y, a menudo, se inspiró en los edificios contemporáneos de Austria y Baviera.
Otros arquitectos que trabajaron en este estilo fueron el italiano Antonio Paracca, Ludwik Hryncewicz (el creador, entre otros, de la fachada de la iglesia Misionera en Vilna), Aleksander Osikiewicz, B. Kosiński, Owsiukiewicz, Johannes Tobias de Dyderstein, Johann Wilhelm Frezer, Abraham Wuertzner, Joachim Herdegen o Tomás Zebrowski. Las iglesias polacas creadas por Paolo Fontana (1696-1765), nacido en Italia, también están en estilo barroco de Vilna. Este estilo también fue el más popular entre los uniatas, lo que le dio un segundo nombre, «barroco uniato».

## Características
El barroco de Vilna se caracteriza por sus perspectivas ascendentes, la simetría de sus dos torres y la ligereza general de las formas. Las torres son altas y muy esbeltas, estando cada piso diseñado de manera diferente, con una abertura alta y estrecha en cada uno y el conjunto rematado con una pequeña cúpula. Más tarde, se incidió en el recorte de los contornos fantasiosos de ventanas y puertas en la pared, una característica que también se utilizó en el norte de Italia, Calabria y Sicilia. También se utilizaron muros ondulados complejos en los hastiales y fachadas. Los edificios generalmente se erigieron sobre proyecciones rectas.
Por su ligereza se opone al llamado estilo sármata que estaba muy extendido en el Gran Ducado de Lituania a finales del siglo XVII y principios del XVIII.

## Extensión
Las iglesias, monasterios y arquitectura civil realizadas siguiendo el estilo del barroco de Vilna se conservan en los actuales territorios de Lituania, Bielorrusia, Polonia y Ucrania y Letonia.
Los santuarios de Vilna podrían tener una fachada principal con dos torres y otra, sin torre, similar a una puerta. En ambos casos disponían frontones de figuras. Además de en los santuarios católicos griegos y romanos, se extendió a las iglesias ortodoxas, ayuntamientos y palacios.
Muchas obras barrocas de Vilna, incluidas verdaderas obras maestras del estilo, fueron destruidas en los siglos XIX y XX directamente o por las diferentes invasiones, ideologías y guerras. Por ejemplo, si a principios del siglo XIX Vítebsk, en Bielorrusia, contaba con 11 obras únicas del barroco de Vilna (ocupaba un segundo lugar después de Vilna), solo una de ellas sobrevivió.

## Monumentos del barroco de Vilna por país

### Lituania
Vilna
- Iglesia de San Miguel (1594-1624).
- Iglesia de San Casimiro (1604-1618), obra de Jan Frankiewicz.
- Iglesia de la Santa Cruz (1635).
- Iglesia dominica del Espíritu Santo (1679-1688).
- Iglesia de San Pedro y San Pablo, (1668-1701), obra de Jan Zaor y Giambattista Frediani.
- Iglesia de San Felipe y Santiago (1690-1737).
- Iglesia del Cristo Redentor (1694-1717).
- Iglesia de la Ascensión (1695-1730, 1751-1756).
- Iglesia del Descubrimiento de la Santa Cruz (1700; 1755-1772), diseñada por J.K. Glaubitz.
- Iglesia del Sagrado Corazón de Jesús (1717-1756).

- Iglesia de Todos los Santos (original 1620-1631, 1733-1749) y monasterio Carmelita, reconstruida tras un incendio por P. Idzi Polkiewicz.

- Iglesia de San Juan (1738-1748), reconstruida enteramente tras un incendio de 1737 por Johann Christoph Glaubitz.

- Iglesia de Santa Catalina (1739-1743), obra de J.K. Glaubitz;
- Iglesia de Nuestra Señora de la Consolación (1746-1768), también conocida como iglesia de los Agustinos.
- Iglesia de la Santísima Trinidad en Trinopol (1750-1760).
- Iglesia de San Rafael Arcángel, probablemente diseñada por J.K. Glaubitz.
- Iglesia ortodoxa del Espíritu Santo (segunda mitad del siglo XVIII), diseñada por J.K. Glaubitz.
- Iglesia ortodoxa de San Nicolás.
- Iglesia de San Jorge.
- Puertas del monasterio de la Santísima Trinidad.

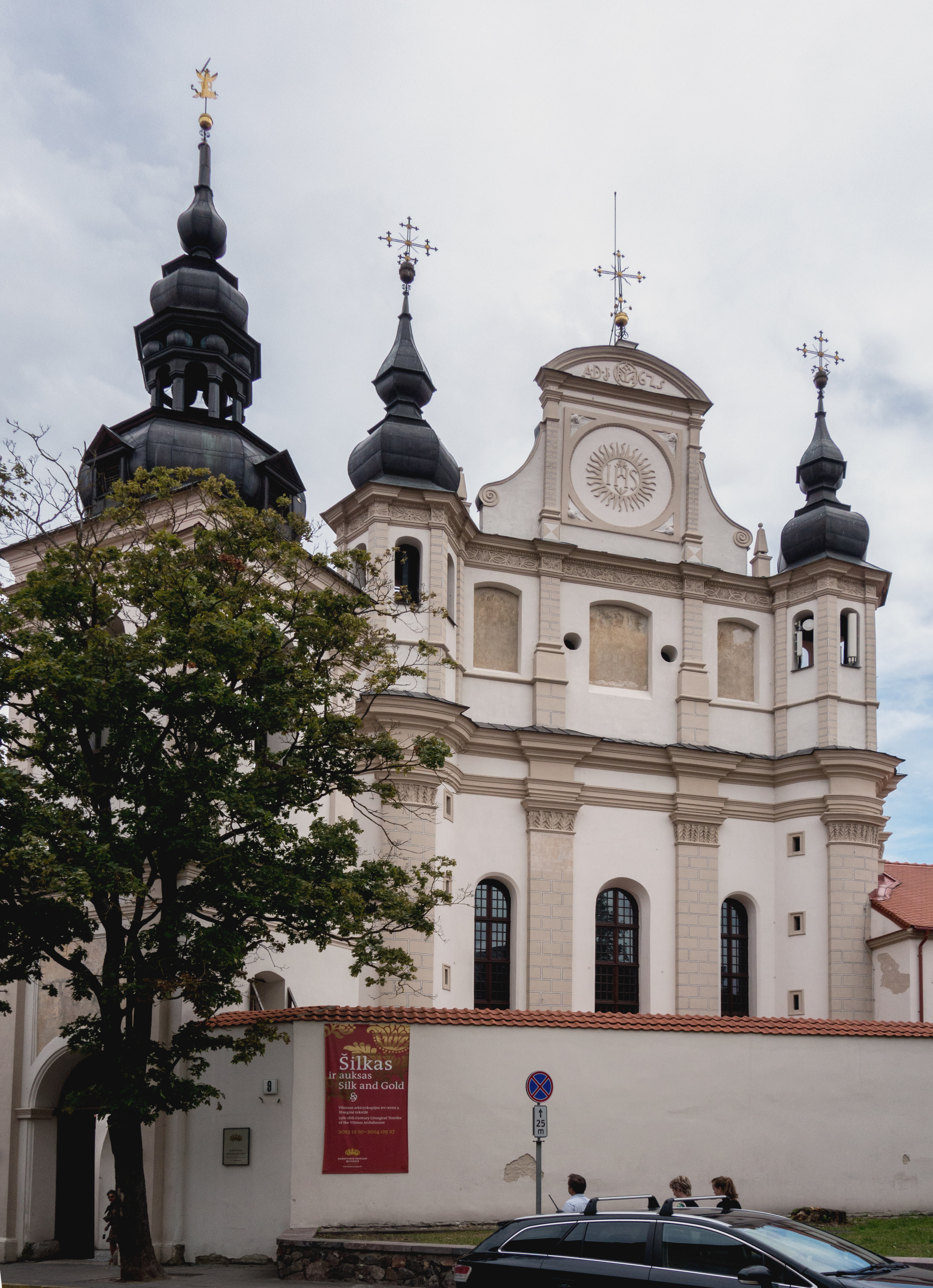
Iglesia de San Miguel (1594-1624)
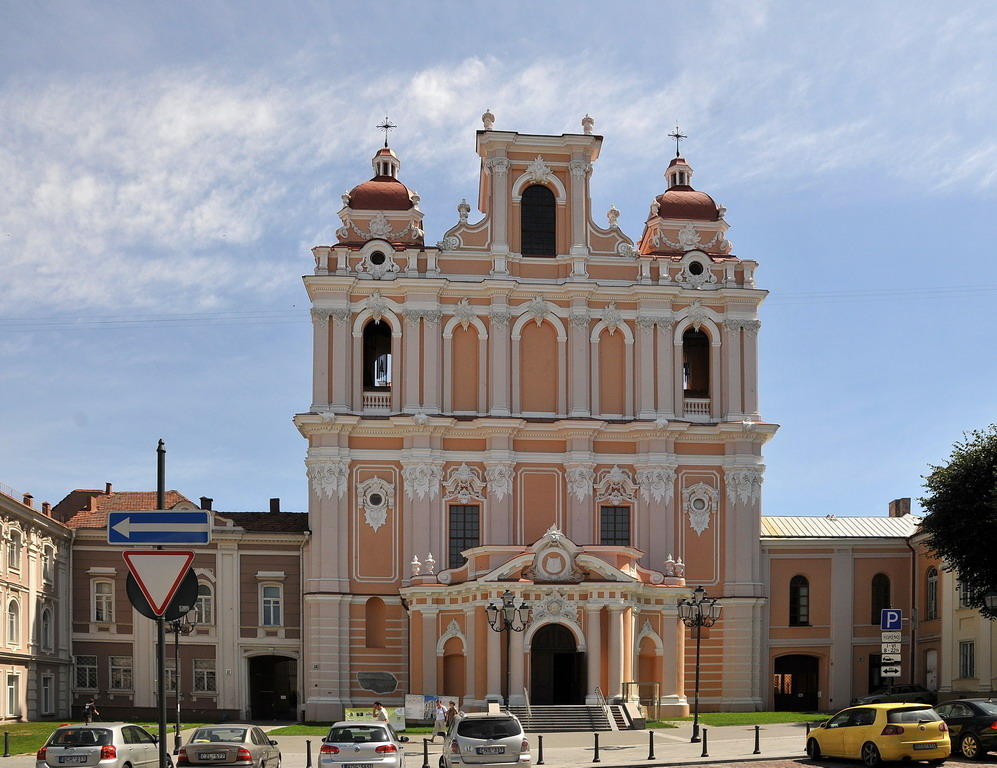
Iglesia de San Casimiro (Vilnius) (1604-1618)
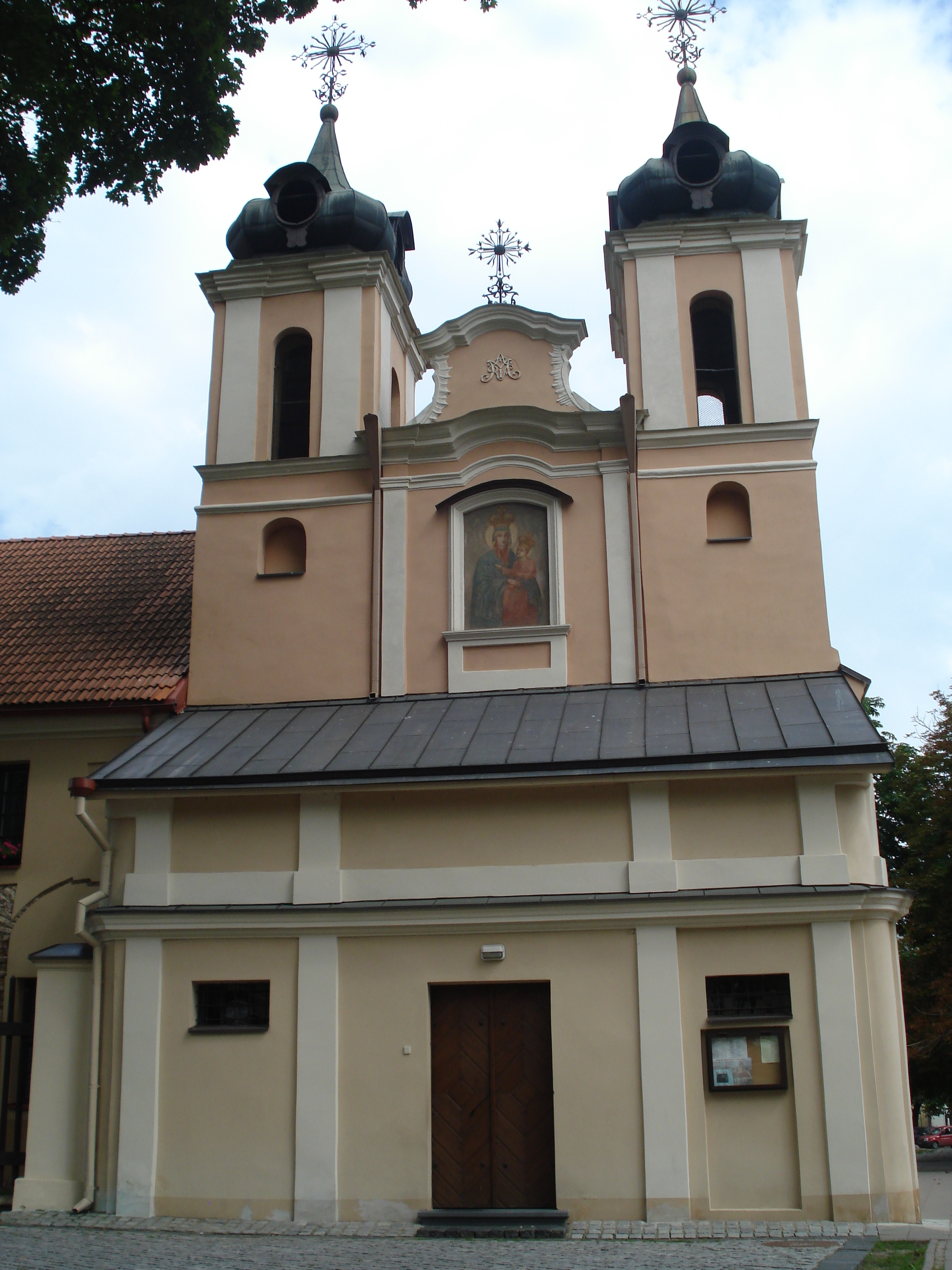
Iglesia de la Santa Cruz (1635)
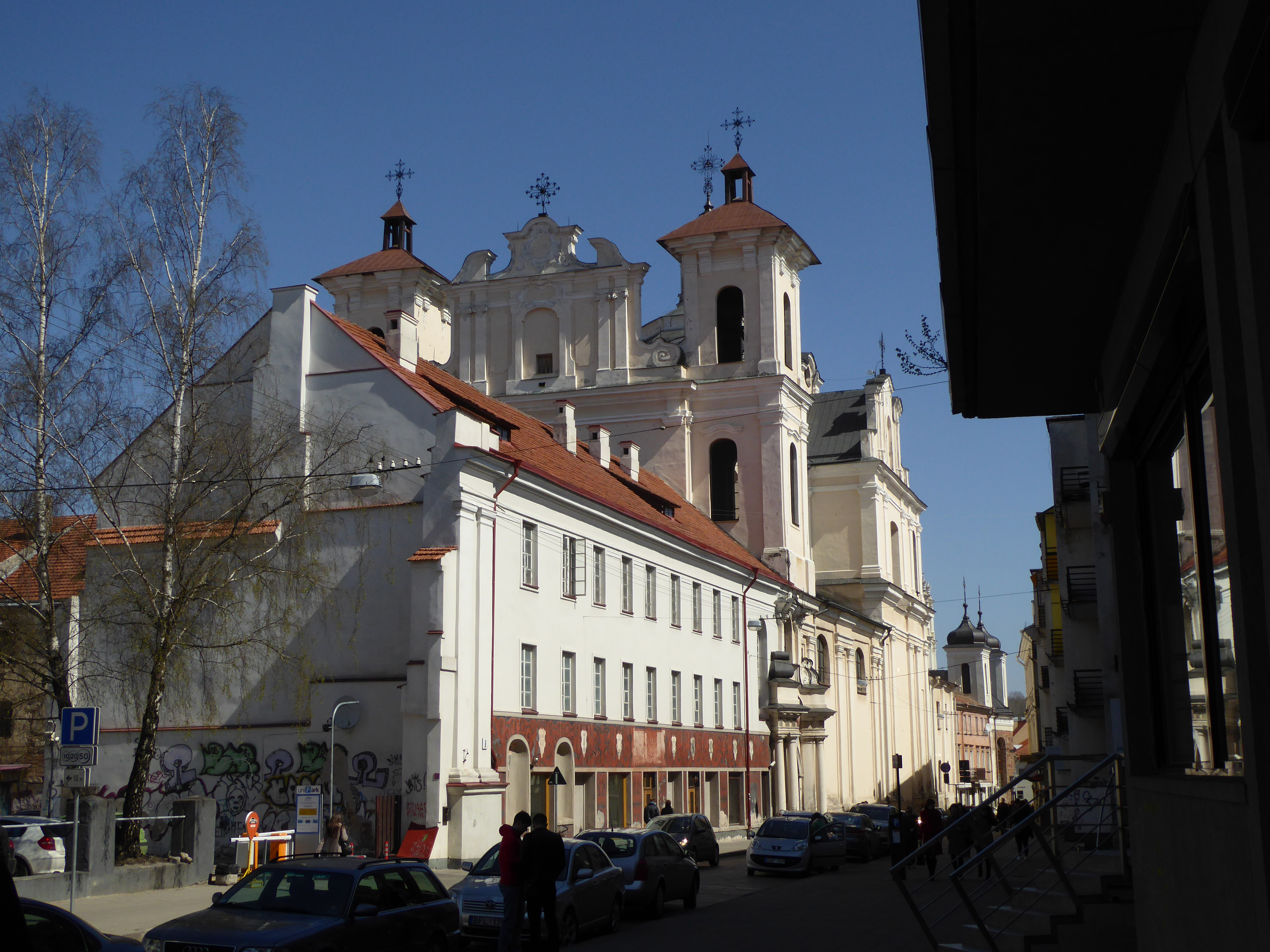
Iglesia dominica del Espiritu Santo (1679-1688)
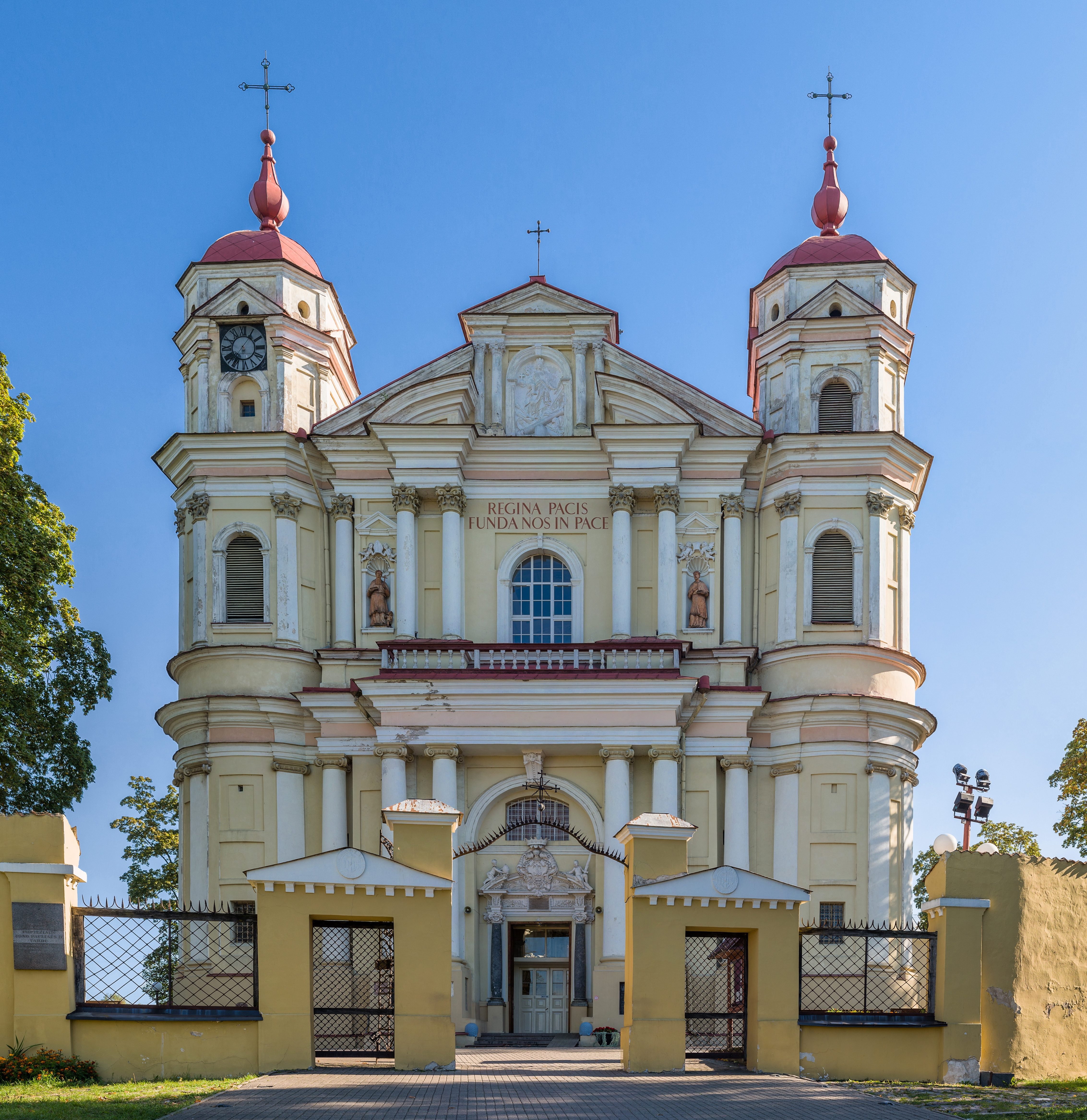
Iglesia de San Pedro y San Pablo (1668-1701)
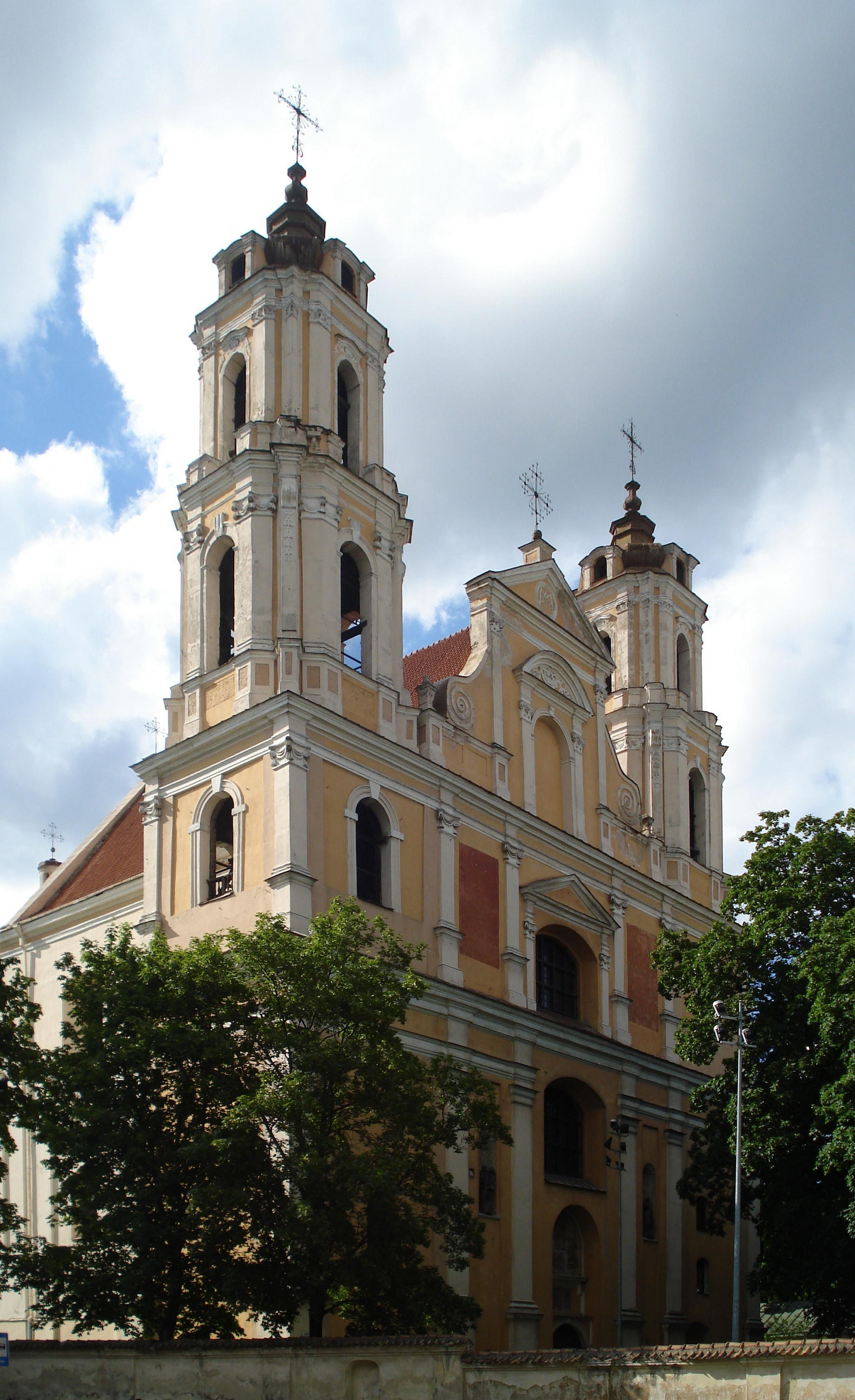
Iglesia de San Felipe y Santiago (1690-1737)
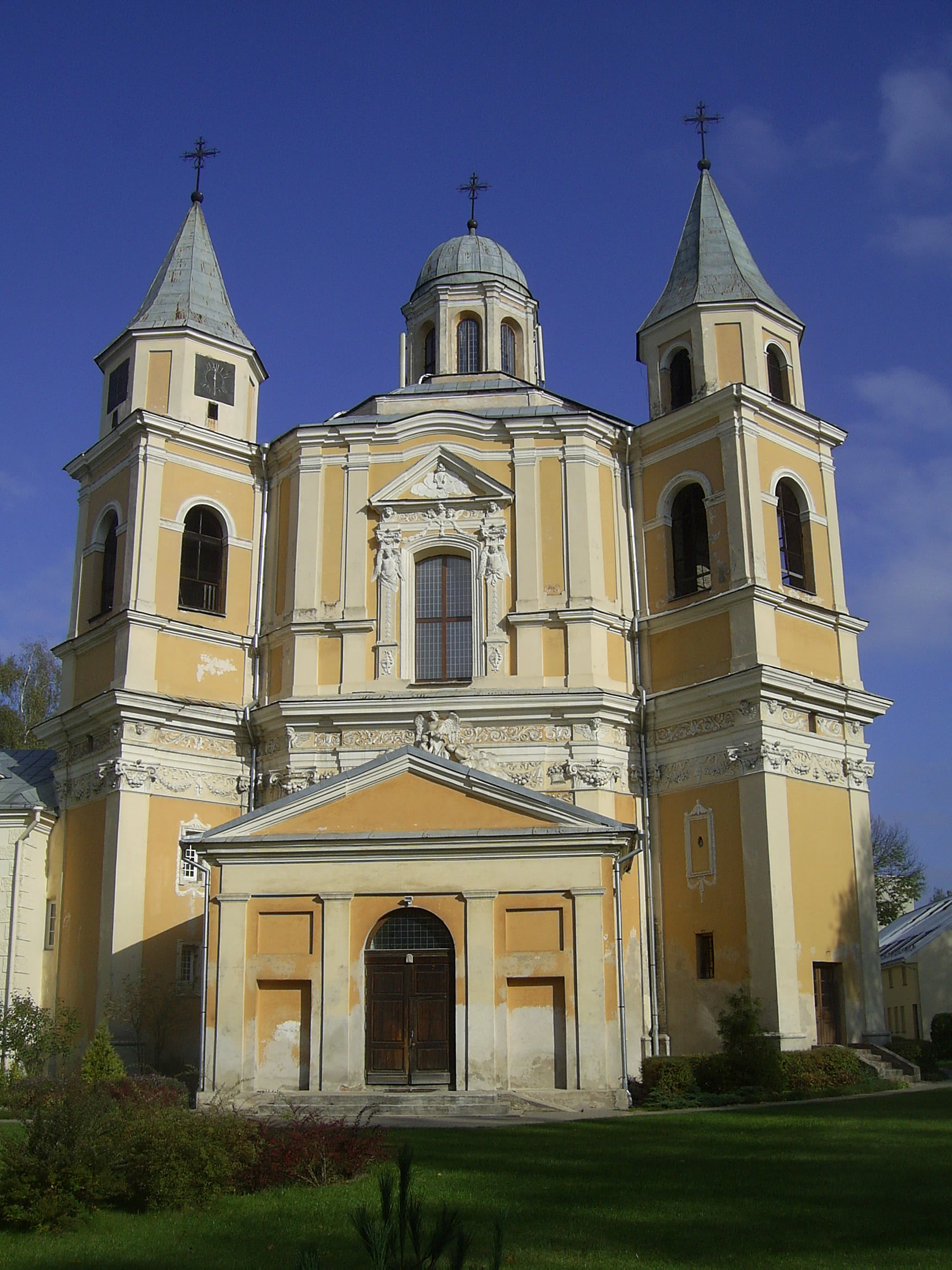
Iglesia del Cristo Redentor (1694-1717)
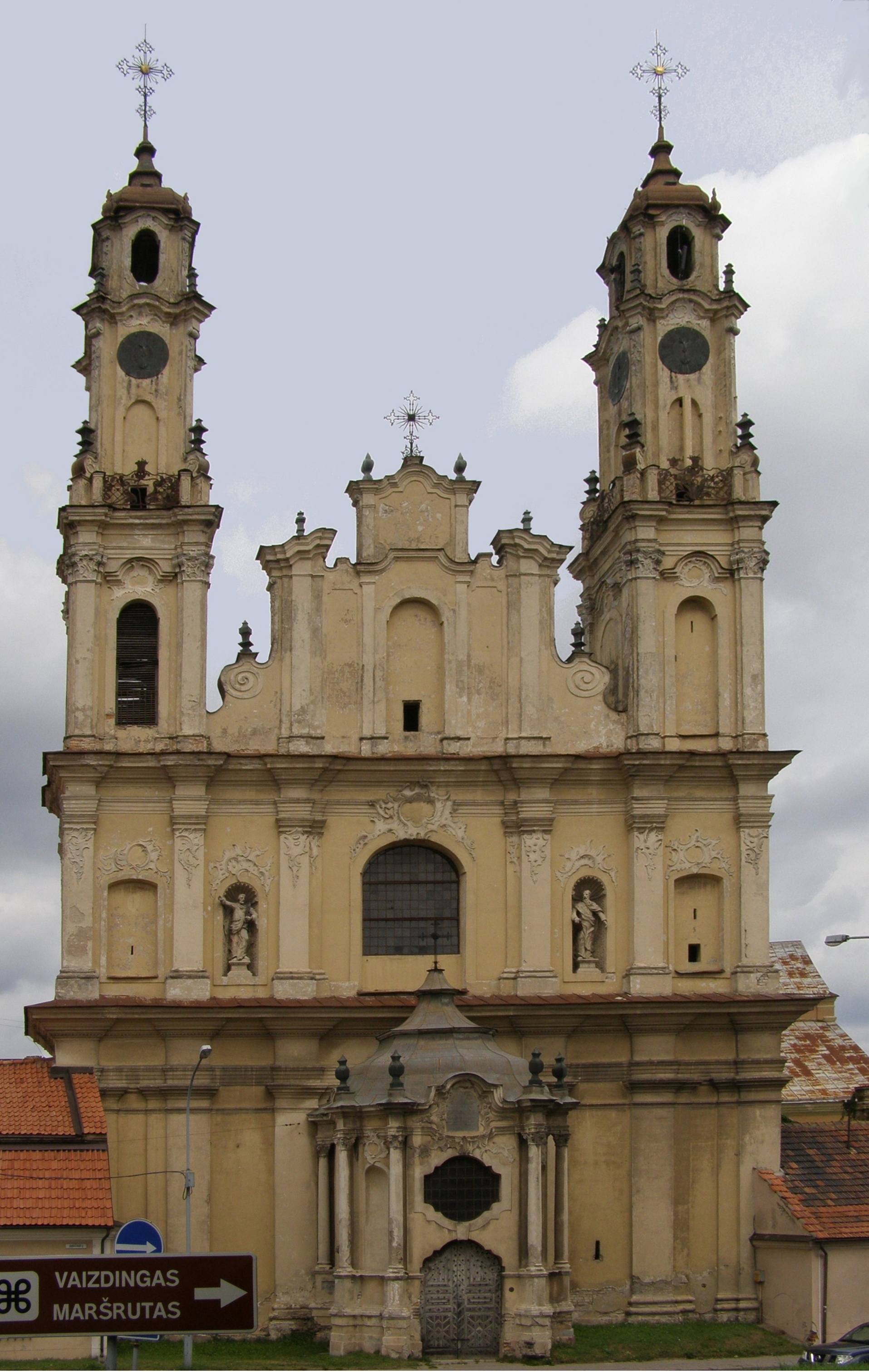
Iglesia de la Ascensión (1695-1756)
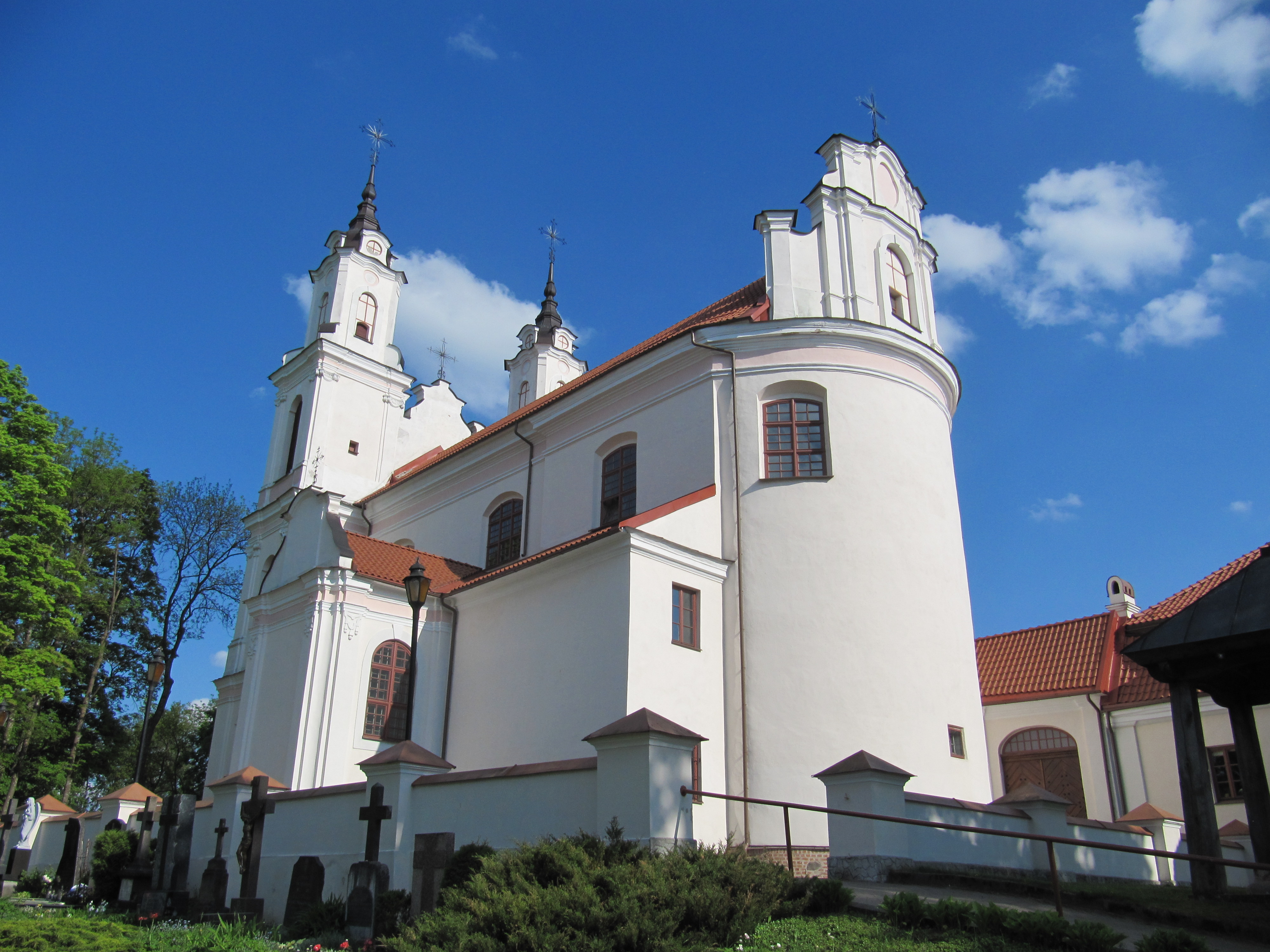
Iglesia del Descubrimiento de la Santa Cruz (1700)
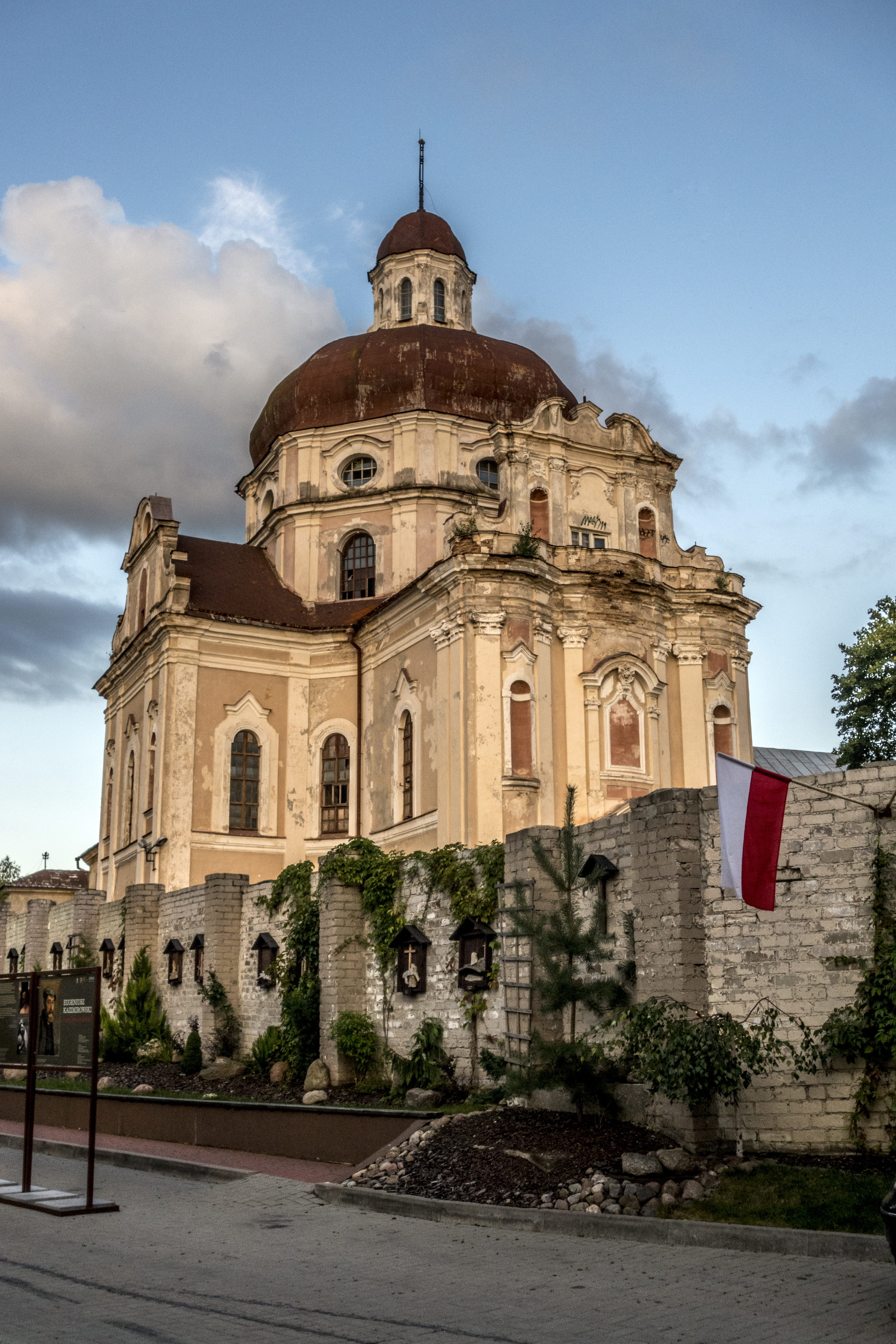
Iglesia del Sagrado Corazón de Jesús (1717-1756)
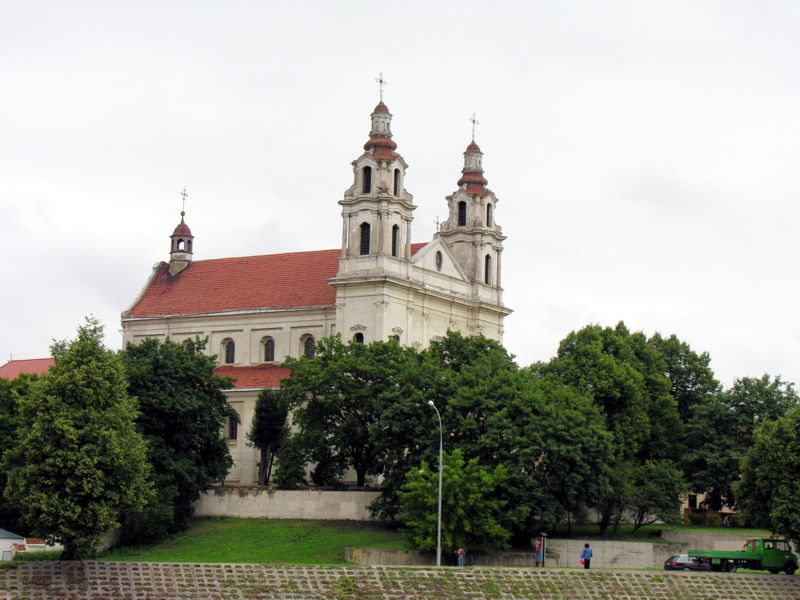
Iglesia de San Rafael Arcángel (1722)
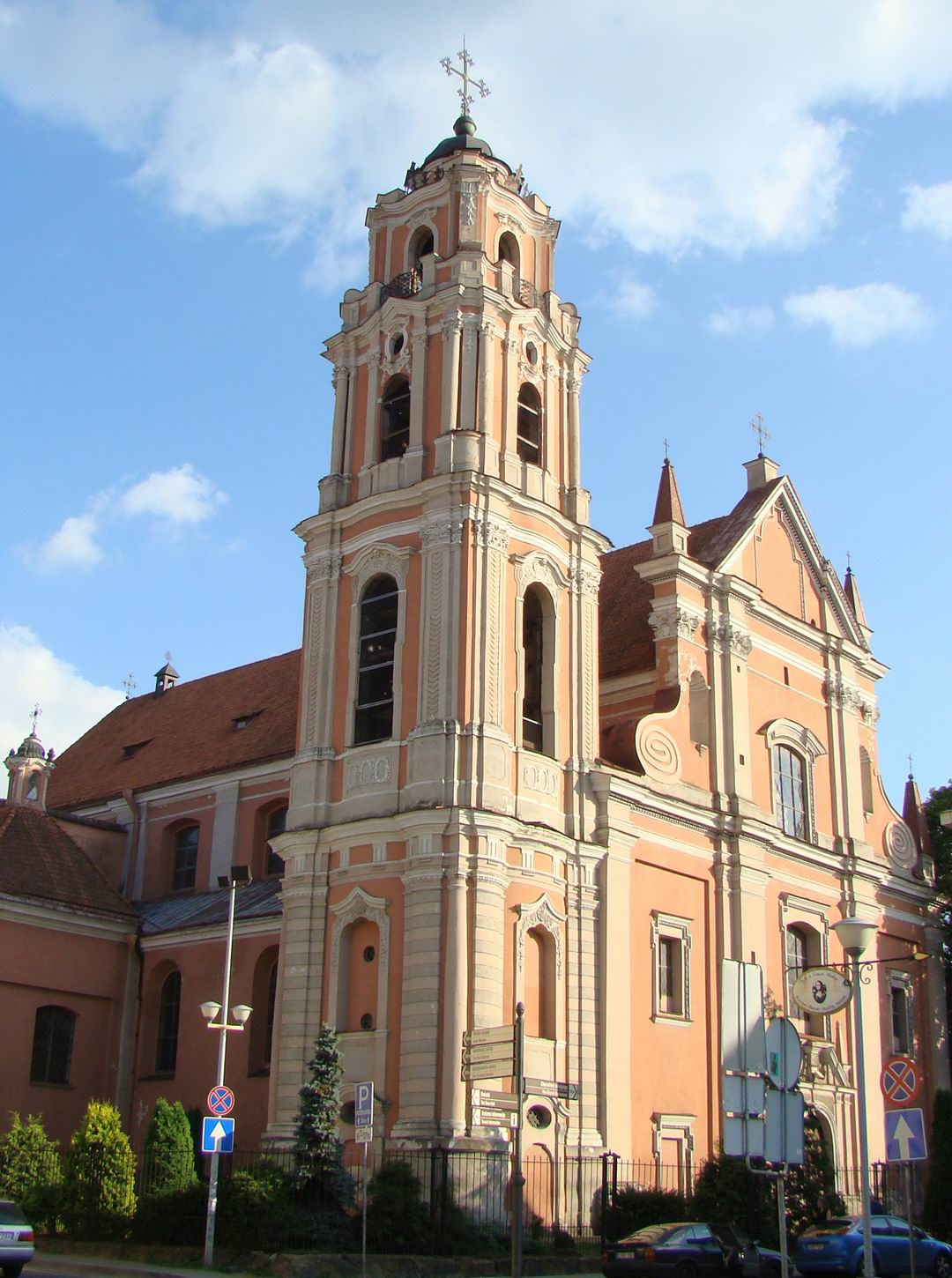
Iglesia de Todos los Santos (1733-1749);
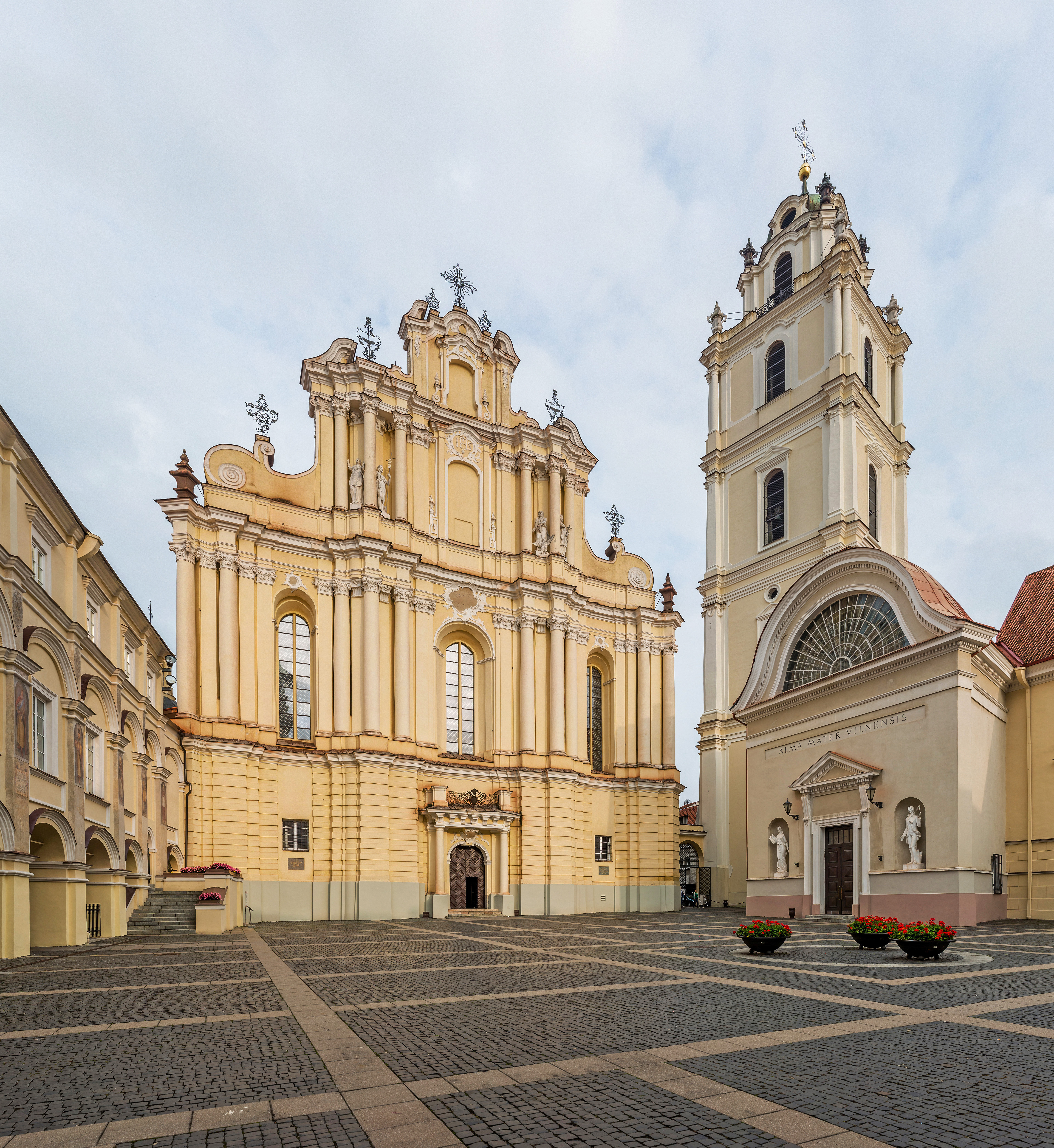
Iglesia de San Juan (1738-1748)
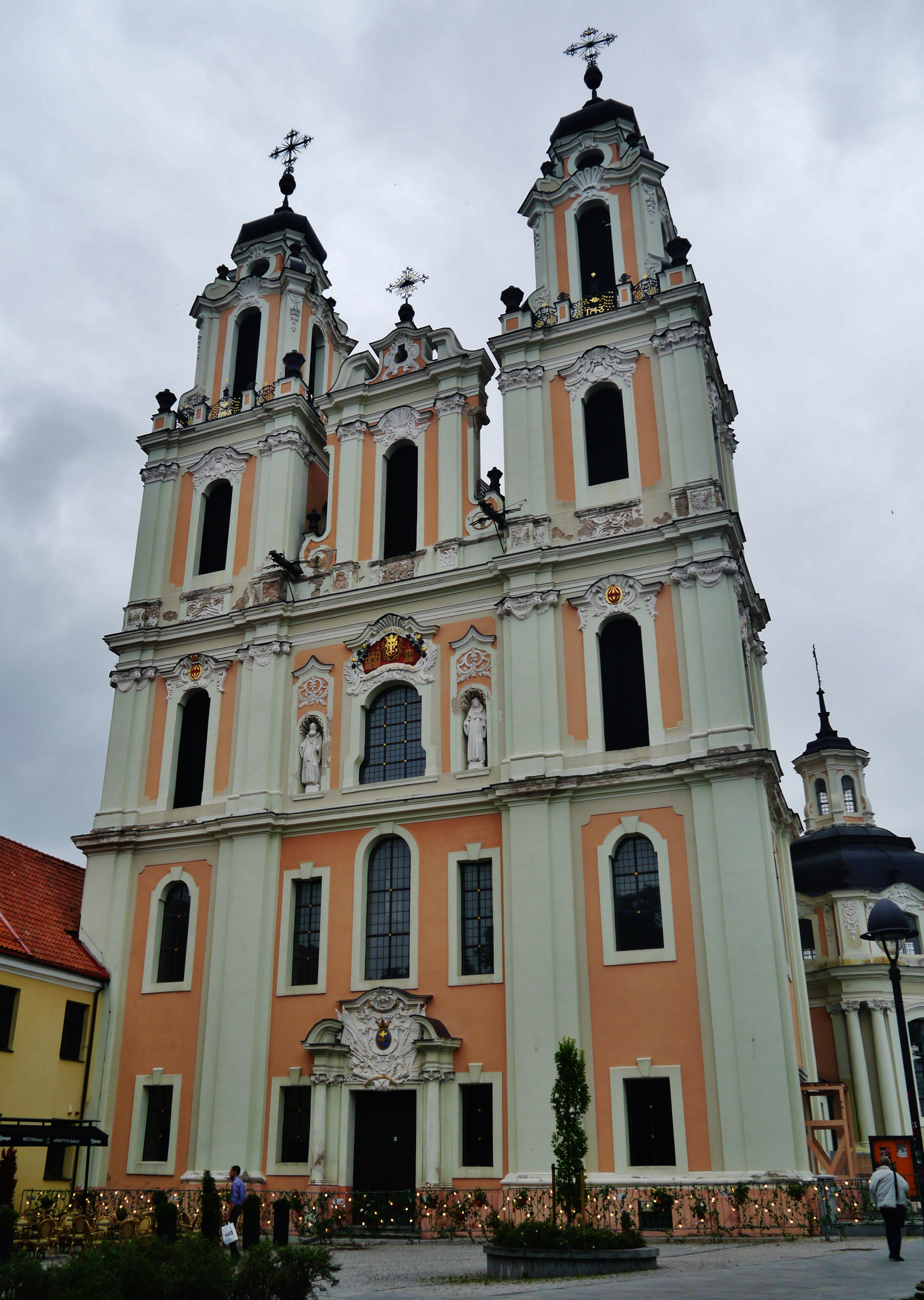
Iglesia de Santa Catalina (1739-1743)
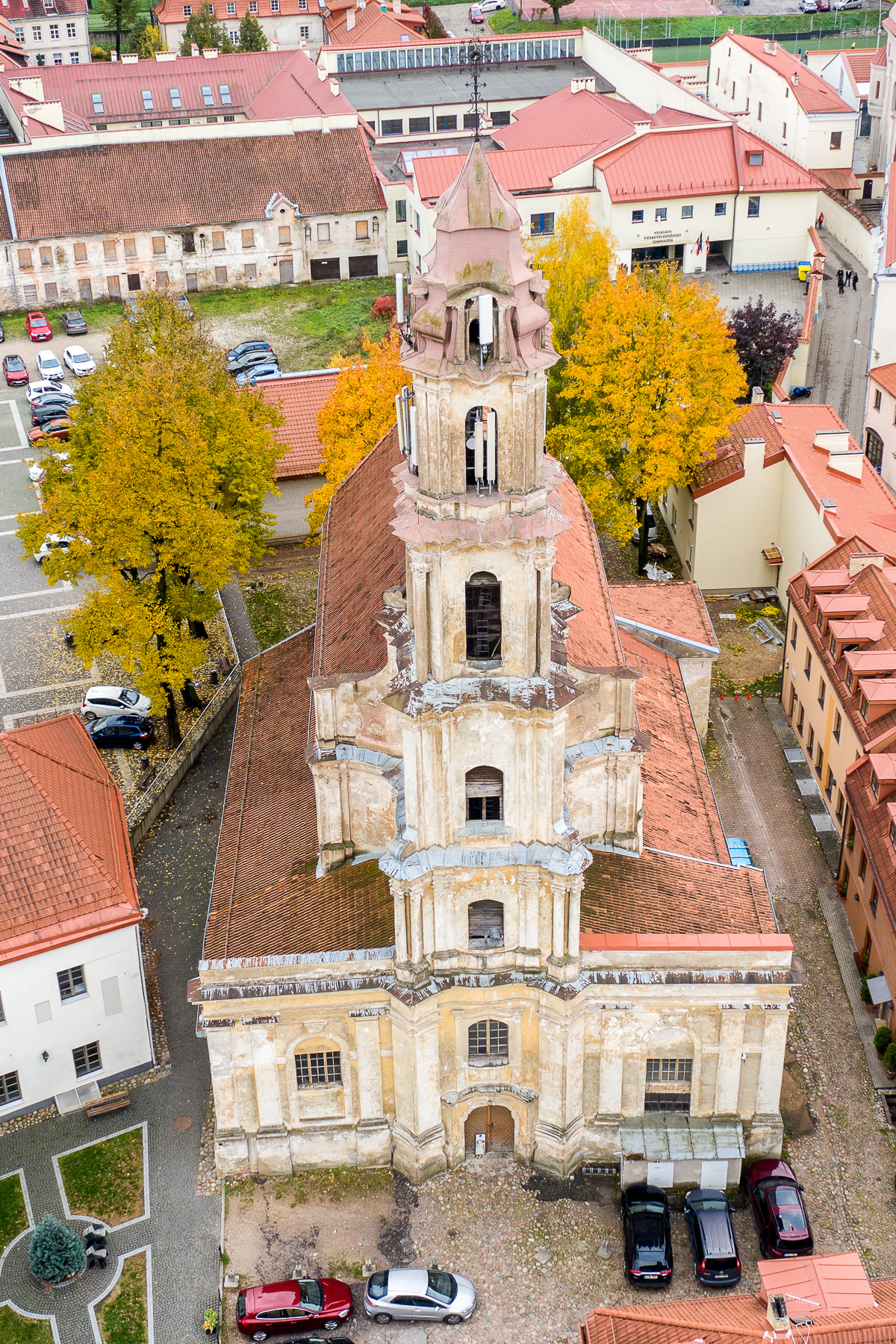
Iglesia de Nuestra Señora de la Consolación (1746-1768)
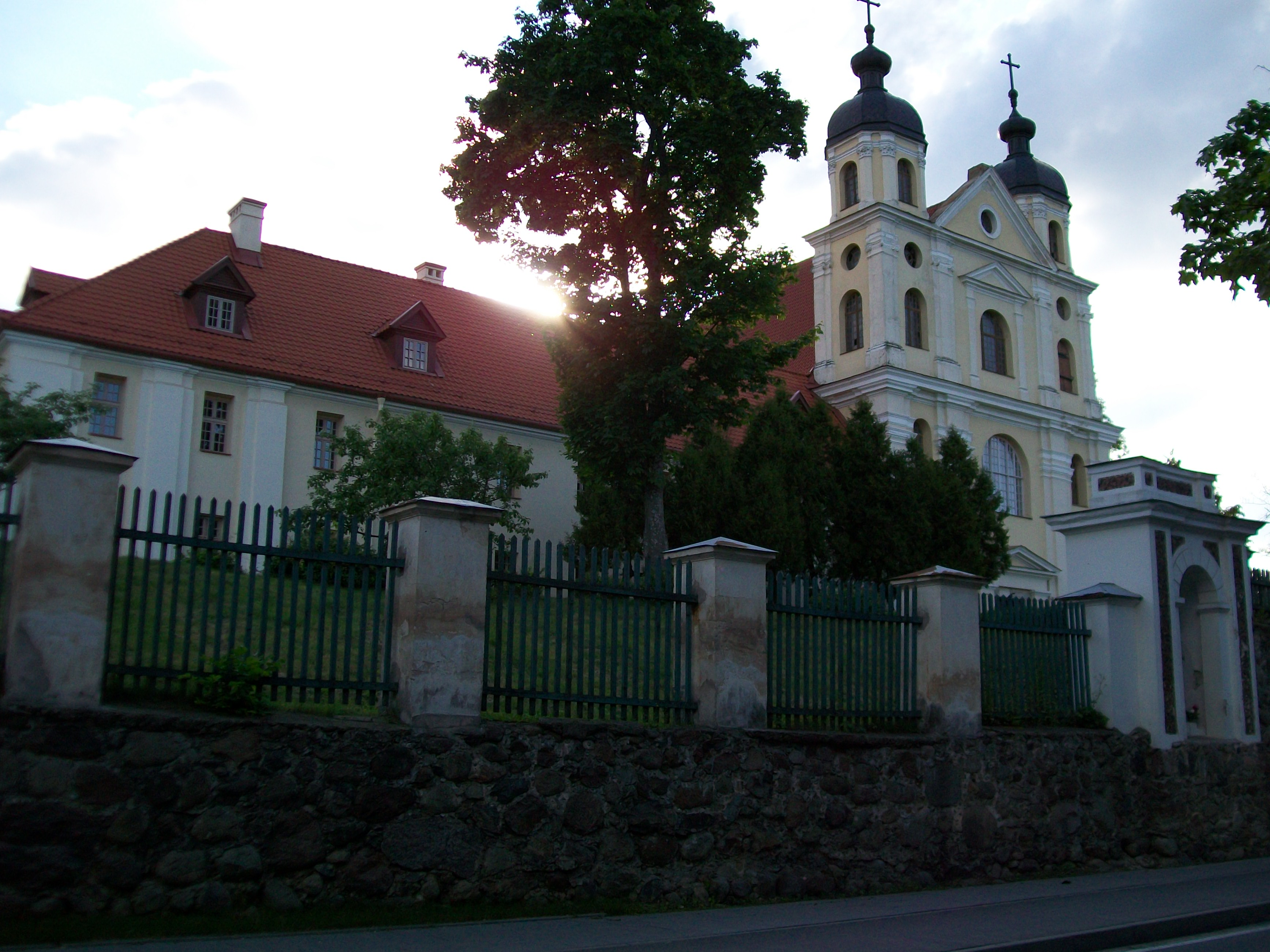
Iglesia de la Santísima Trinidad en Trinopol (1750-1760)
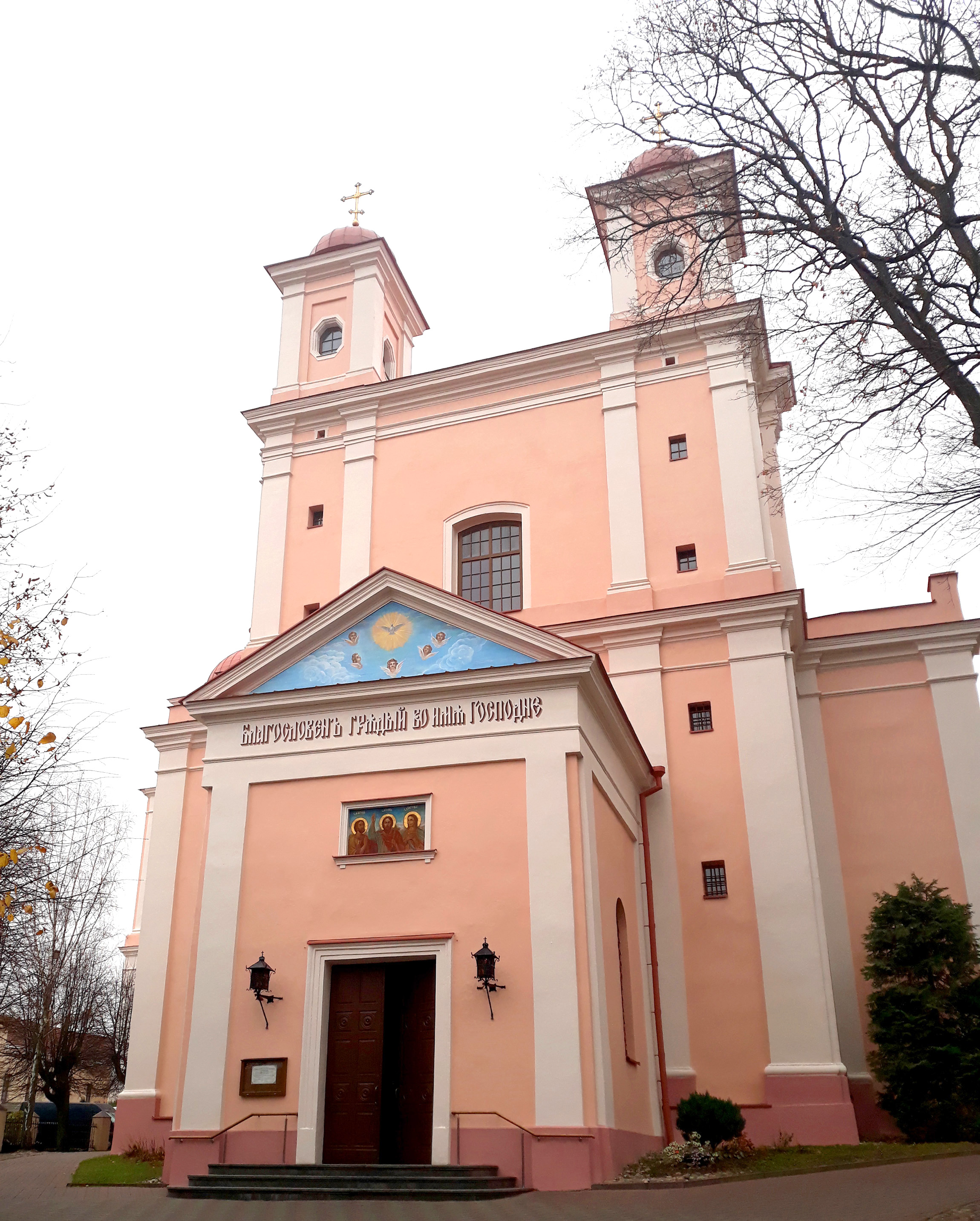
Iglesia ortodoxa del Espiritu Santo (siglo XVIII)
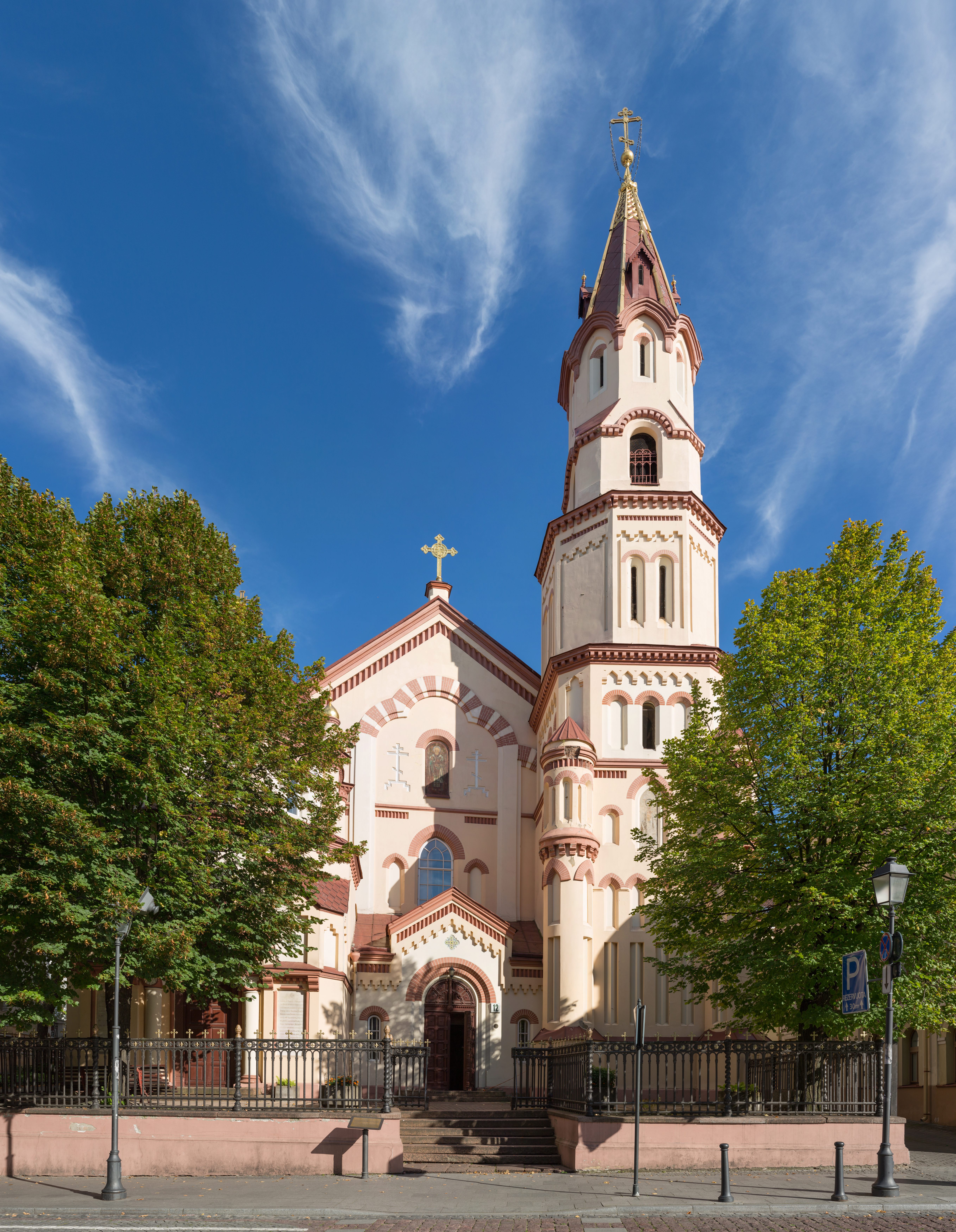
Iglesia ortodoxa de San Nicolás
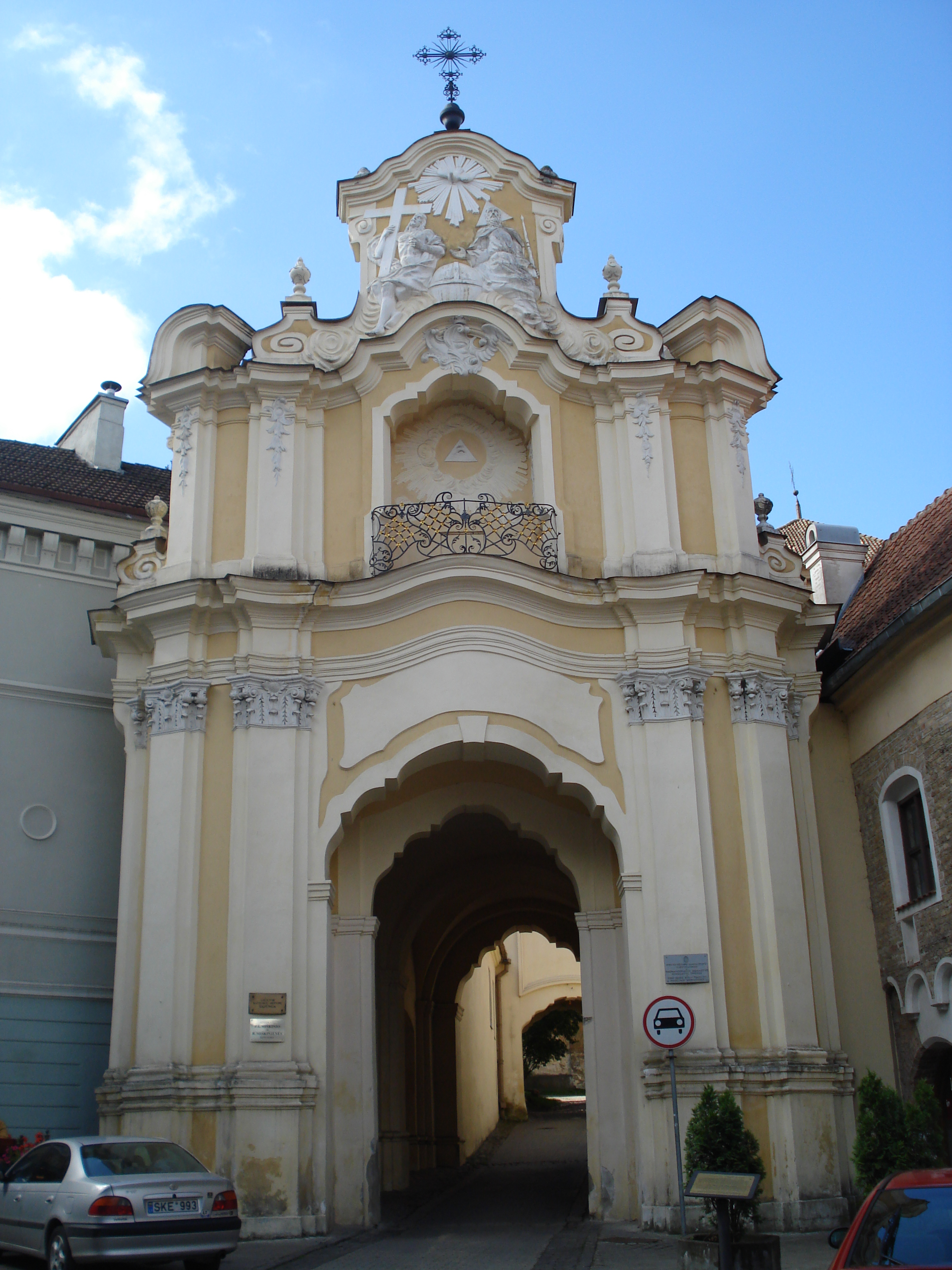
Puerta del monasterio de la Santísima Trinidad
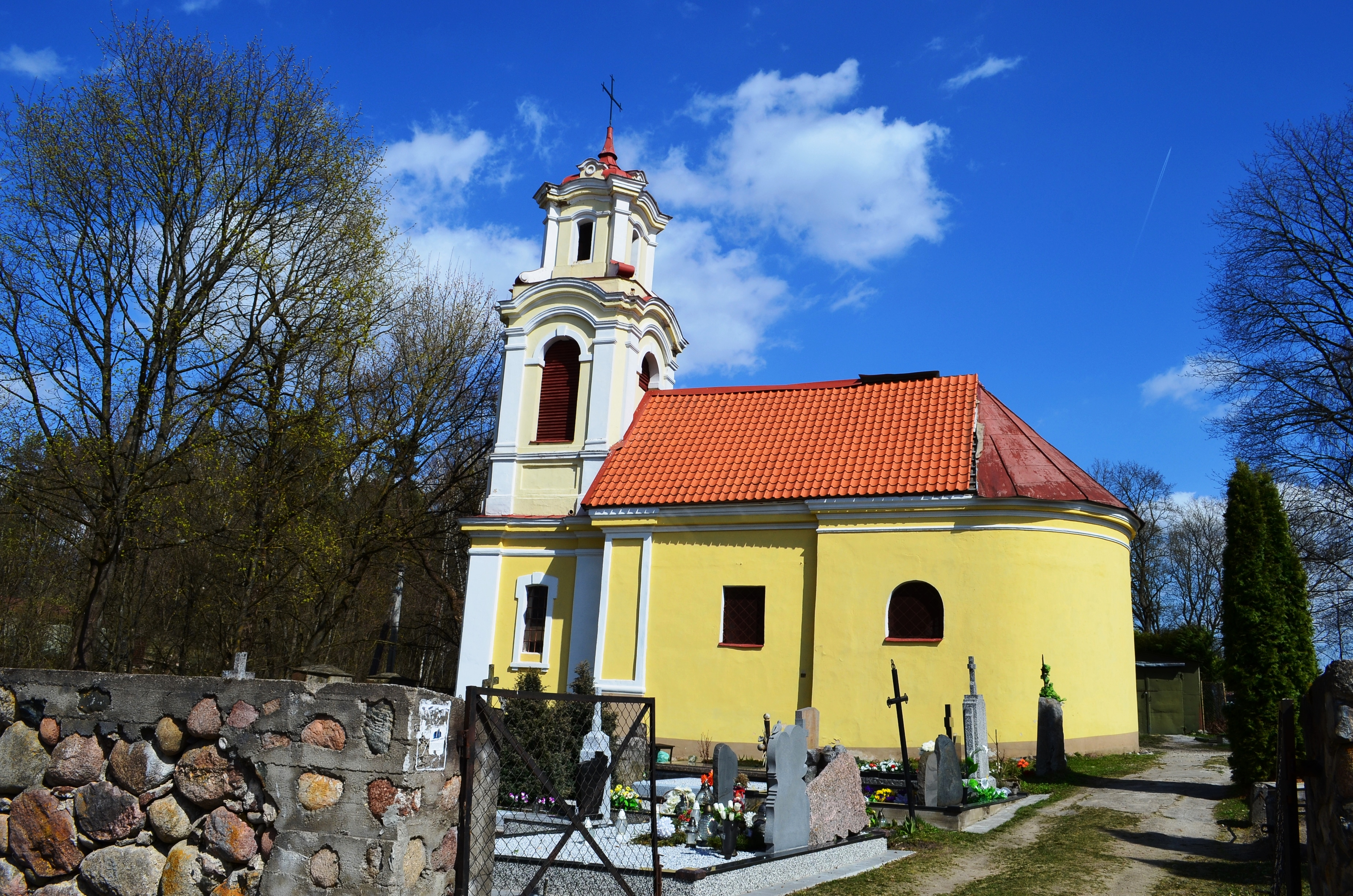
Capilla en Ponary
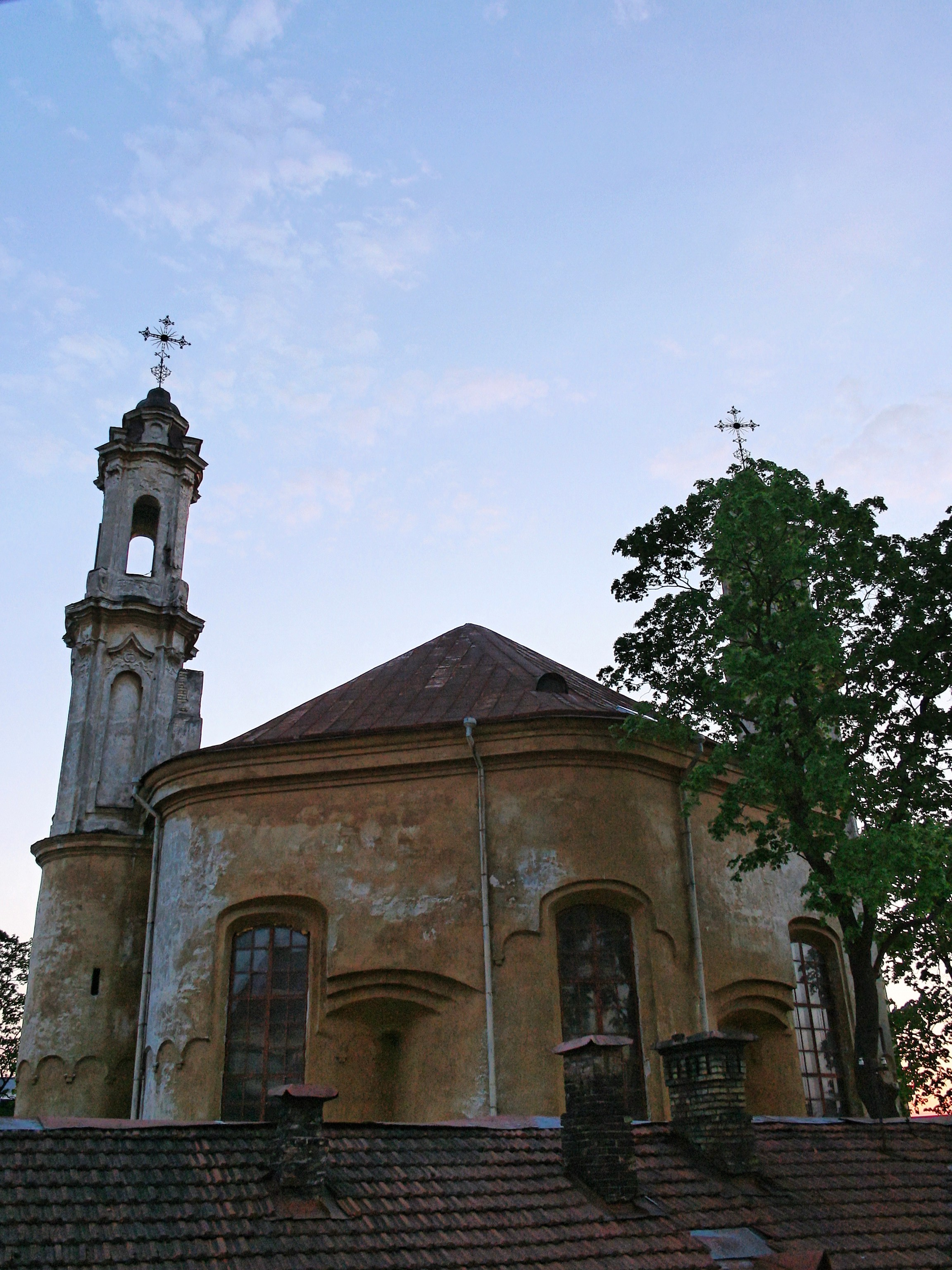
Iglesia de la Trinidad en Vilna
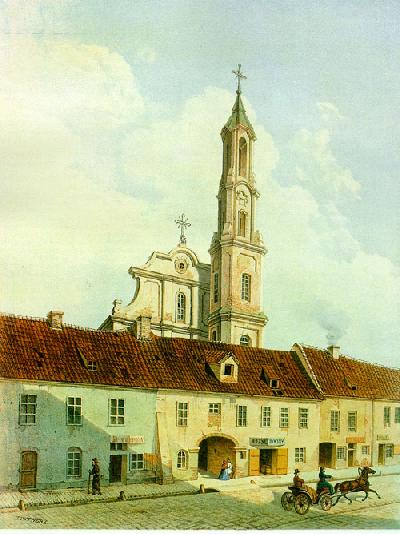
St. Nicolás en Vilnius (antes de la reconstrucción en el siglo XIX)

Kaunas
- Iglesia de San Francisco Javier (1666-1722).
- Iglesia de Santa Cruz (1685-1700).
- Monasterio de Pažaislis.

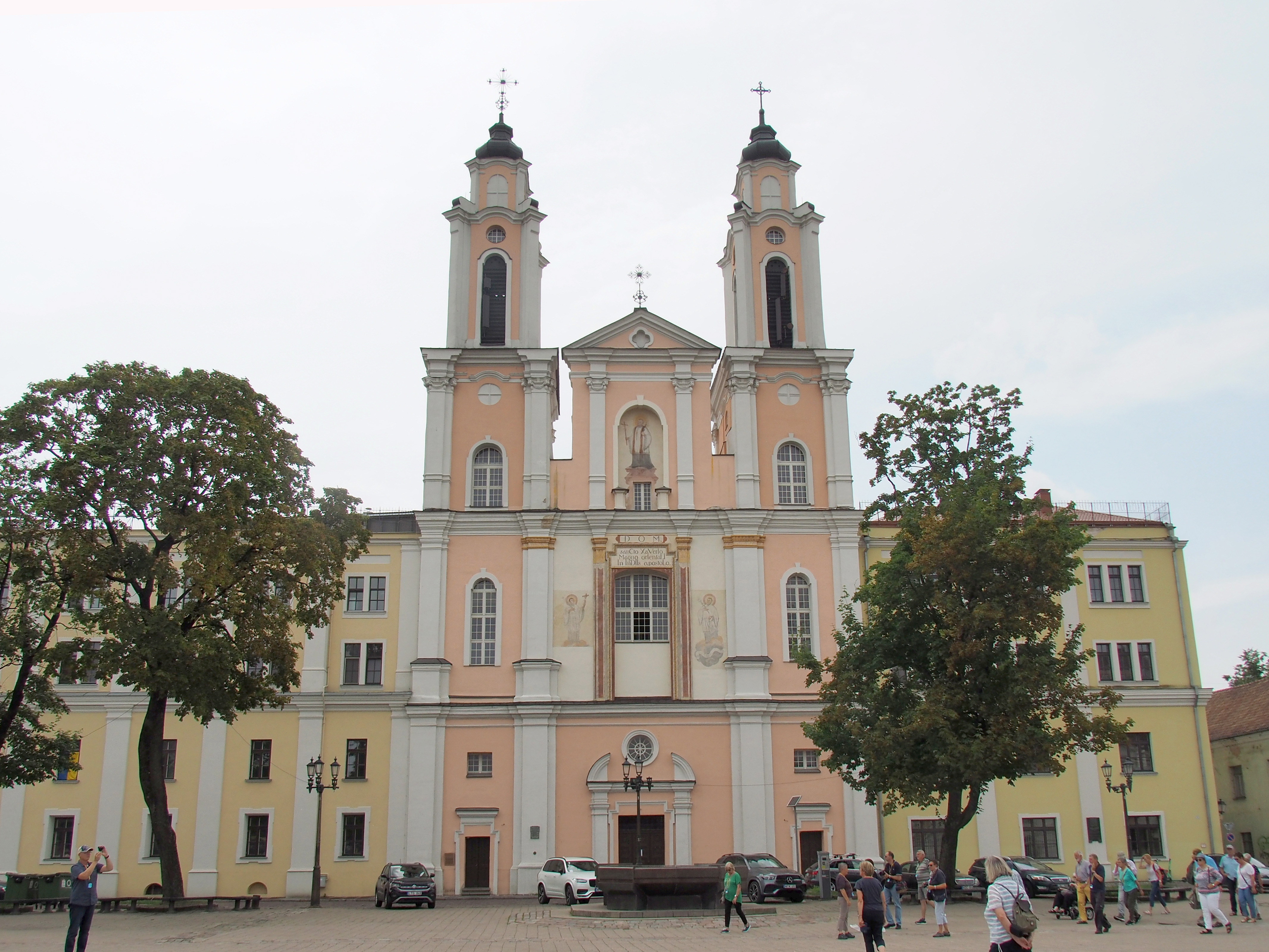
Iglesia de San Francisco Javier (1666-1722)
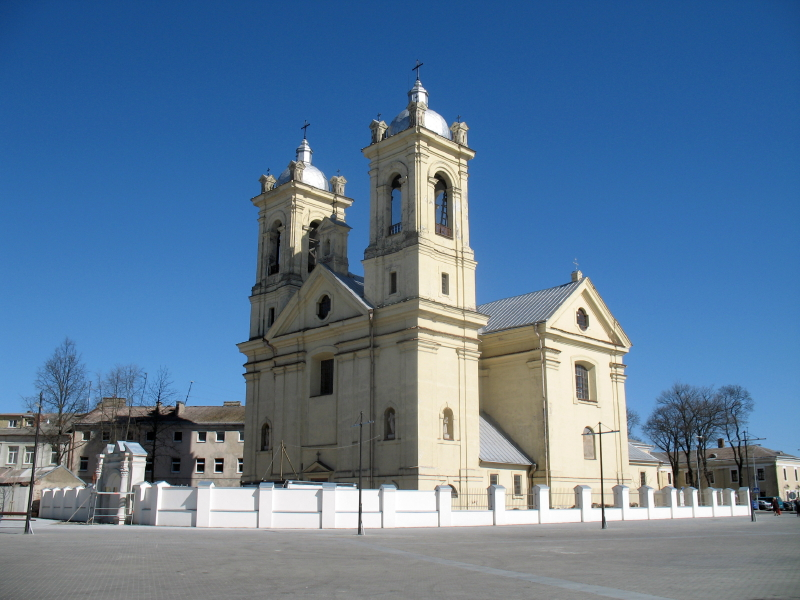
Iglesia de Santa Cruz (1685-1700)
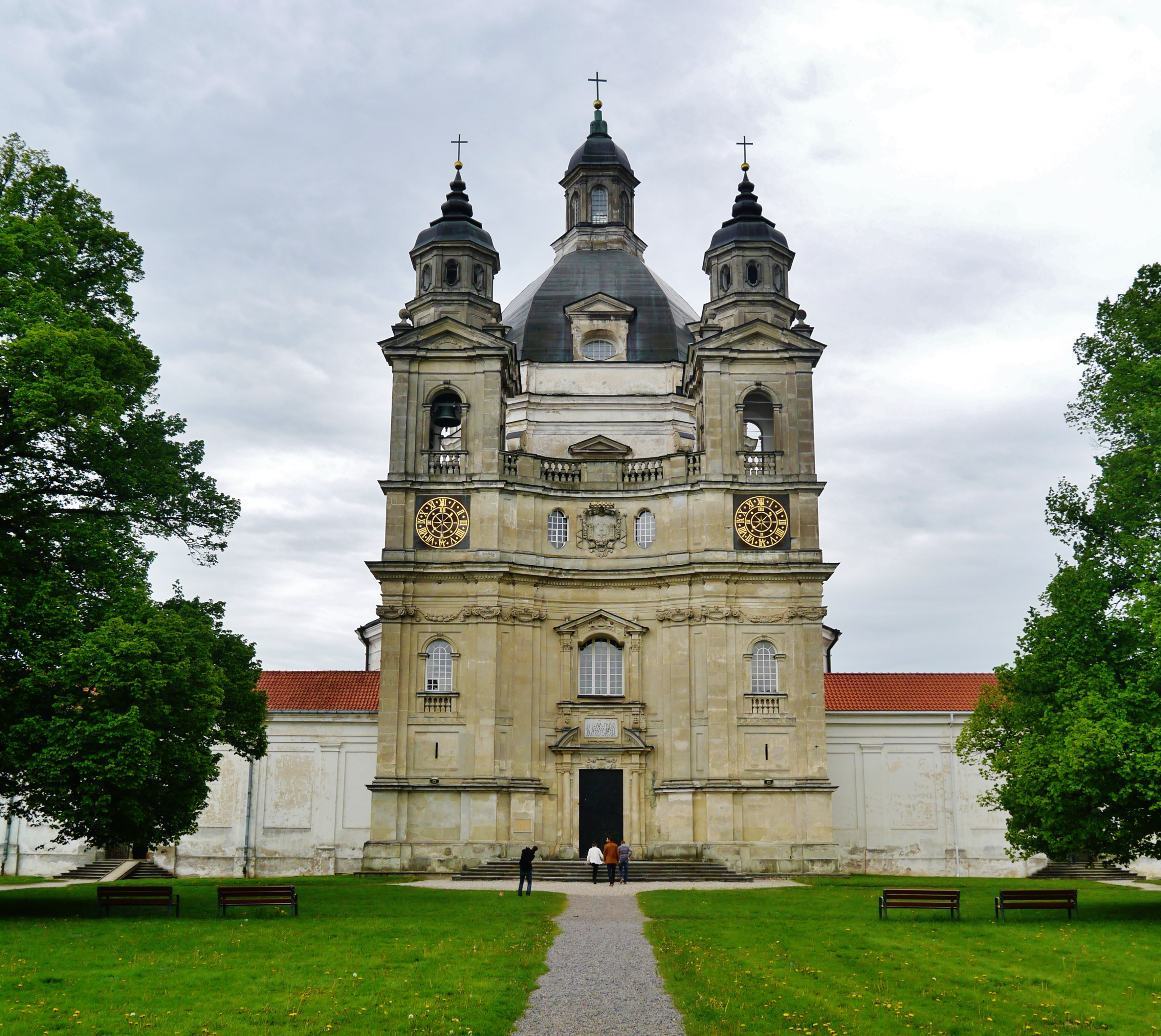
Monasterio de Pažaislis

Resto del país:
- Iglesia de la Anunciación de la Santísima Virgen María (1773-1810) en Dotnuva.
- Iglesia de la Santísima Trinidad (1765-1776) en Stakliškės.
- Iglesia de Miguel Arcángel y San Juan Bautista (1768-1772) en Jieznas.

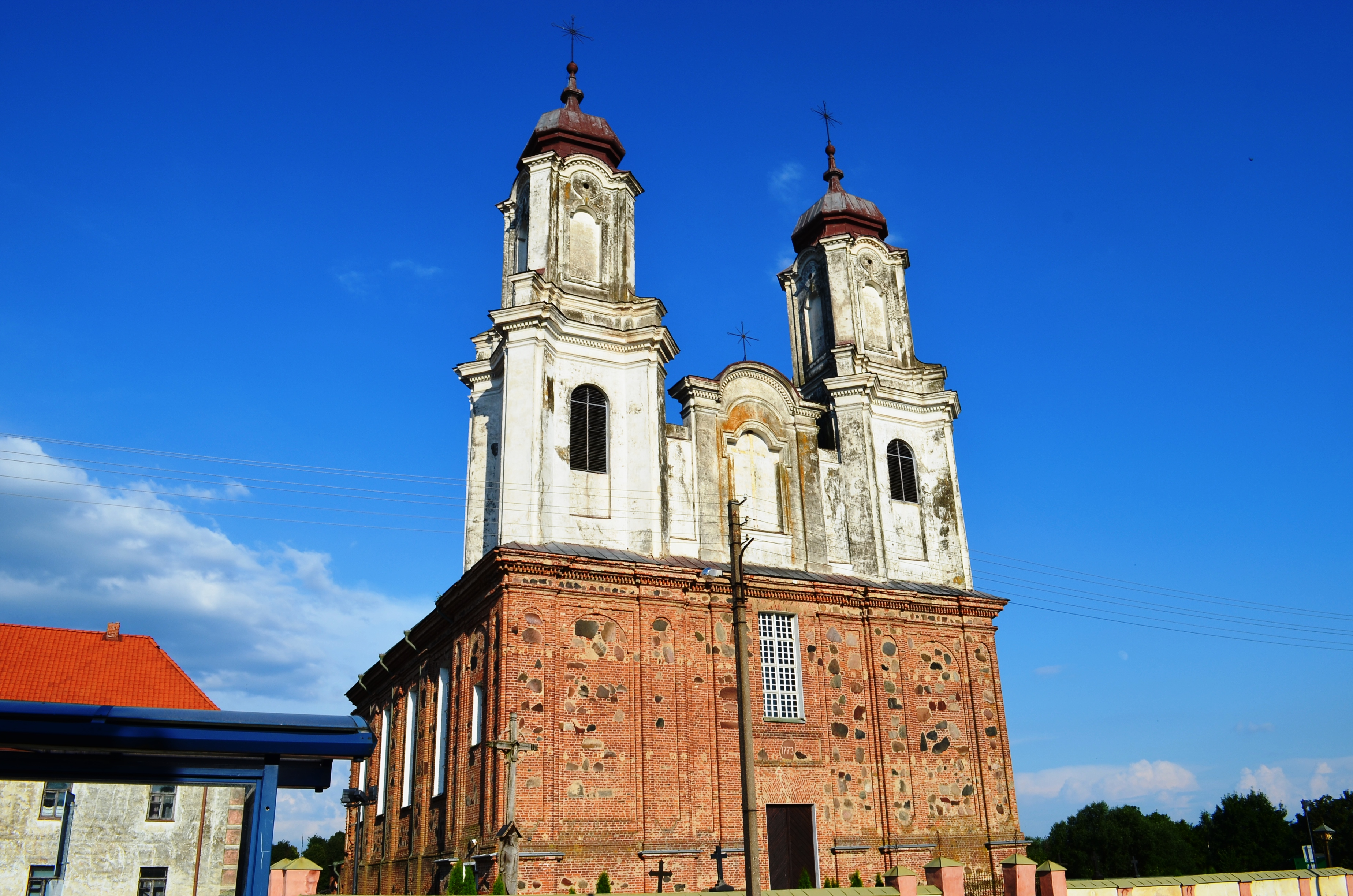
Iglesia de la Anunciación de la Santísima Virgen María en Dotnuva
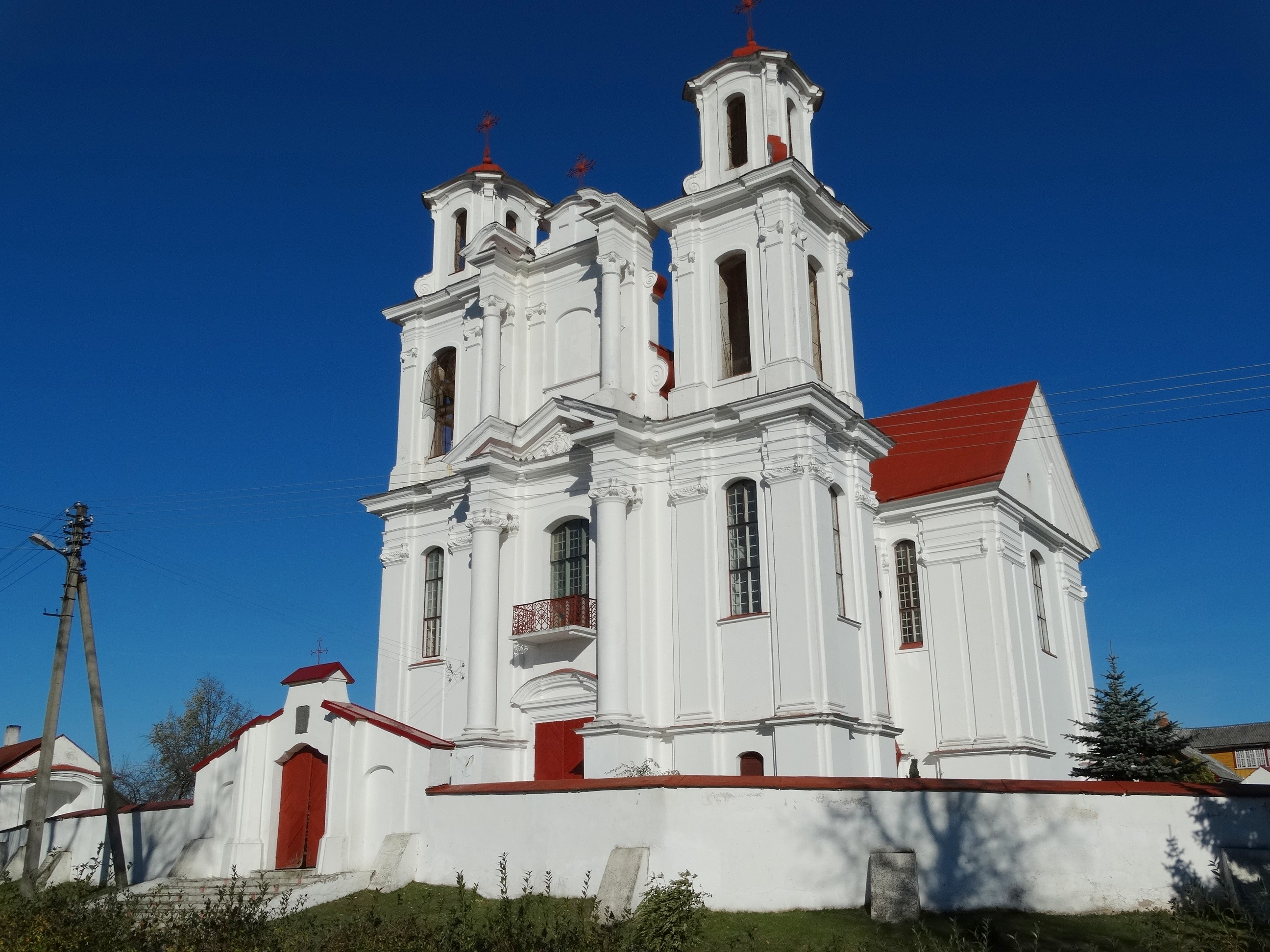
Iglesia de la Santísima Trinidad en Stakliškės (1765-1776)
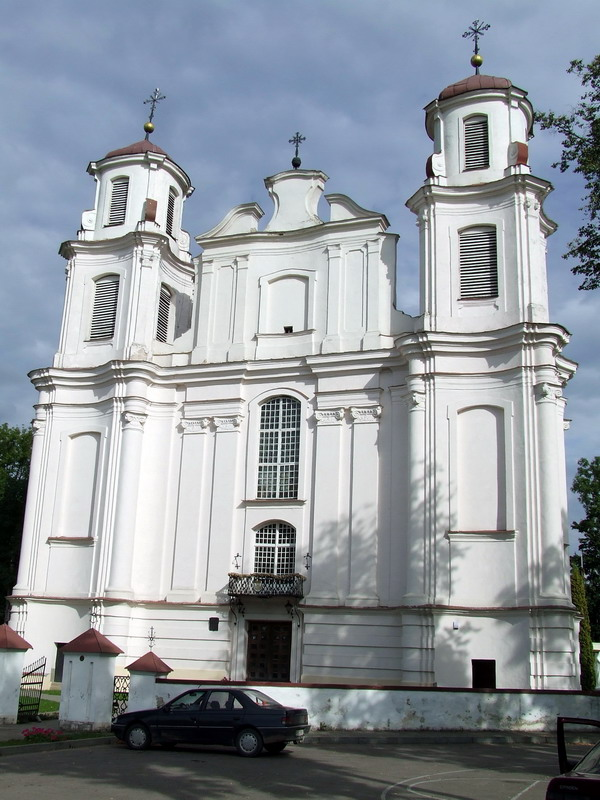
Iglesia de Miguel Arcángel y San Juan Bautista en Jieznas (1768-1772)

### Bielorrusia
- 1731-1756: Iglesia de Santa María (carmelita) en Hlybókaye, obra de Johann Christoph Glaubitz.
- Iglesia jesuita San Esteban (1733-1745) en Pólotsk, que fue demolida.
- Catedral de Santa Sofía (1738-1765) en Pólotsk.

- Iglesia de Santa Sofía (1738-1765) en Pólotsk diseñada por Guido Antonio Longhi y J.K. Glaubitz

- Catedral del Santo Espíritu de Minsk (1633-1642, reconstrucción después de 1741), diseñada por Guido Antonio Longhi y ahora un templo ortodoxo.
- Iglesia de la Asunción en Dziátlava (reconstrucción 1743-1751), diseñada por Aleksander Osikiewicz.
- Iglesia de la Santísima Virgen María en Smaliani (segunda mitad del siglo XVIII), en ruinas.
- Iglesia escolapia de San Miguel Arcángel en Luzhki (1744-1756).
- 1749-1766: Iglesia dominica de Zabiałły-Wołyńce de 1749 (diseñada por J.K.  Glaubitz), torres de 1764-1766;
- Convento de los Bernardinos en Minsk (renov. 1752).
- 1768: Iglesia ortodoxa de la Santísima Trinidad en el monasterio basiliano de Wolna;
- antes de 1769: Iglesia Ortodoxa de Santísima Trinidad en Wolna;
- Iglesia de San Juan (1769) en Vasilishki.
- Iglesia de San Andrés en Slonim (1770-1775).
- Iglesia Misionera de la Santísima Trinidad (1763-1785) en Lískava.
- Iglesia de la Transfiguración (1787) en Germánavichi.
- Iglesia ortodoxa de la Epifanía en Zhiróvichi (reconstruida en 1796).
- Monasterio de Zhiróvichi.
- Iglesia ortodoxa de la Protección de la Madre de Dios (Tołoczyna) en Talačyn;
- Iglesia de the Assumption en Viciebsk;
- Iglesia uniata en Minsk
- Iglesia jesuita en Pinsk (demolida)

- En Vitebsk:
  - 1740-1750: Iglesia de la Resurrección en Vitebsk, diseñada por Józef Fontana
  - iglesia de la Resurrección (Zaruczajska) en Vitebsk
  - Iglesia ortodoxa de los santos Pedro y Pablo en Vitebsk
  - Iglesia bernardina de San Antonio en Vitebsk
  - Iglesia Jesuita de San José en Witebsk
  - Iglesia de la Santísima Trinidad en Vitebsk

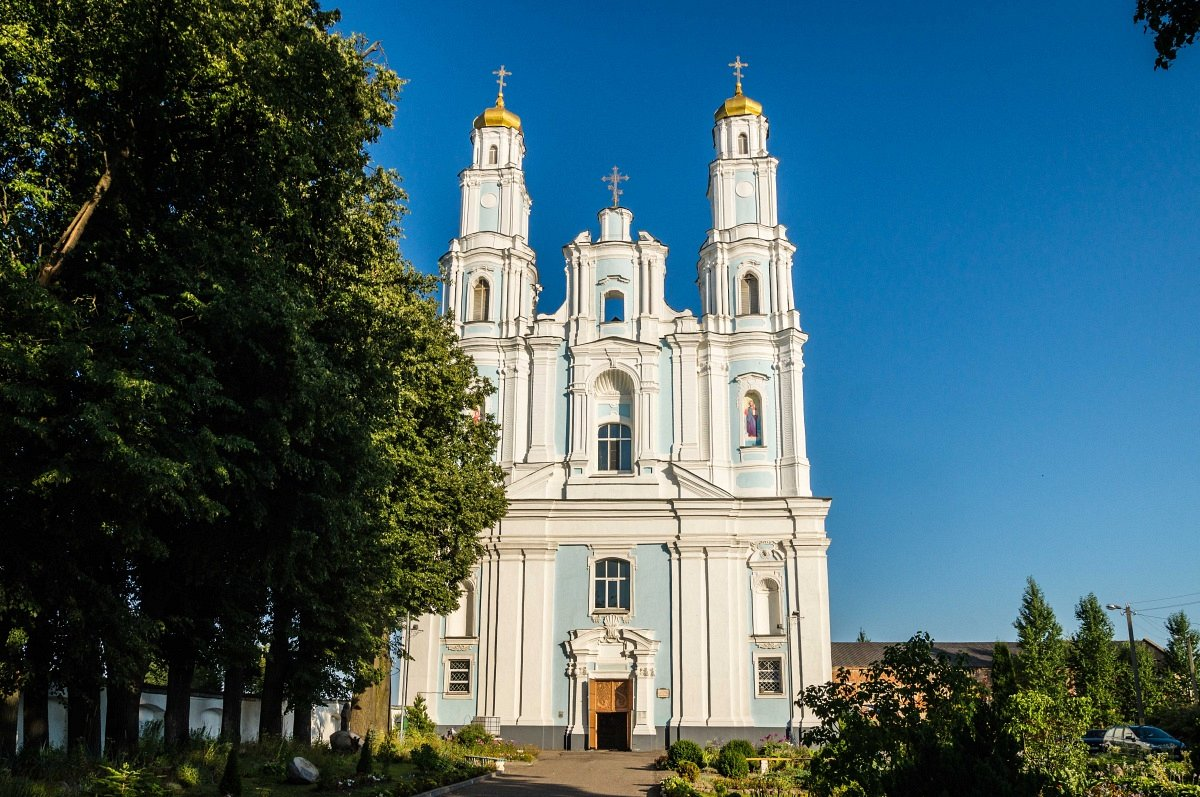
Iglesia carmelita en Hlybókaye (1731-1756)
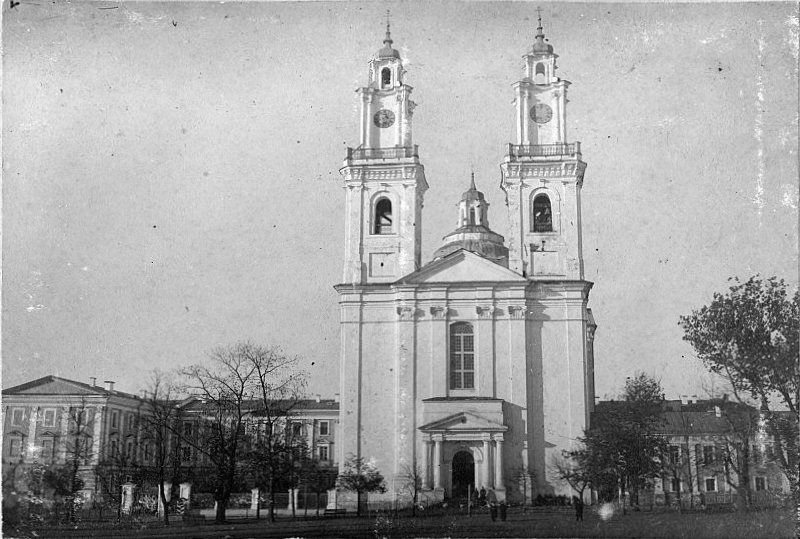
Iglesia jesuita San Esteban en Polock (1733-1745) (demolida)
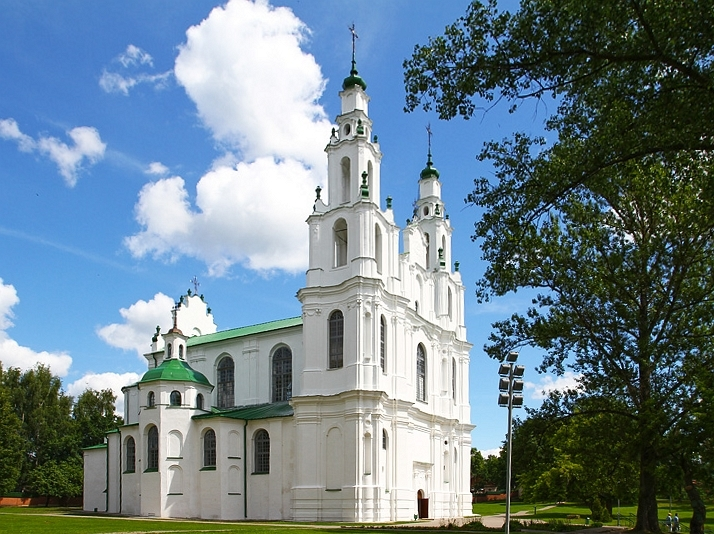
Catedral de Santa Sofía (Polotsk) (1738-1765)
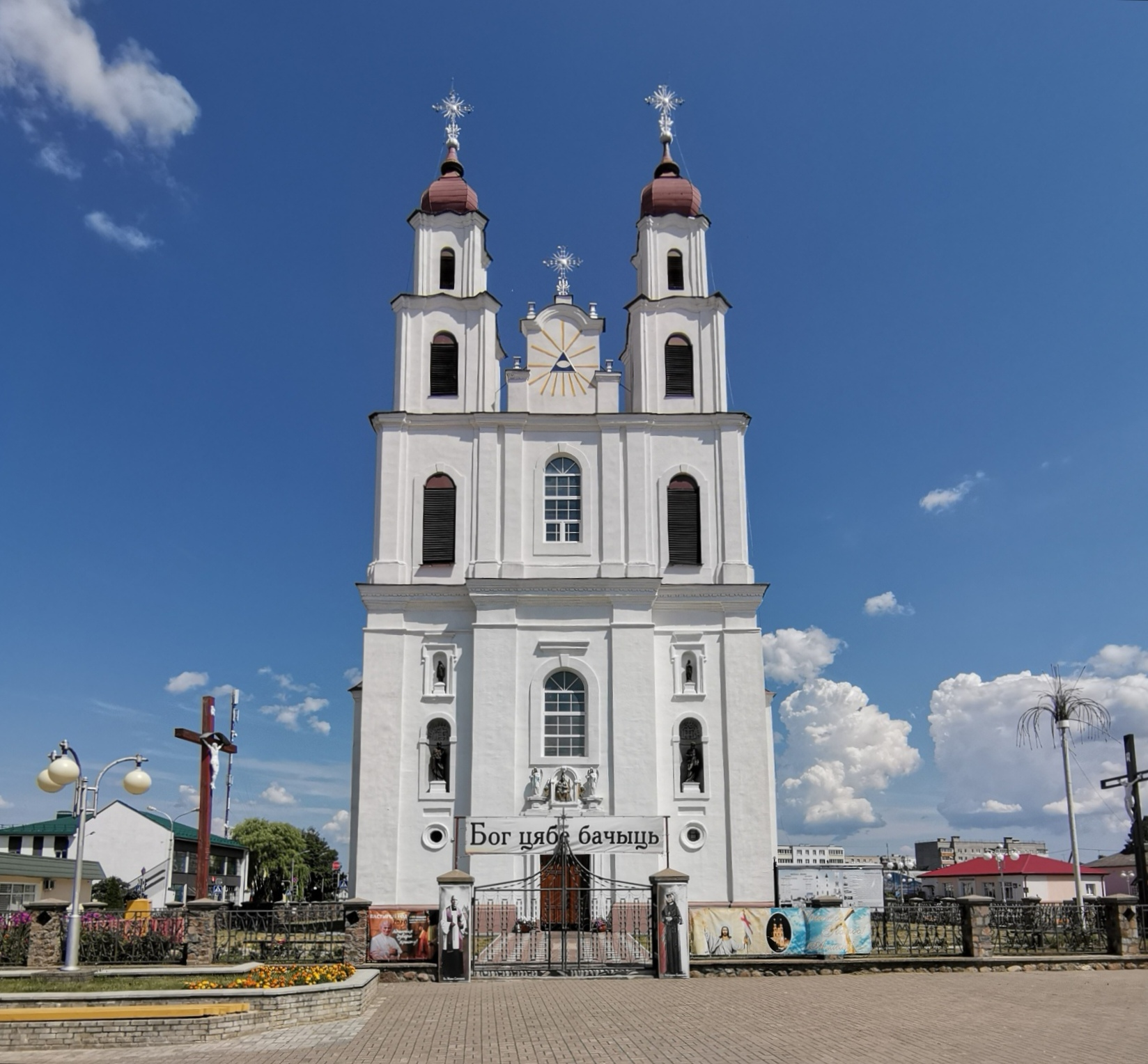
Iglesia de la Asunción de la Santísima Virgen María en Dziátlava (1743-1751), obra de Aleksander Osikiewicz
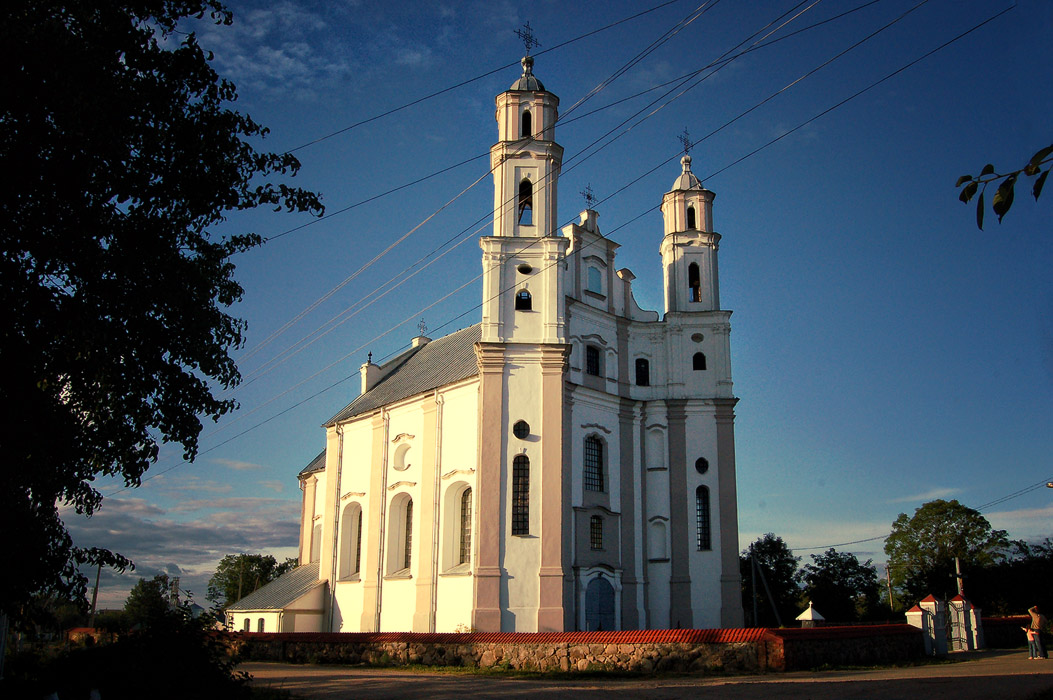
Iglesia de San Miguel Arcángel en Luzhki (1744-1756)
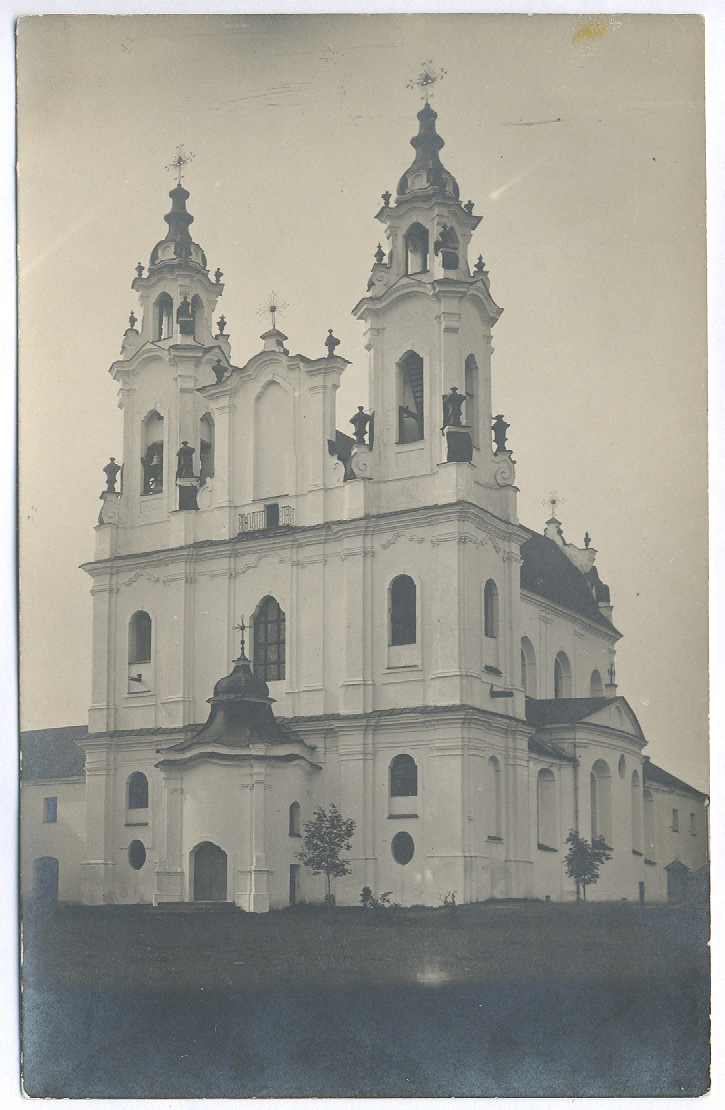
Iglesia dominica de  Zabiałły-Wołyniec  de 1749, torres de 1764-1766  (diseñada por J.K.  Glaubitz)
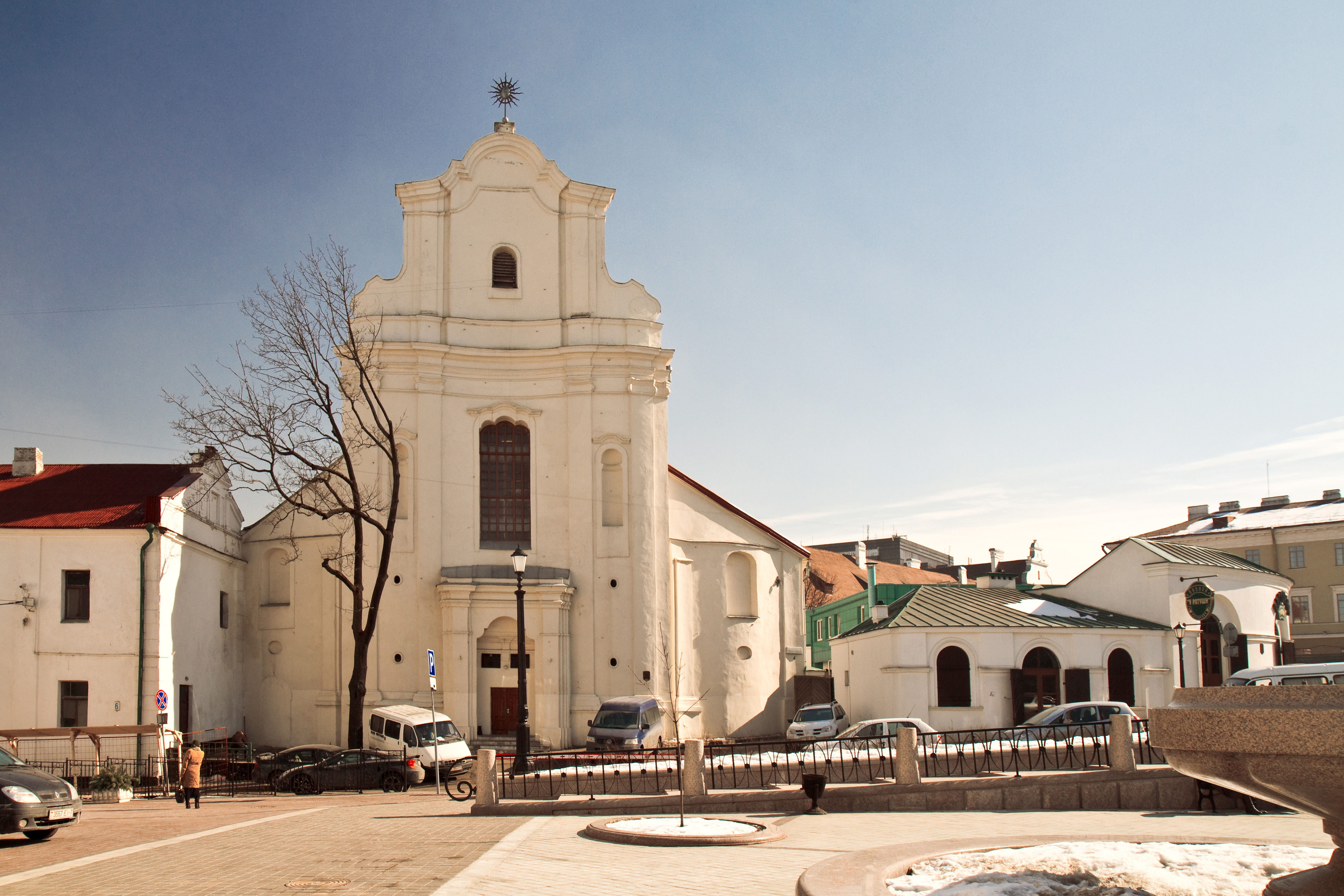
Convento de los Bernardinos en Minsk (1752)
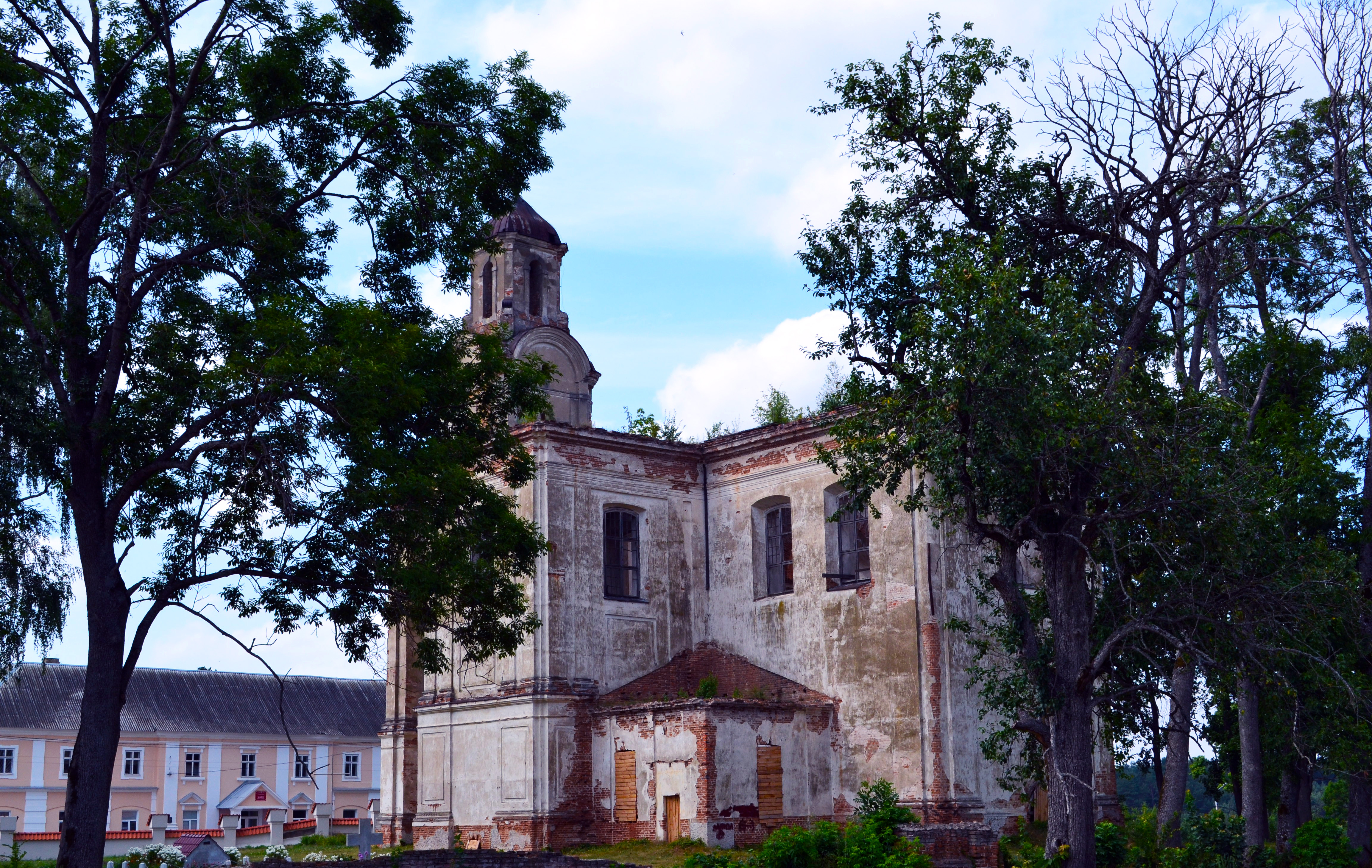
Ruinas de la iglesia Misionera de la Santísima Trinidad (1763-1785) en Lískava.
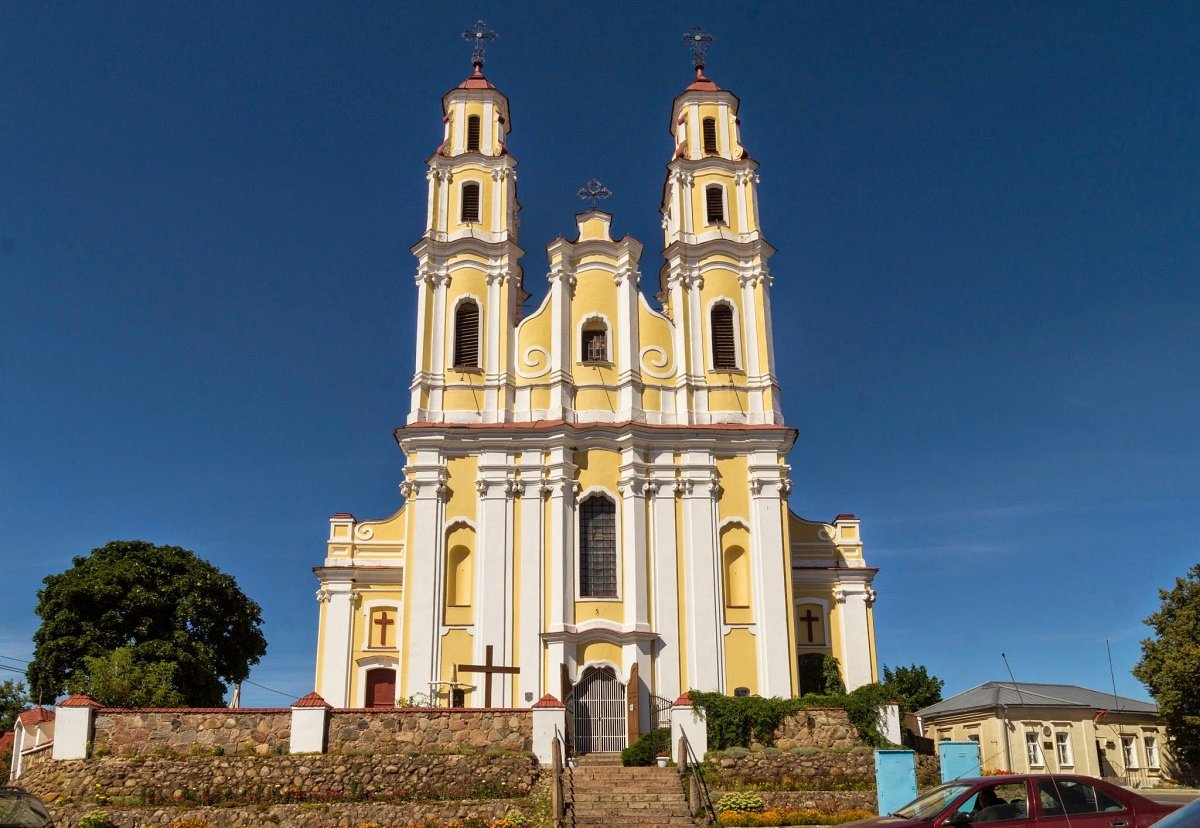
Iglesia de la Santísima Trinidad en Glubókaye (1764-1782)
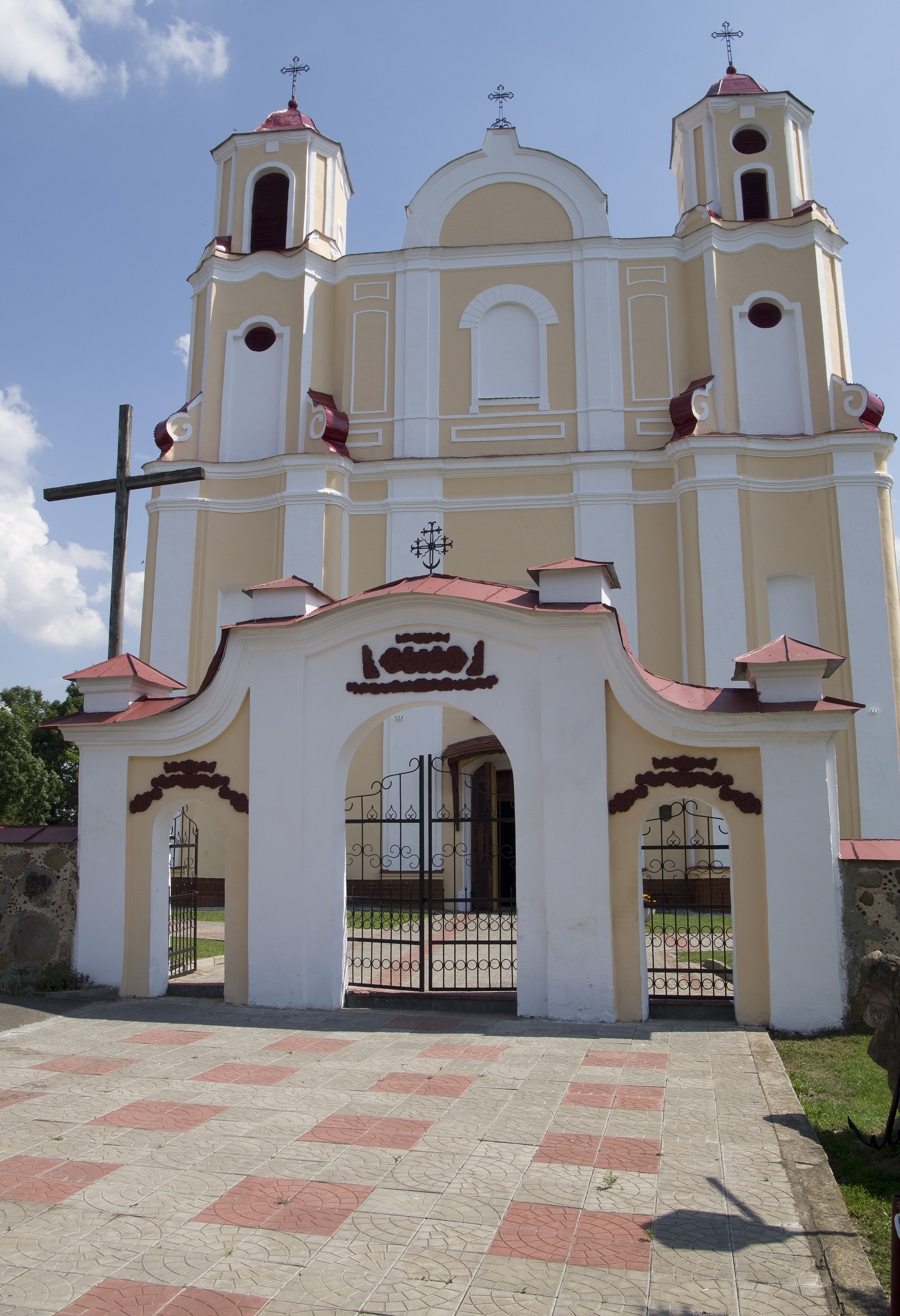
Iglesia de San Juan en Vasilishki (1769)
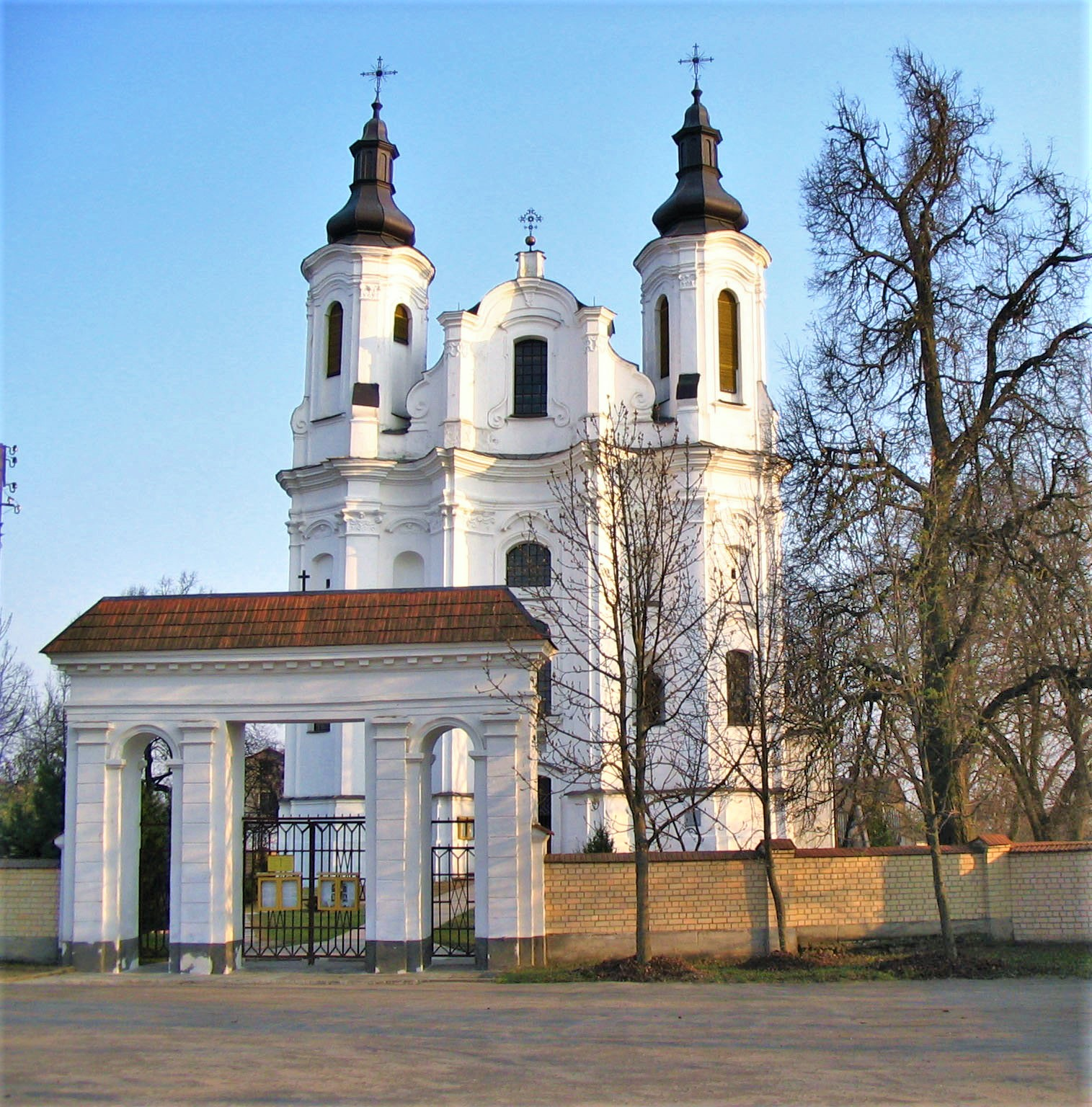
Iglesia de San Andrés en Slonim (1770-1775)
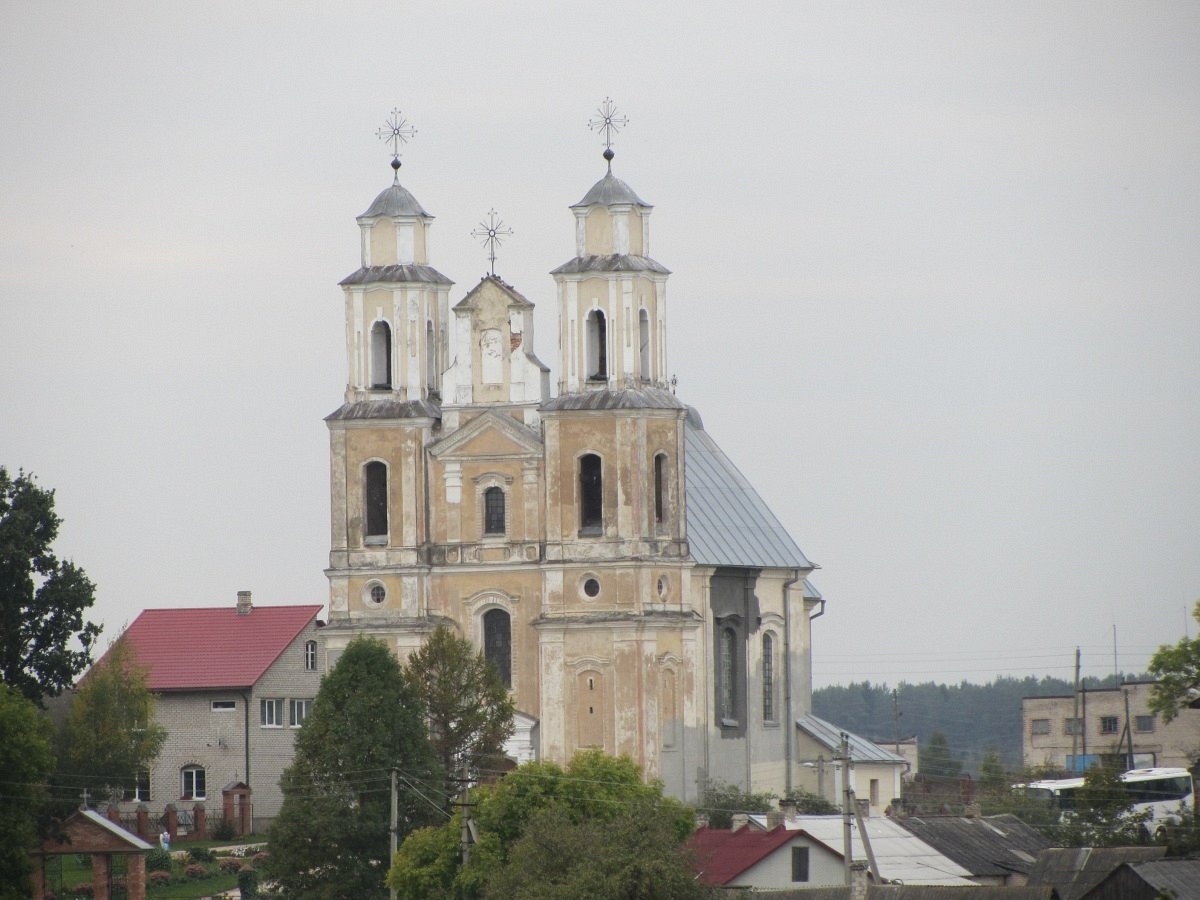
Iglesia de la Transfiguración del Señor en Germánavichi (1787)
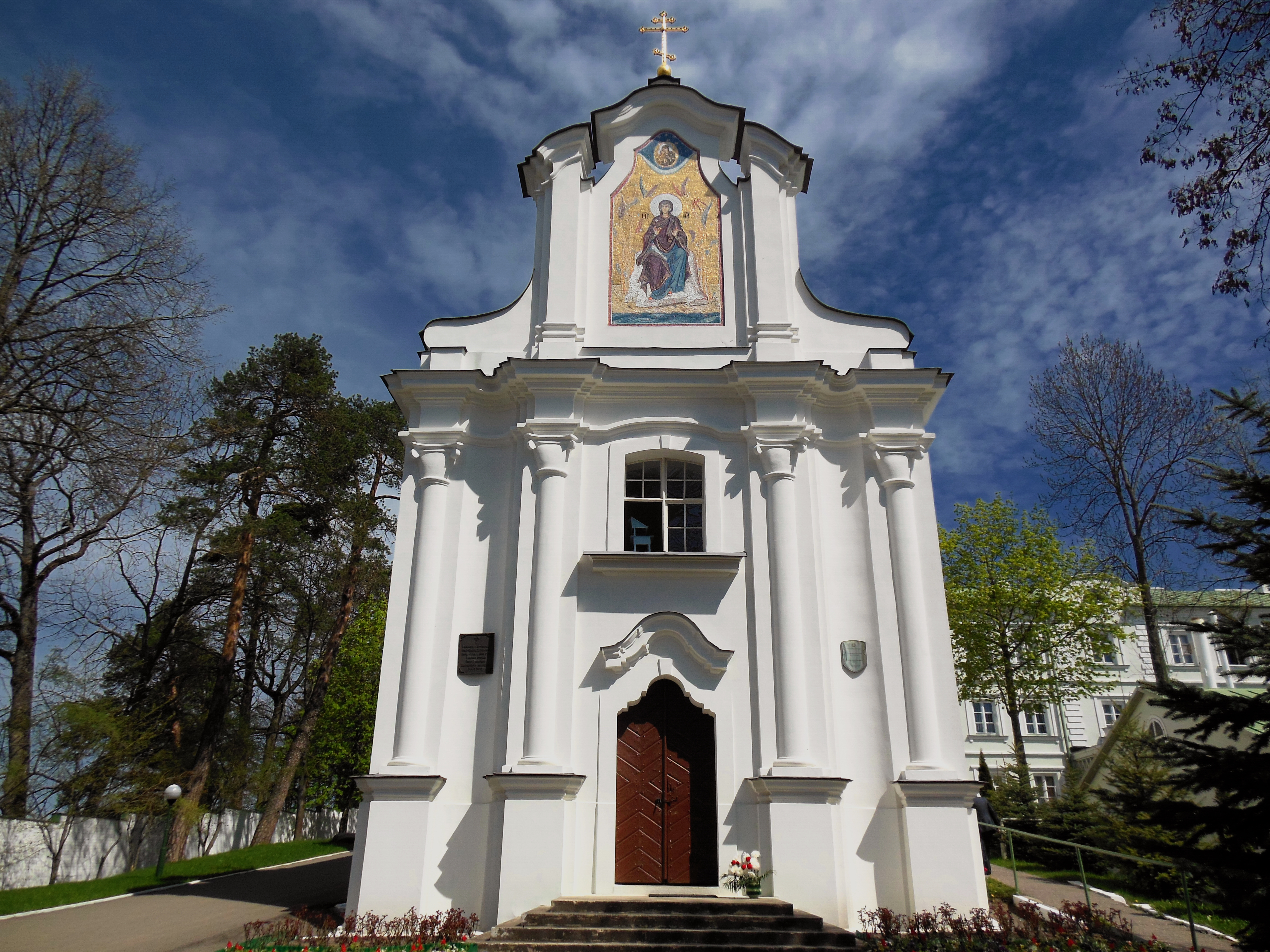
Iglesia ortodoxa de la Epifanía en Zhiróvichi (reconstruida en 1796)
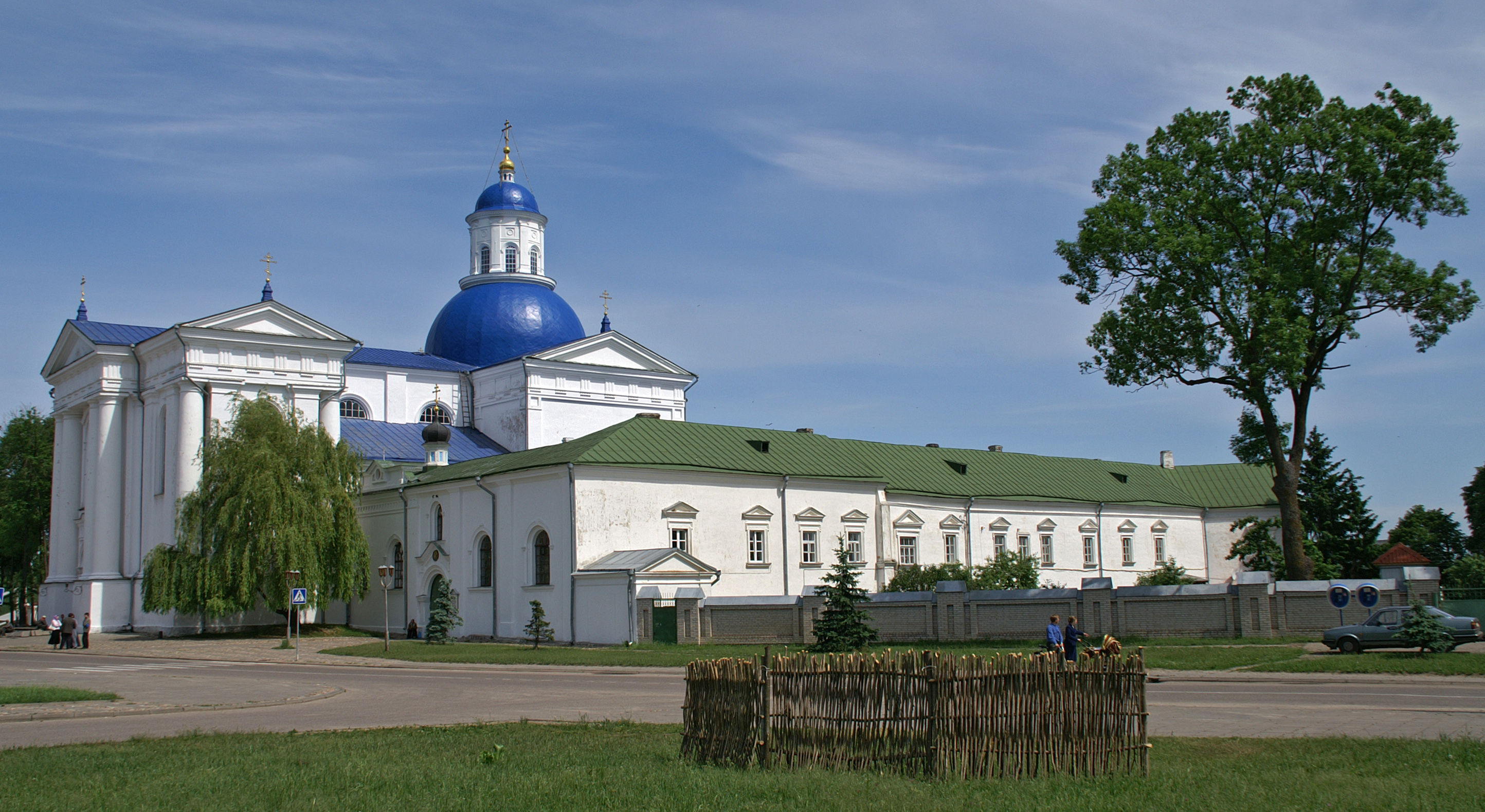
Monasterio de Zhiróvichi
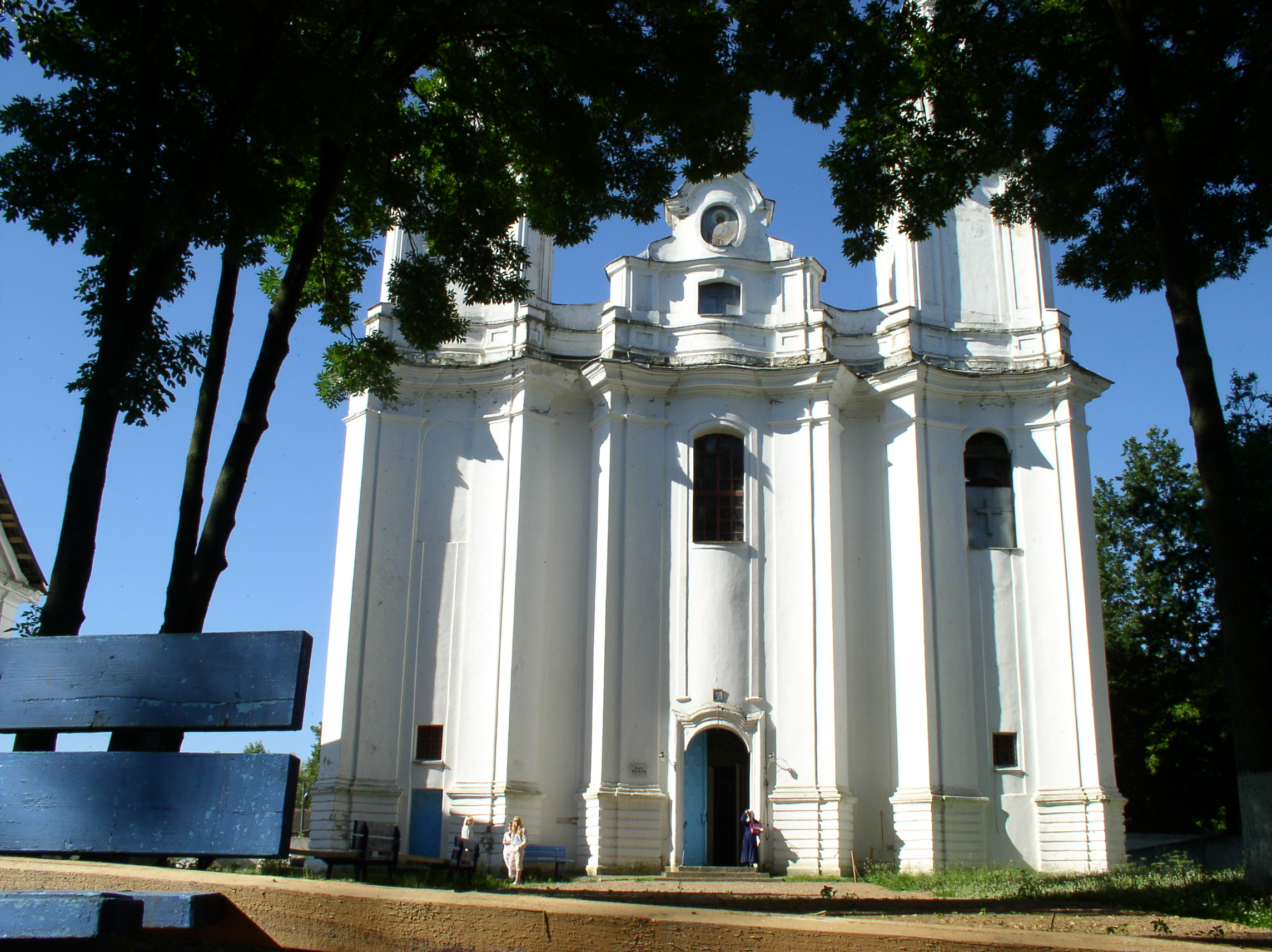
Iglesia ortodoxa de la Protección de la Madre de Dios en Tołoczyna
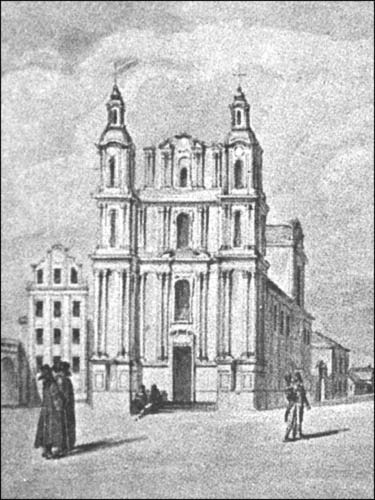
Catedral de la Dormición de la Santísima Virgen María en Vitebsk
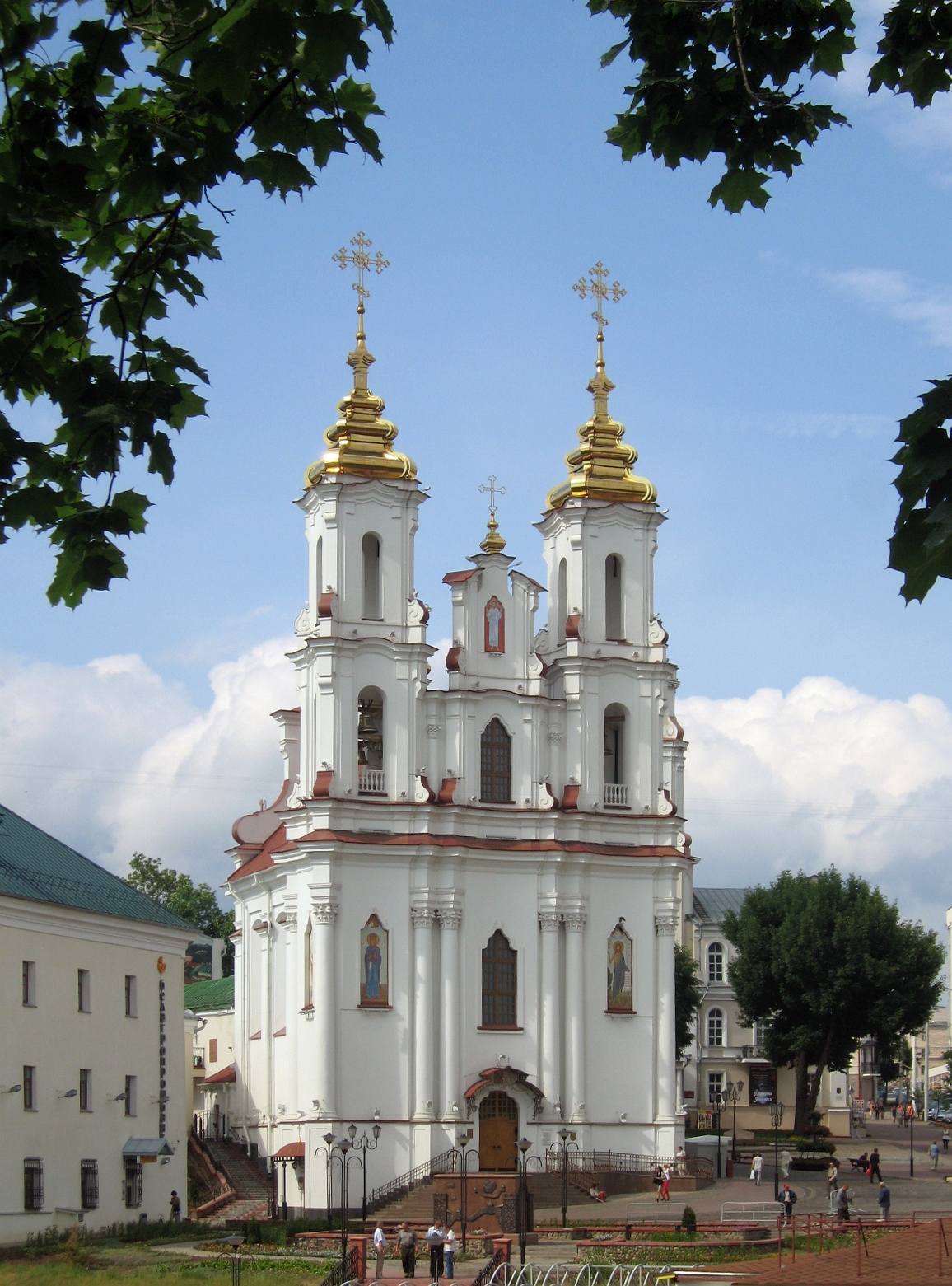
Iglesia ortodoxa de la resurrección en Viciebsk
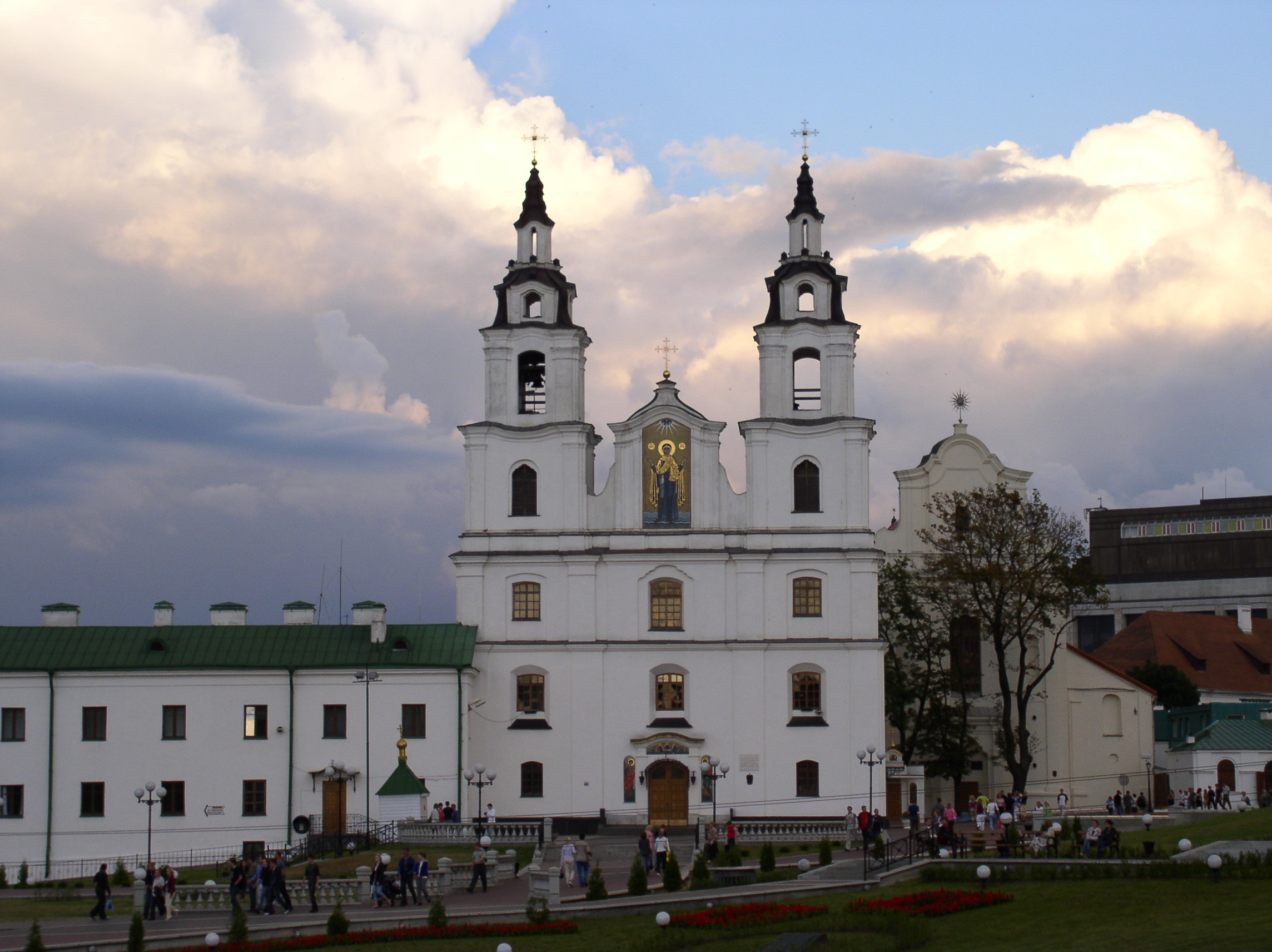
Catedral del Espíritu Santo de Minsk
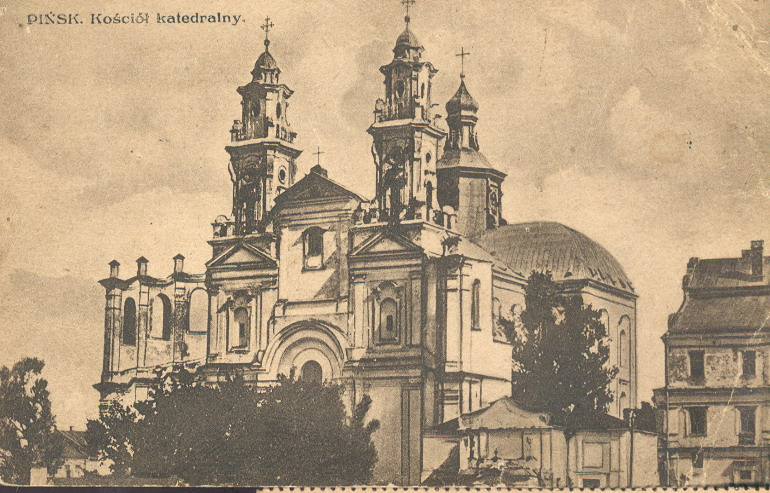
Iglesia jesuita en Pinsk (demolida)
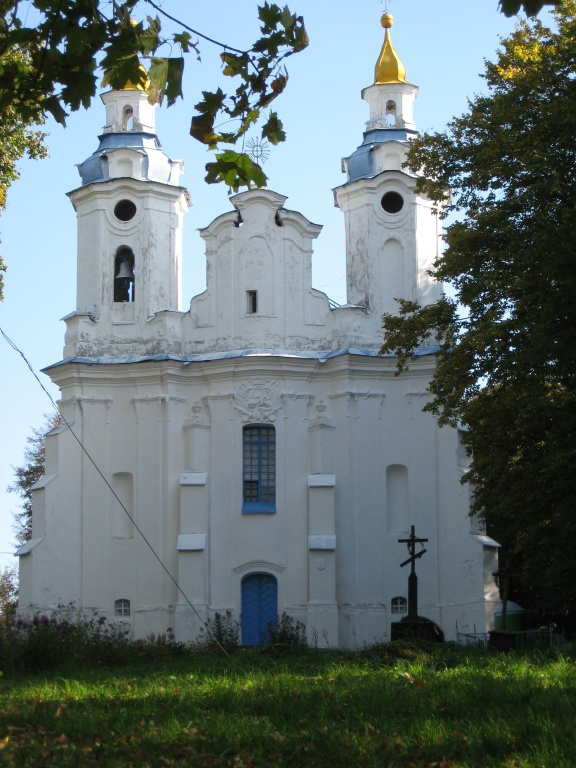
Iglesia ortodoxa de la Santísima Trinidad en Wolna (1768)
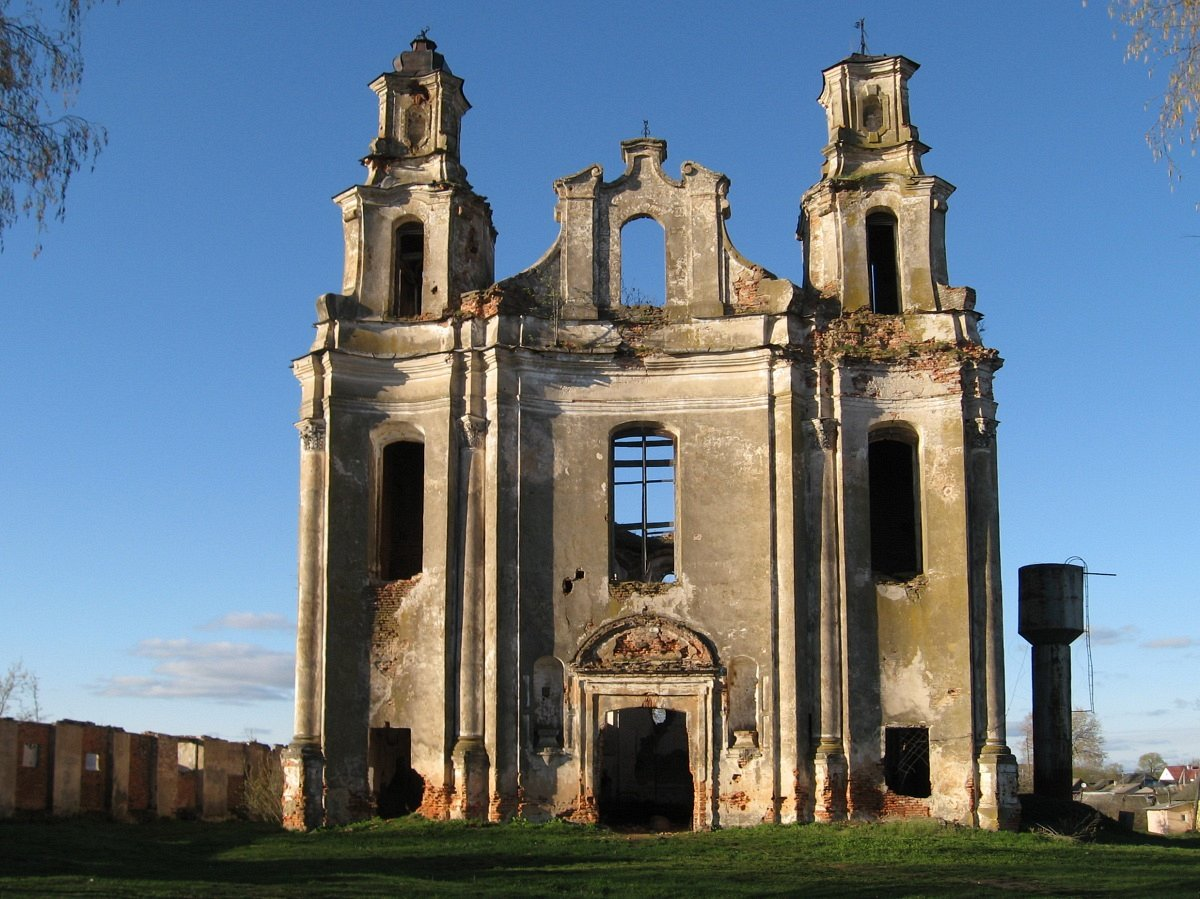
Iglesia de la Santísima Virgen María en Smaliani (segunda mitad del siglo XVIII), en ruinas.
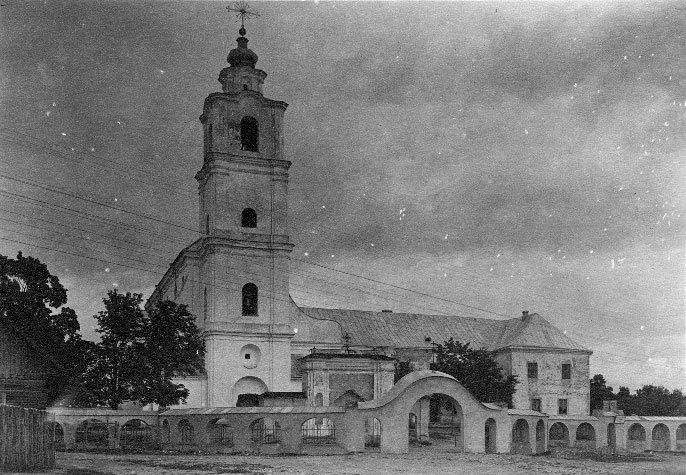
Druja - Iglesia Bernardina
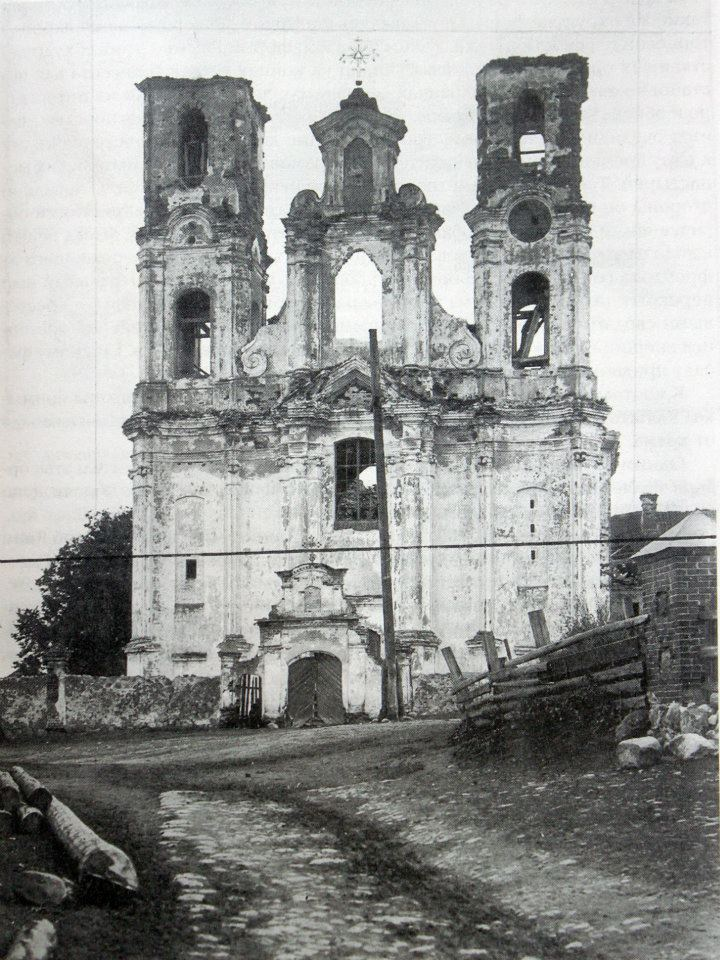
Druja - Iglesia dominica

### Ucrania
- Laura de Pochaiv;
- Catedral de la Transfiguración, en Vínnitsa
- Monasterio de Búchach.

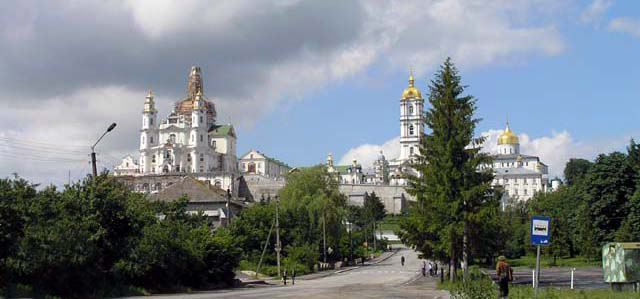
Laura de Pochaiv
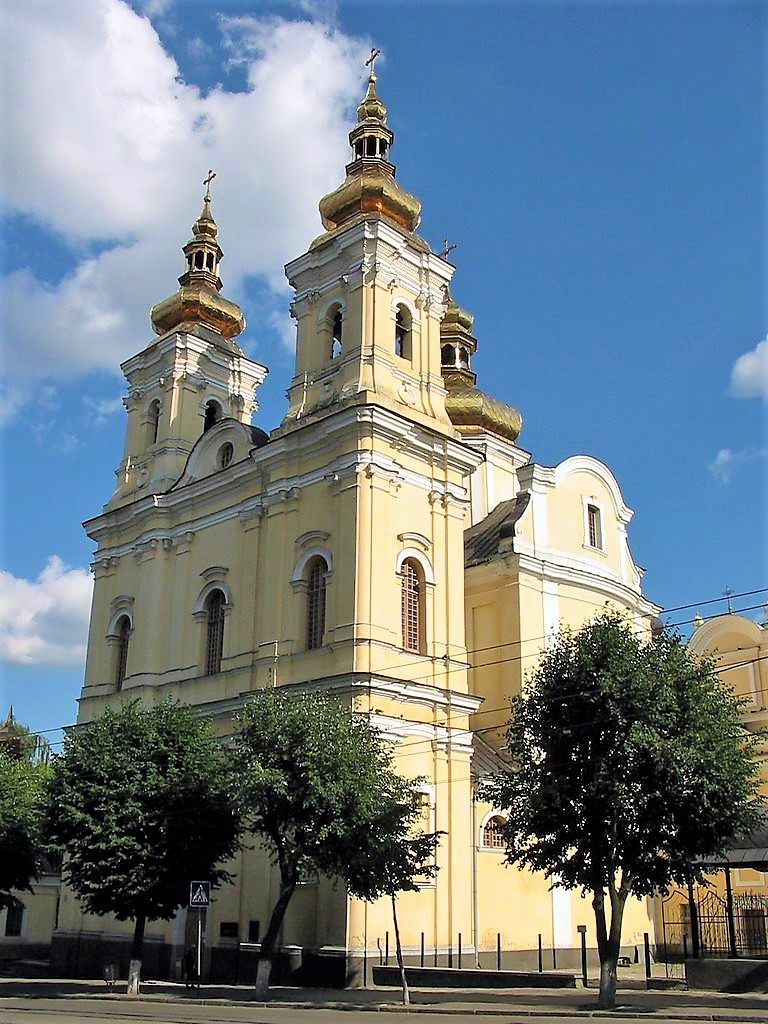
Catedral de la Transfiguración (Vínnitsia)
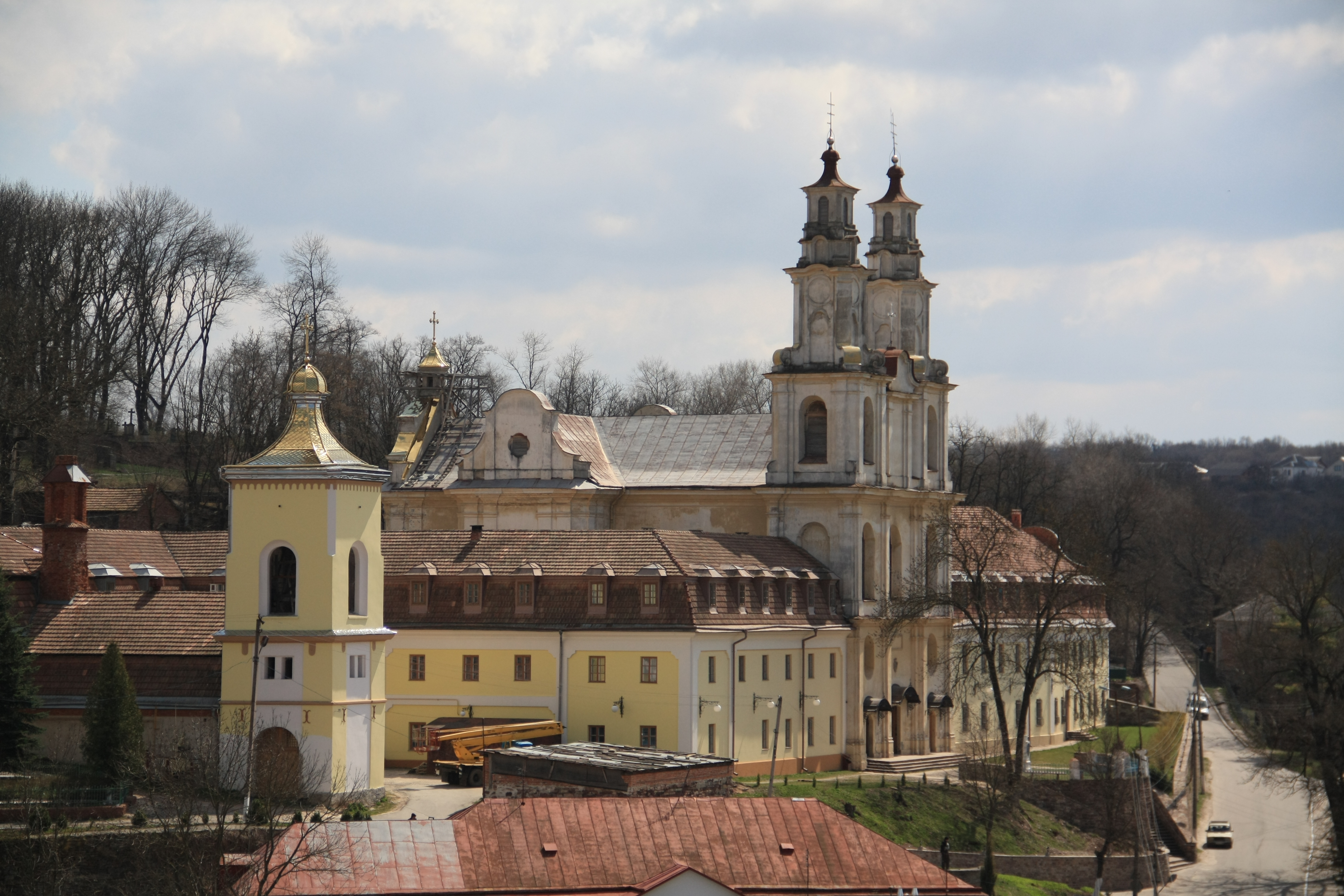
Monasterio basiliano en Búchach

### Letonia
- Basílica de la Asunción (Aglona) en Aglona;
- Iglesia de los Santos Dominicos en Pasiene;
- Iglesia Jesuita en Ilūkste.
- iglesia de la Asunción de la Santísima Virgen María en Ludza

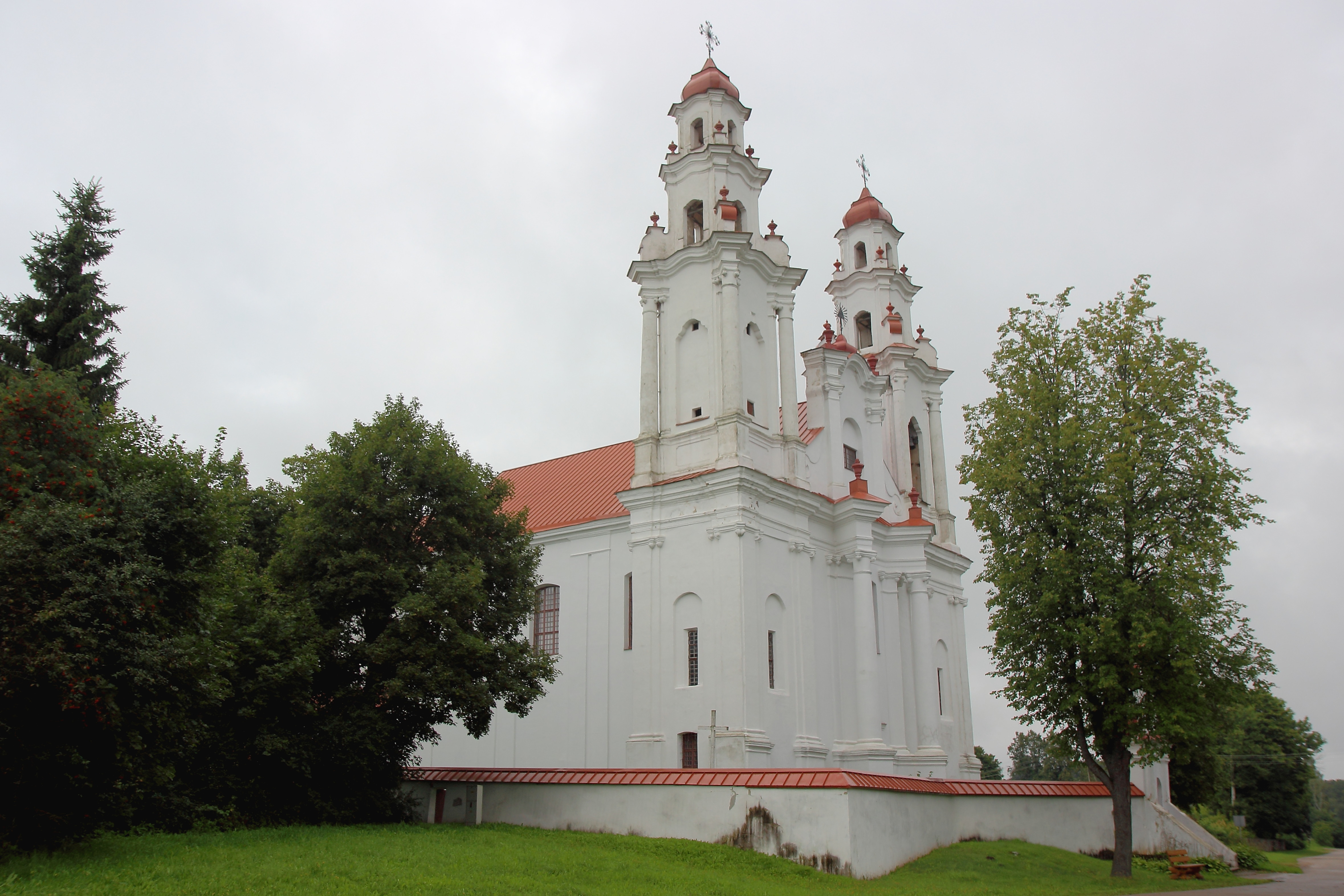
Iglesia dominica de Santo Domingo en Posin (1761)
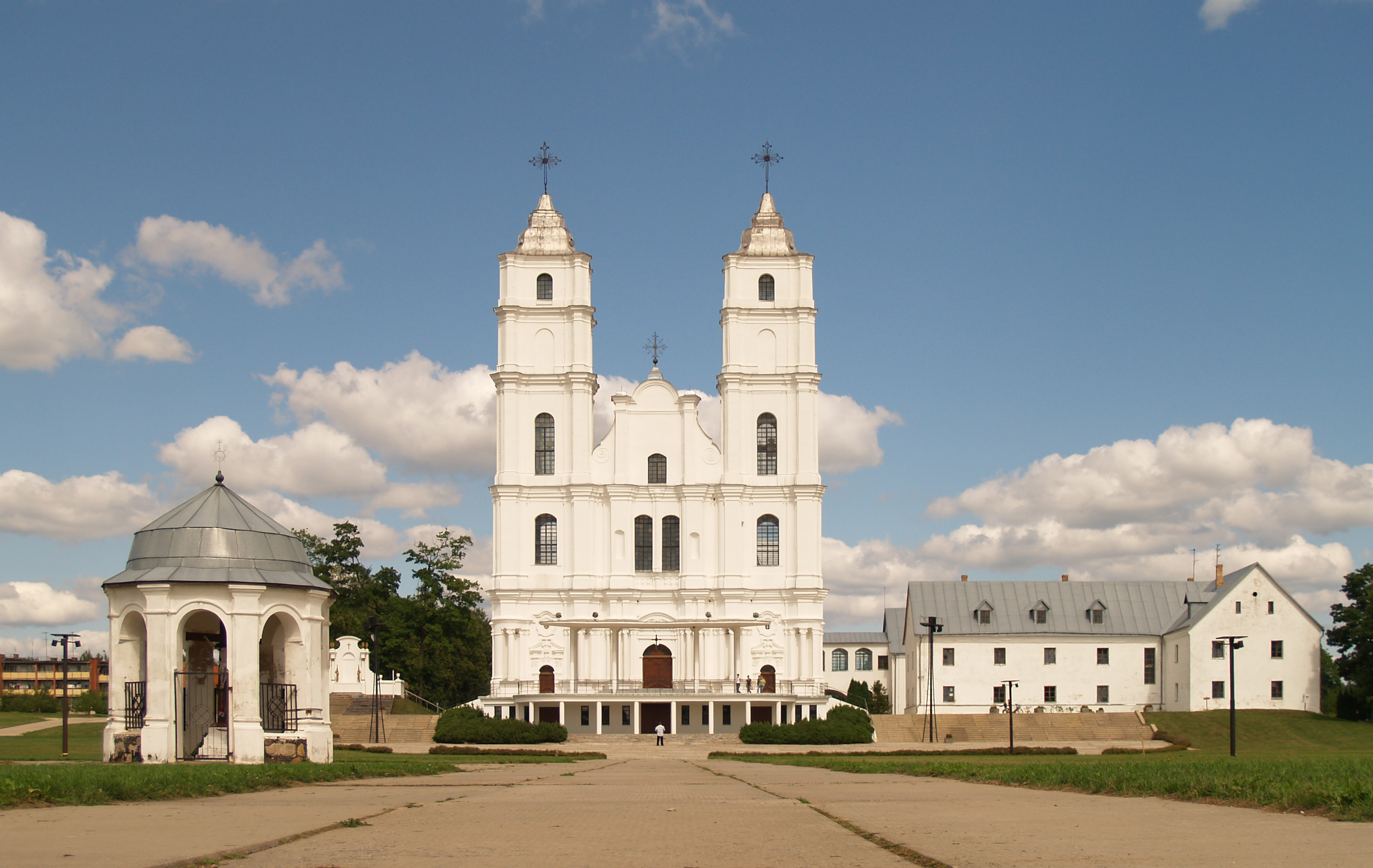
Basílica de la Asunción (Aglona)
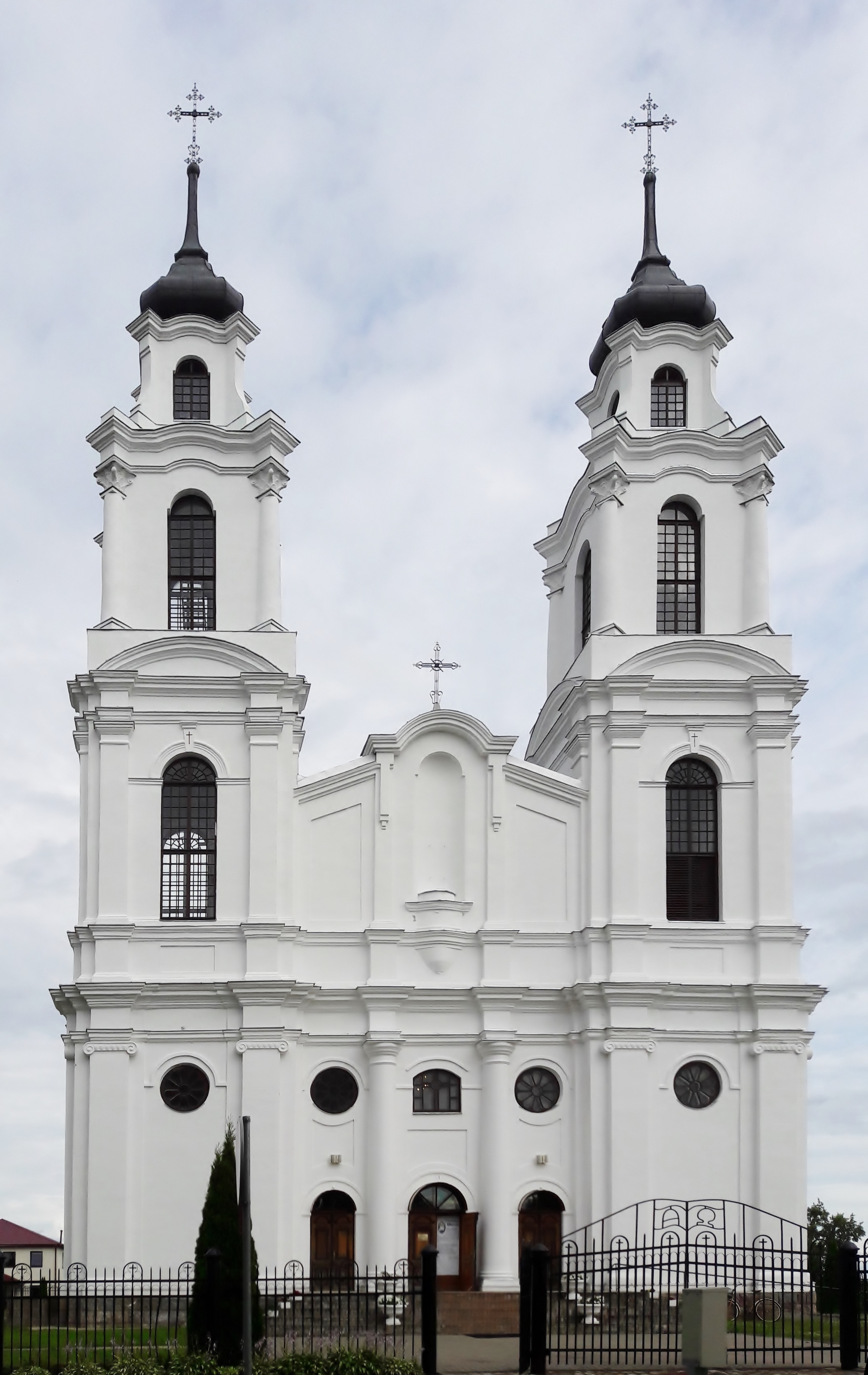
Iglesia de la Asunción de la Santísima Virgen María en Ludza
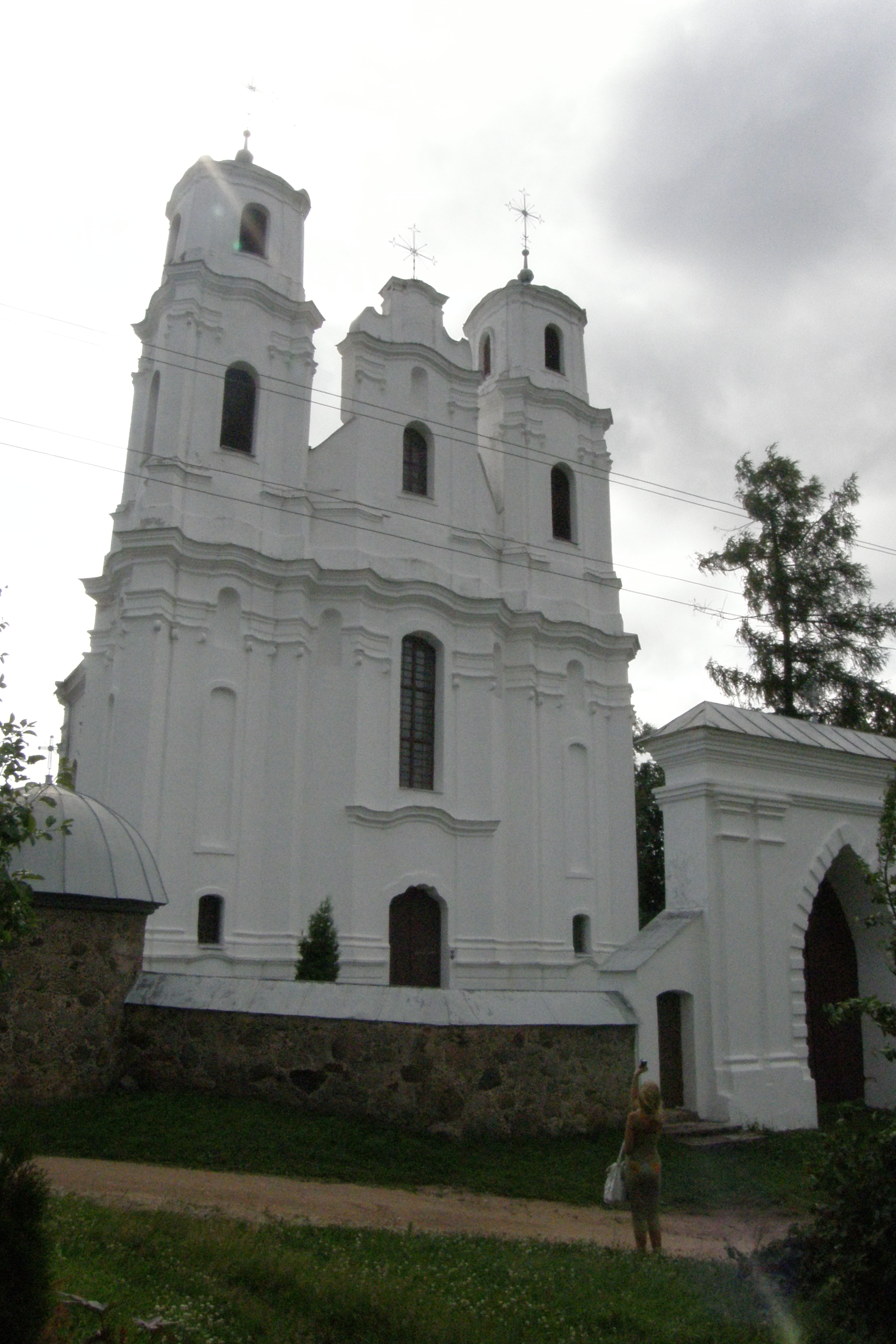
Iglesia en Piedruja

- Iglesia dominica de Santo Domingo en Posin (1761)
- Basílica de la Asunción (Aglona)
- Iglesia de la Asunción de la Santísima Virgen María en Ludza
- Iglesia en Piedruja

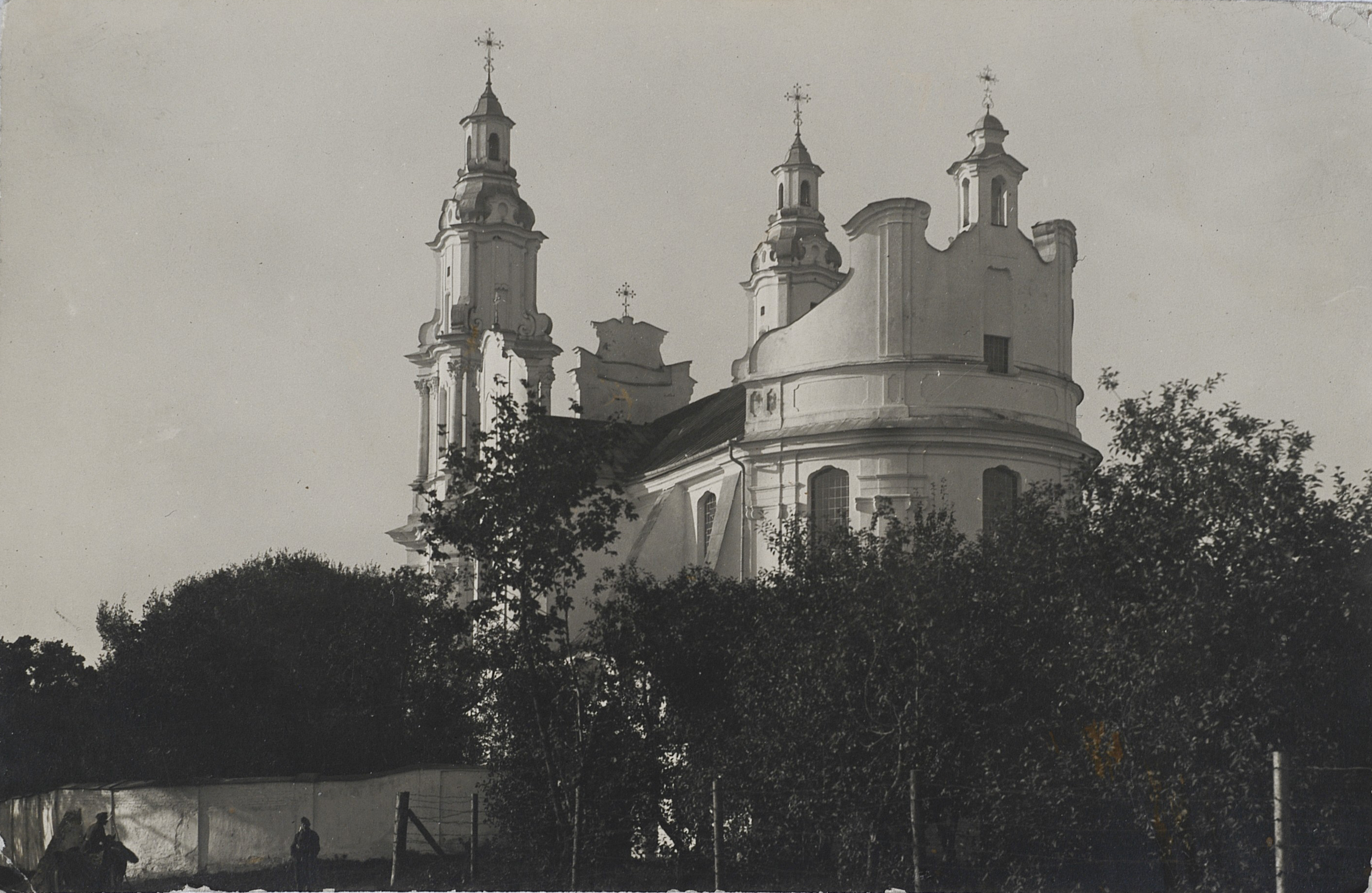
Iglesia basiliana en Berezwecz (demolida)
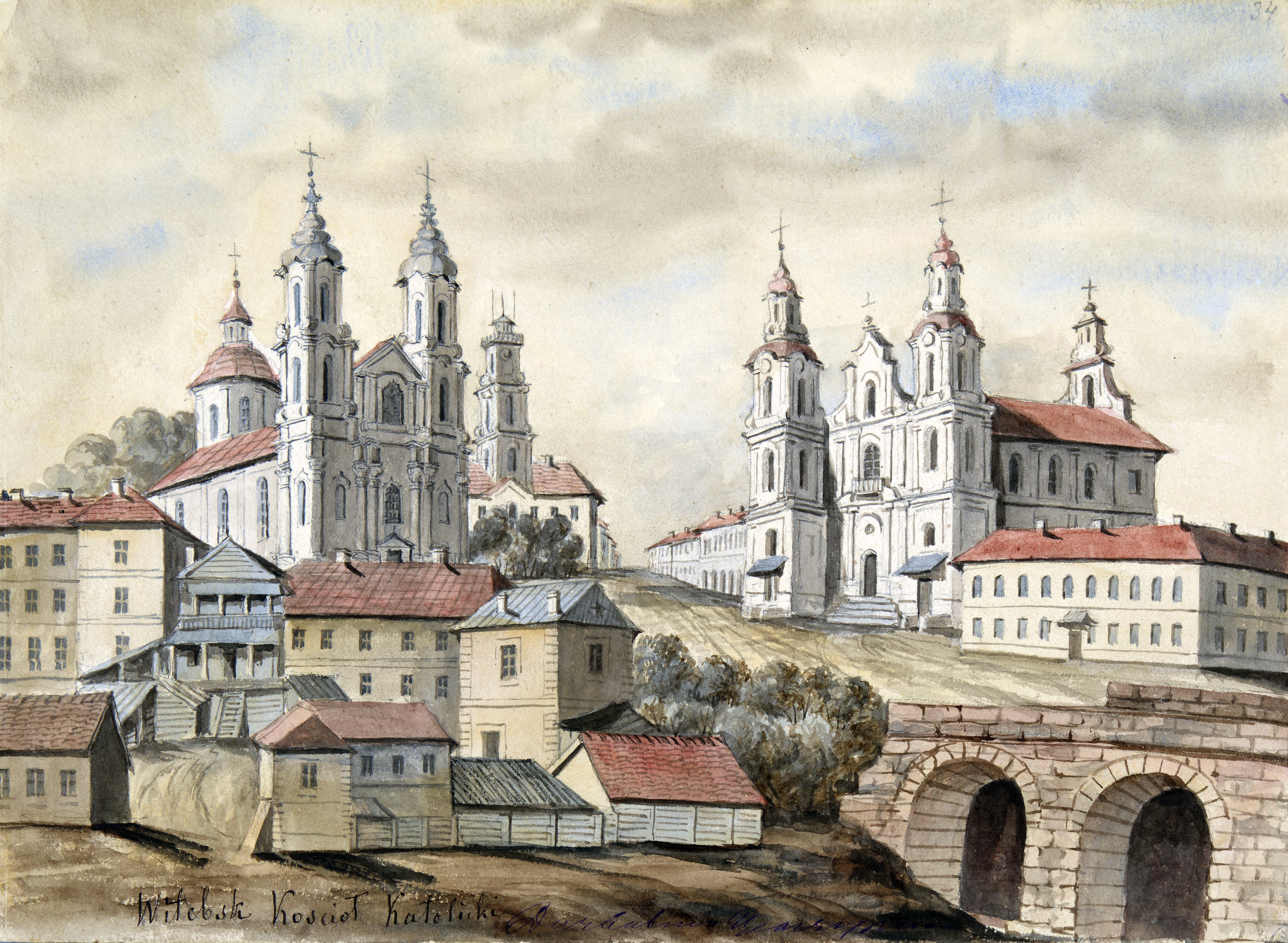
La Iglesia Basiliana en Vitebsk (izquierda) y la Iglesia de St. Antonio (derecha)
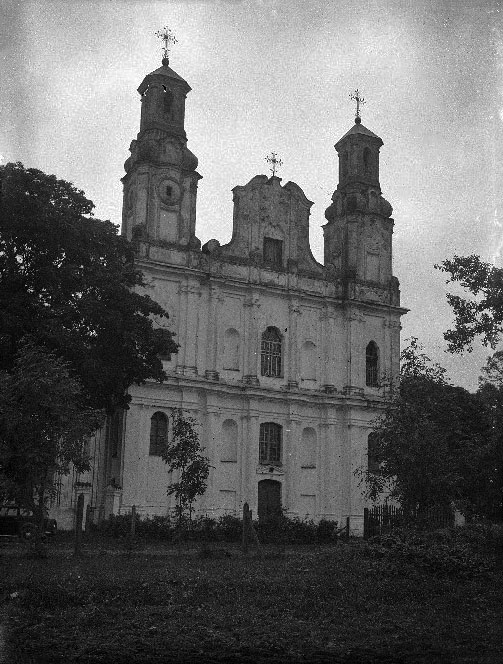
Iglesia ortodoxa en Toruń (demolida)
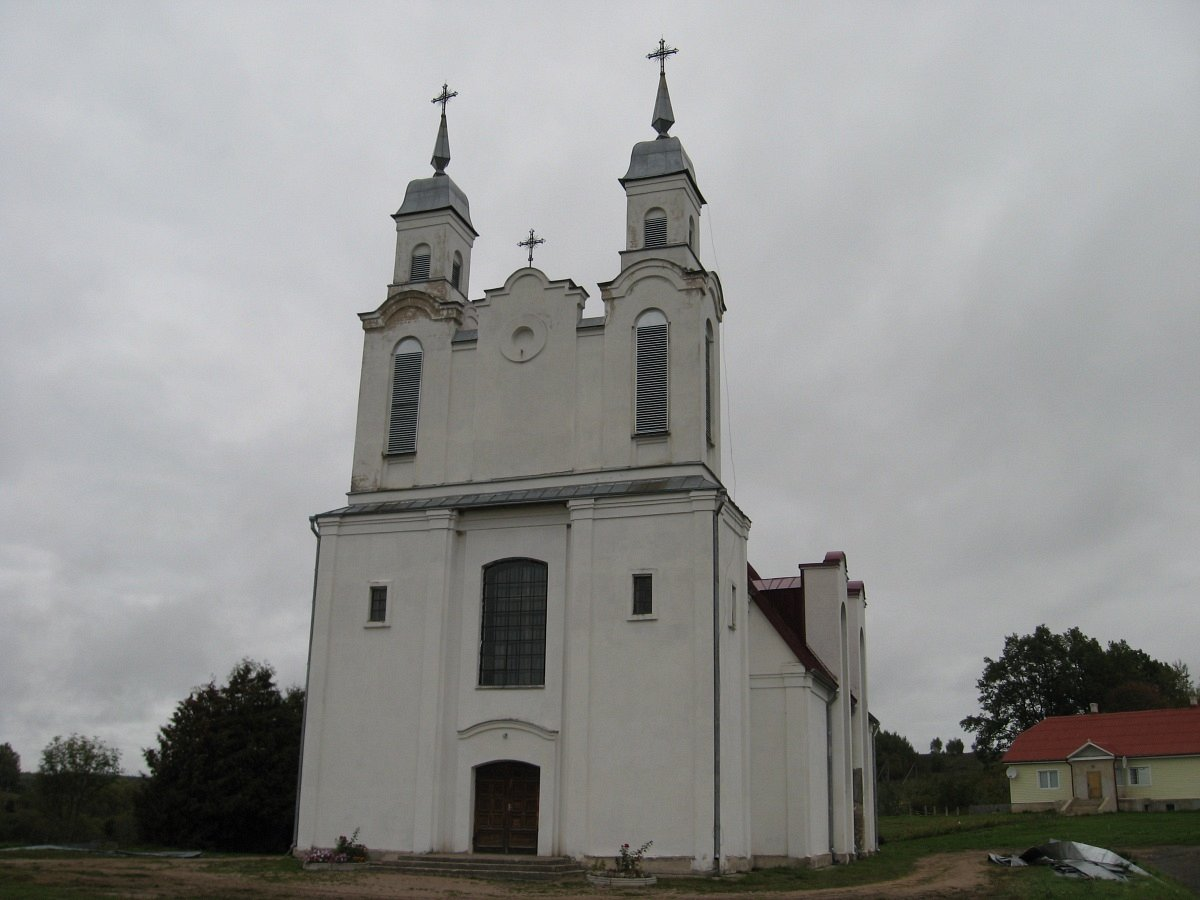
Iglesia de la Transfiguración del Señor en Kreva
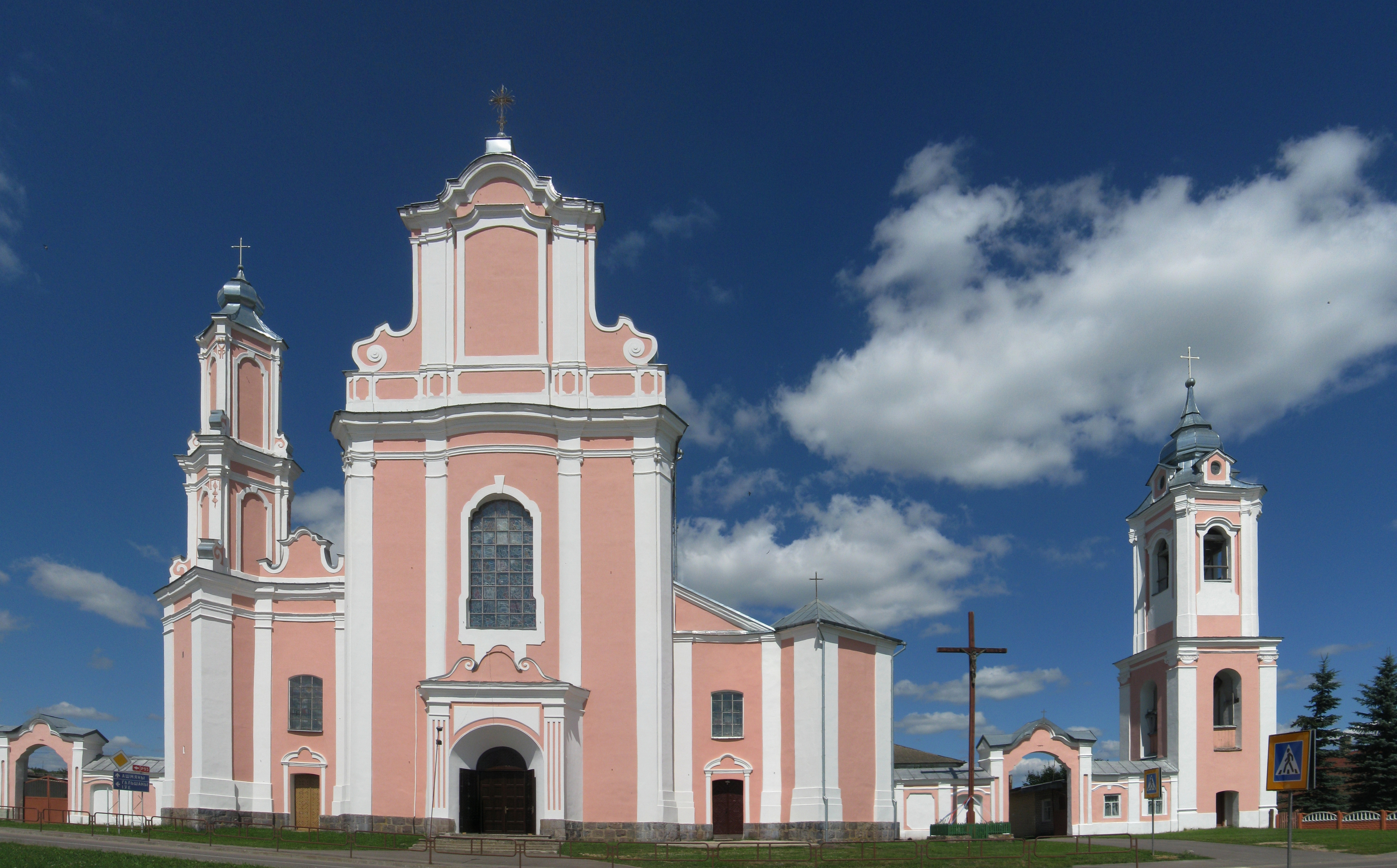
Boruny - iglesia

Edificios construidos o reconstruidos en el siglo XX que hacen referencia al barroco de Vilnius:
- iglesia de Santísima Trinidad en Głębokie (1902-1908) diseñado por Adam Dubowik
- Iglesia de San Miguel Arcángel en Oszmiana (1900-1906) diseñado por Wacław Michniewicz
- Iglesia de la Resurrección del Señor en Białystok (1991-1996) diseñada por Michał Bałasz
- Iglesia de la Transfiguración del Señor en Krewo (1993-x) diseñada por Walery Kuziakin

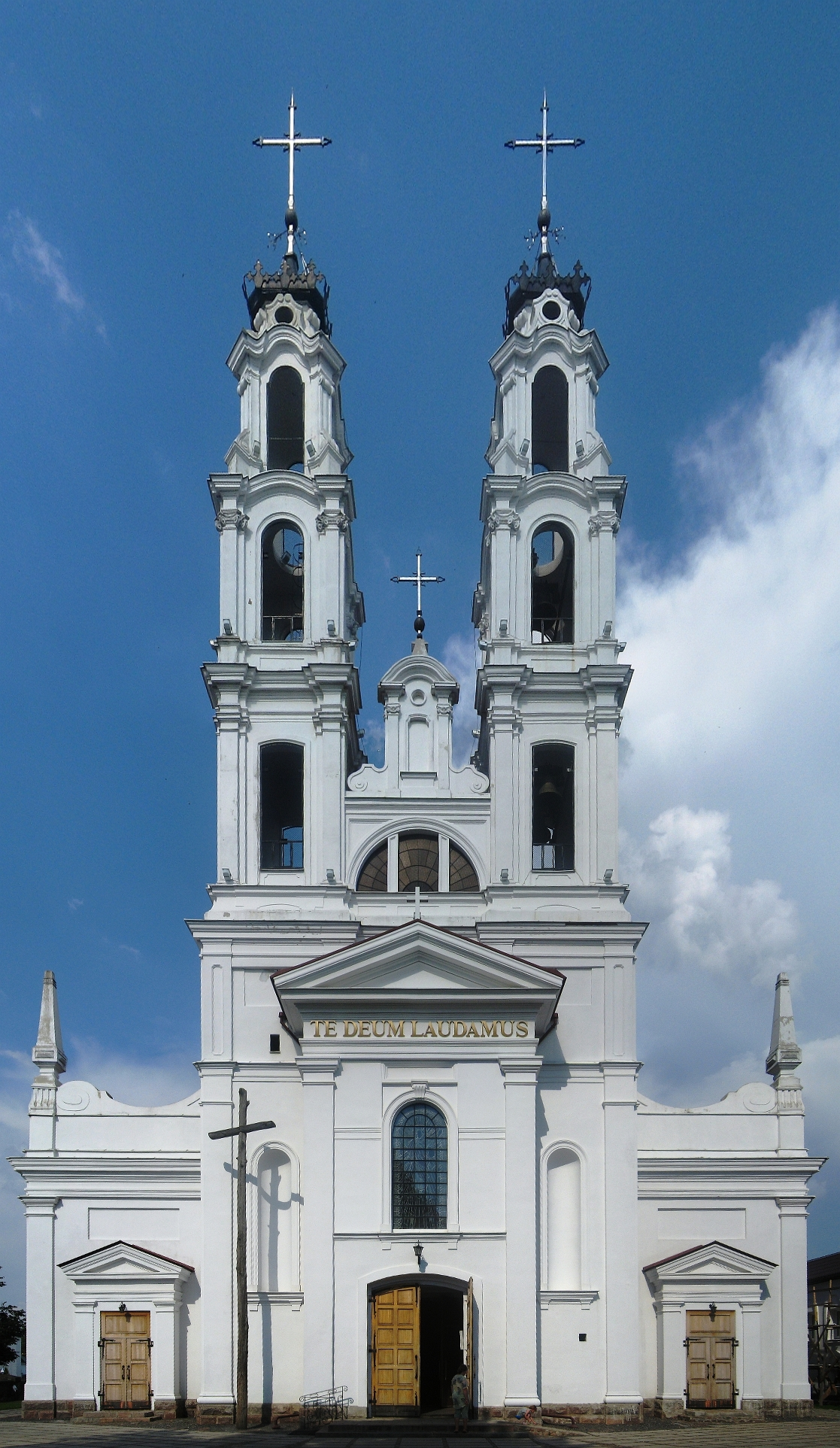
Iglesia de San Miguel Arcángel en Oszmiana (1900-1906)
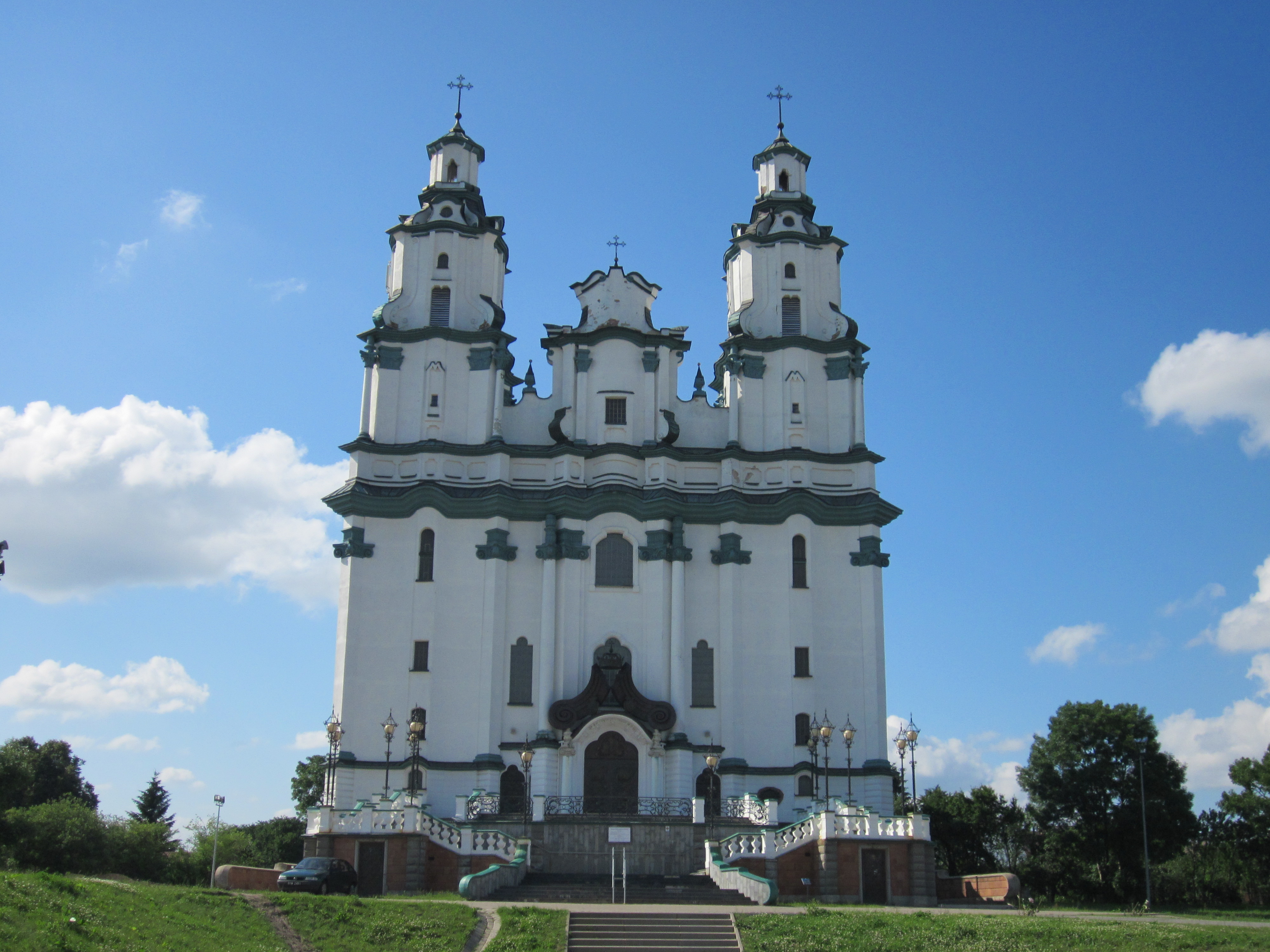
Iglesia de la Resurrección del Señor en Białystok (1991-1996)
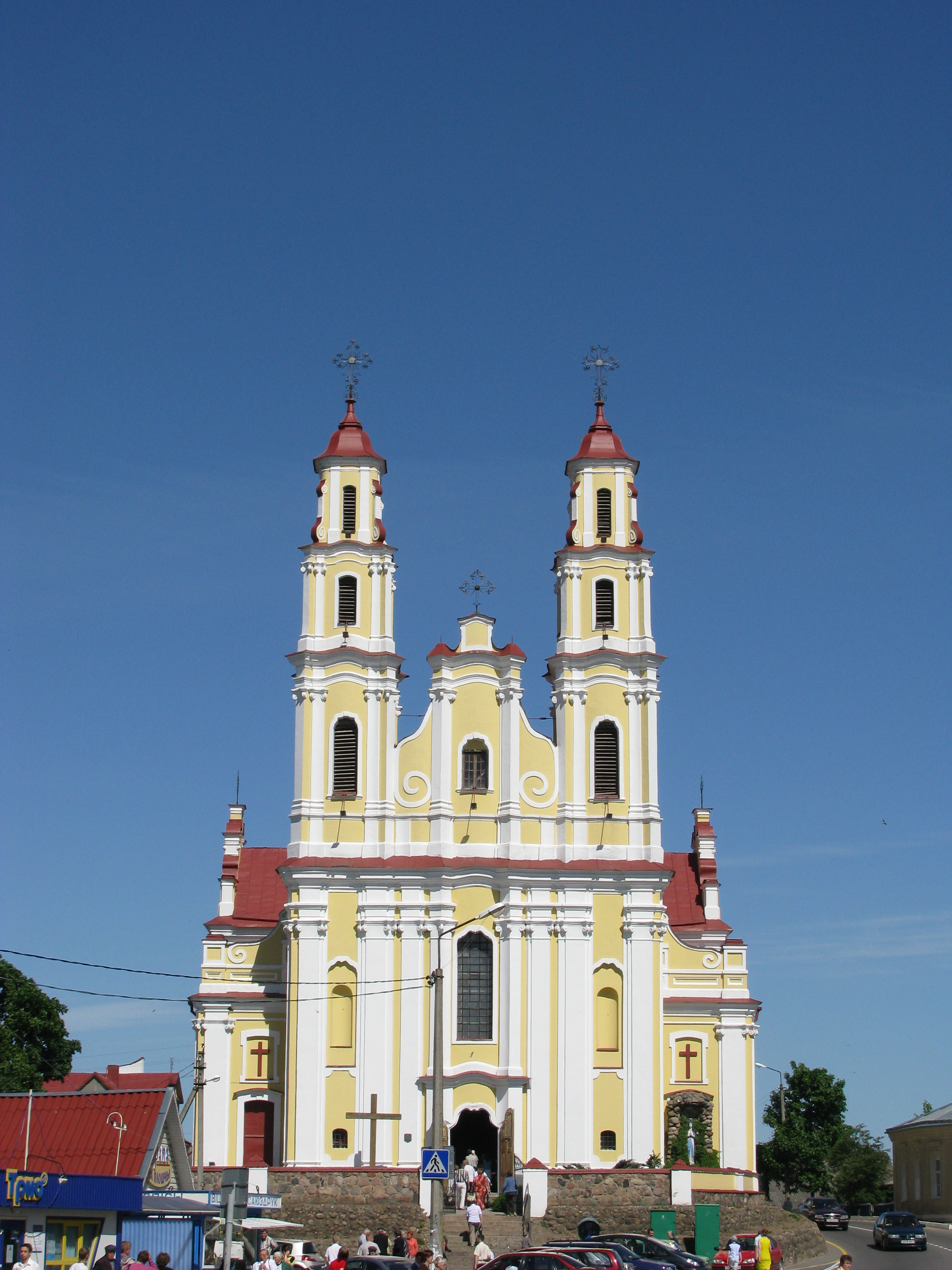
iglesia de Santísima Trinidad en Głębokie (1902-1908)